# Église Notre-Dame-de-la-Nativité de Magny-en-Vexin
Pour les articles homonymes, voir Église Notre-Dame-de-la-Nativité.
L’église Notre-Dame-de-la-Nativité-de-la-Vierge est une église catholique paroissiale située à Magny-en-Vexin dans le Val-d'Oise. Elle remplace une précédente église qui datait en partie du XIIIe siècle et qui avait été incendiée par les Anglais en 1436, sous la guerre de Cent Ans. En commençant par les parties orientales, cette église est successivement reconstruite dans le style gothique flamboyant entre 1490 et 1530 environ, en ne conservant que les piles du clocher de l'église du XIIIe siècle ainsi que le plan de la nef. Pendant deux autres campagnes de construction, l'église est agrandie vers le sud et vers le nord, dans le style de la Renaissance. Un bas-côté sud flanquée de chapelles et comportant un portail représentatif est érigé entre 1540 environ et 1561. Puis un second croisillon nord, une sacristie et une grande chapelle seigneuriale au sud du transept sont bâties au début du XVIe siècle, et des chapelles sont ajoutées devant le bas-côté sud. Ainsi, le style de la Renaissance devient dominant à l'extérieur, où l'élévation sud tournée vers la ville se remarque par sa silhouette inhabituelle et sa riche ornementation. À l'intérieur aussi, seulement le chœur garde son caractère purement flamboyant ; ailleurs, ce ne sont plus que les voûtes et en partie les piles. L'église Notre-Dame-de-la-Nativité-de-la-Vierge peut être considérée comme la plus importante église Renaissance dans le Parc naturel régional du Vexin français, et elle renferme également l'un des plus anciens baptistères en pierre de la France. Datant de 1534, c'est une œuvre d'art d'une grande qualité. Les trésors artistiques de l'église font en grande partie son attrait, dont les trois priants des monuments funéraires des Neufville de Villeroy, une grande Vierge à l'Enfant en marbre blanc du premier quart du XIVe siècle, un orgue du milieu du XVIIe siècle, ainsi que plusieurs tableaux. L'église Notre-Dame-de-la-Nativité a été classée monument historique par arrêté du 14 janvier 1908. Elle est aujourd'hui l'église principal du doyenné ou du groupement paroissial du secteur pastoral du Vexin ouest.

## Localisation
L'église est située au nord du centre-ville de Magny-en-Vexin, dans le Vexin français, dans le département du Val-d'Oise et la région Île-de-France, en France. Plus précisément, l'église se trouve au bout des rues de l'Église et Notre-Dame, à l'intersection des rues Saint-Sauveur et de l'École. La façade méridionale donne sur le parvis de l'église, et la façade orientale sur la rue de la Digue, alors que les autres façades donnent sur des jardins privés et ne sont pas visibles depuis le domaine public.

## Historique

### Les origines

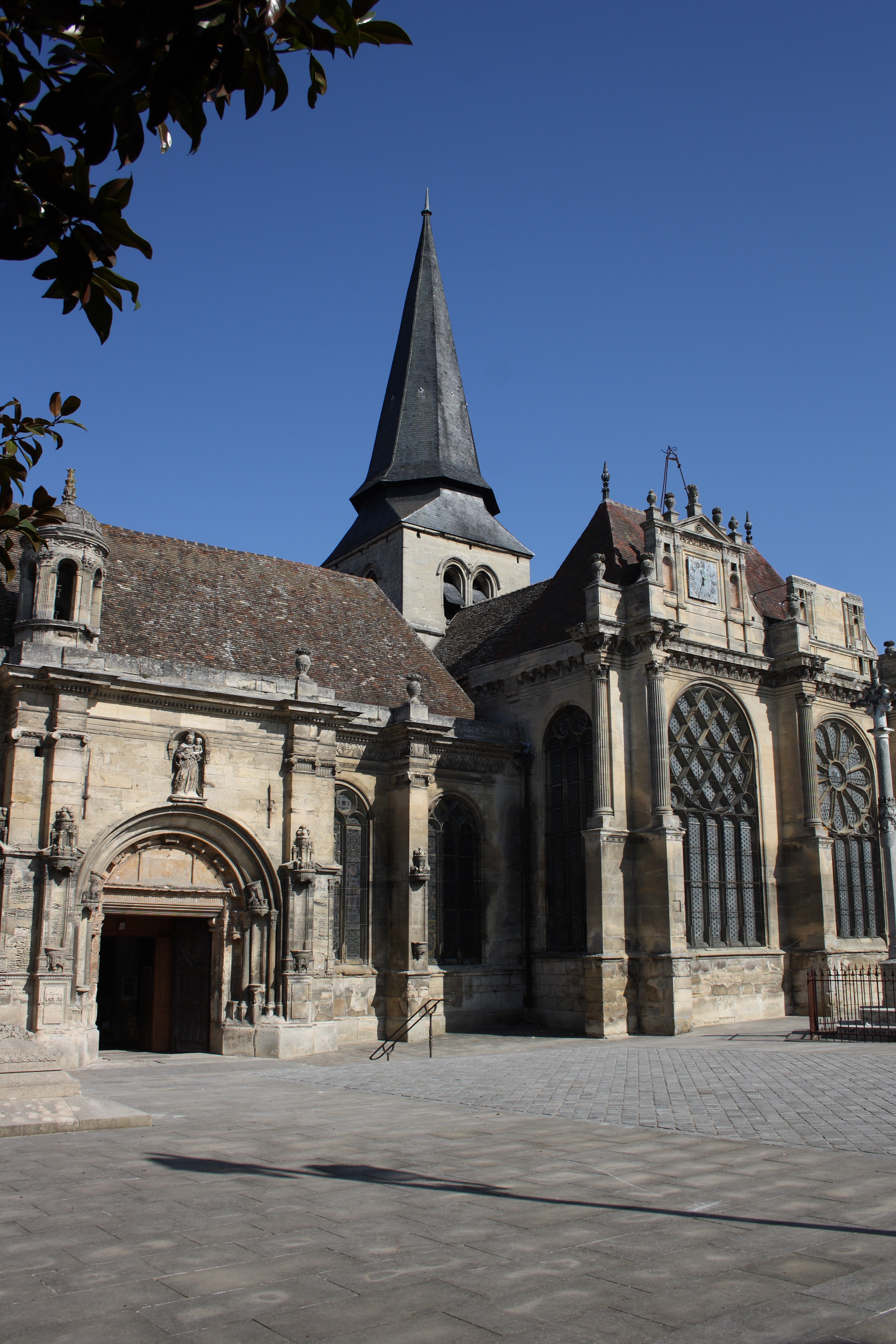
Vue partielle de la façade sud.

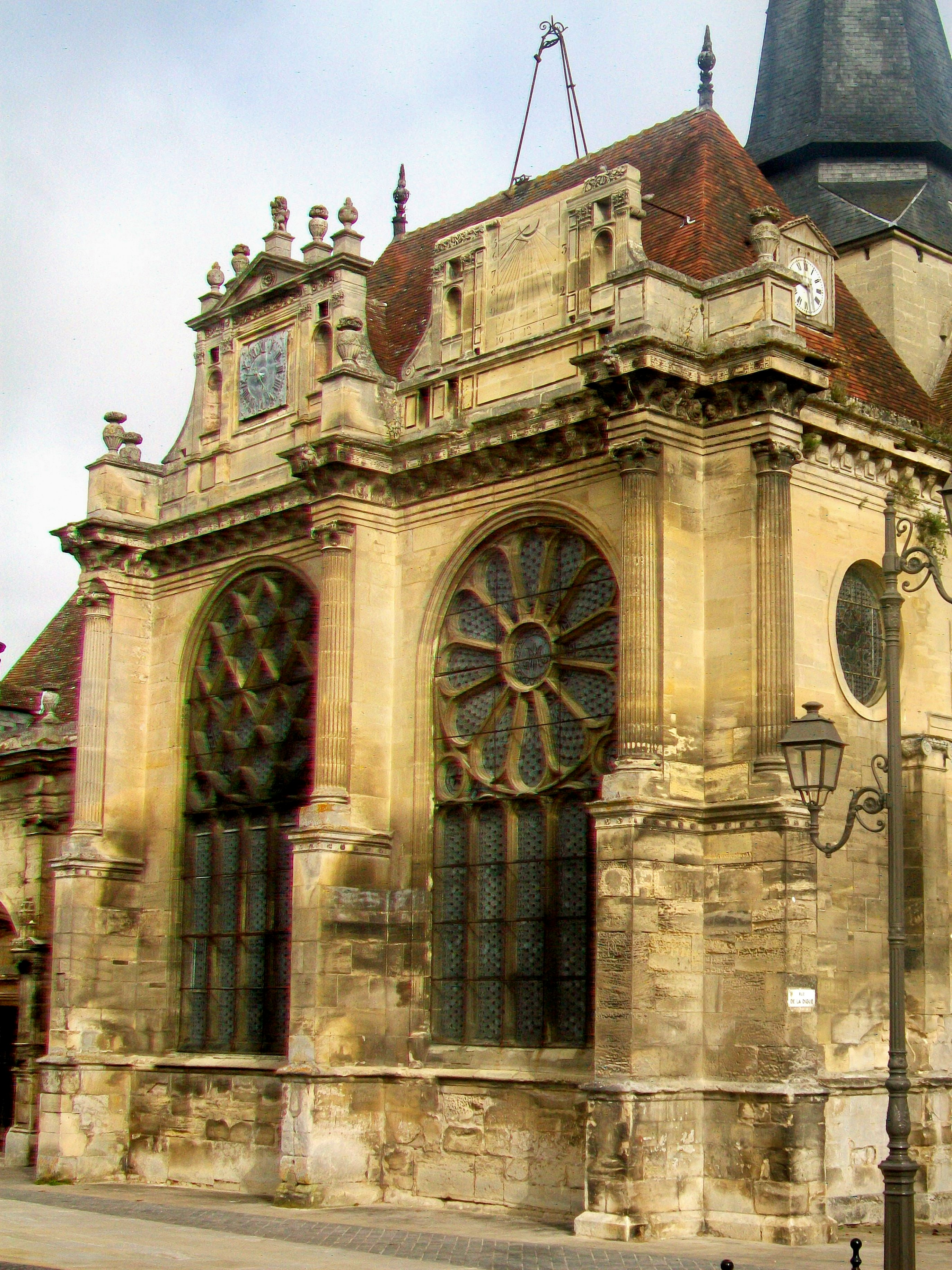
Croisillon sud et chapelle de la Vierge, ancienne chapelle seigneuriale.

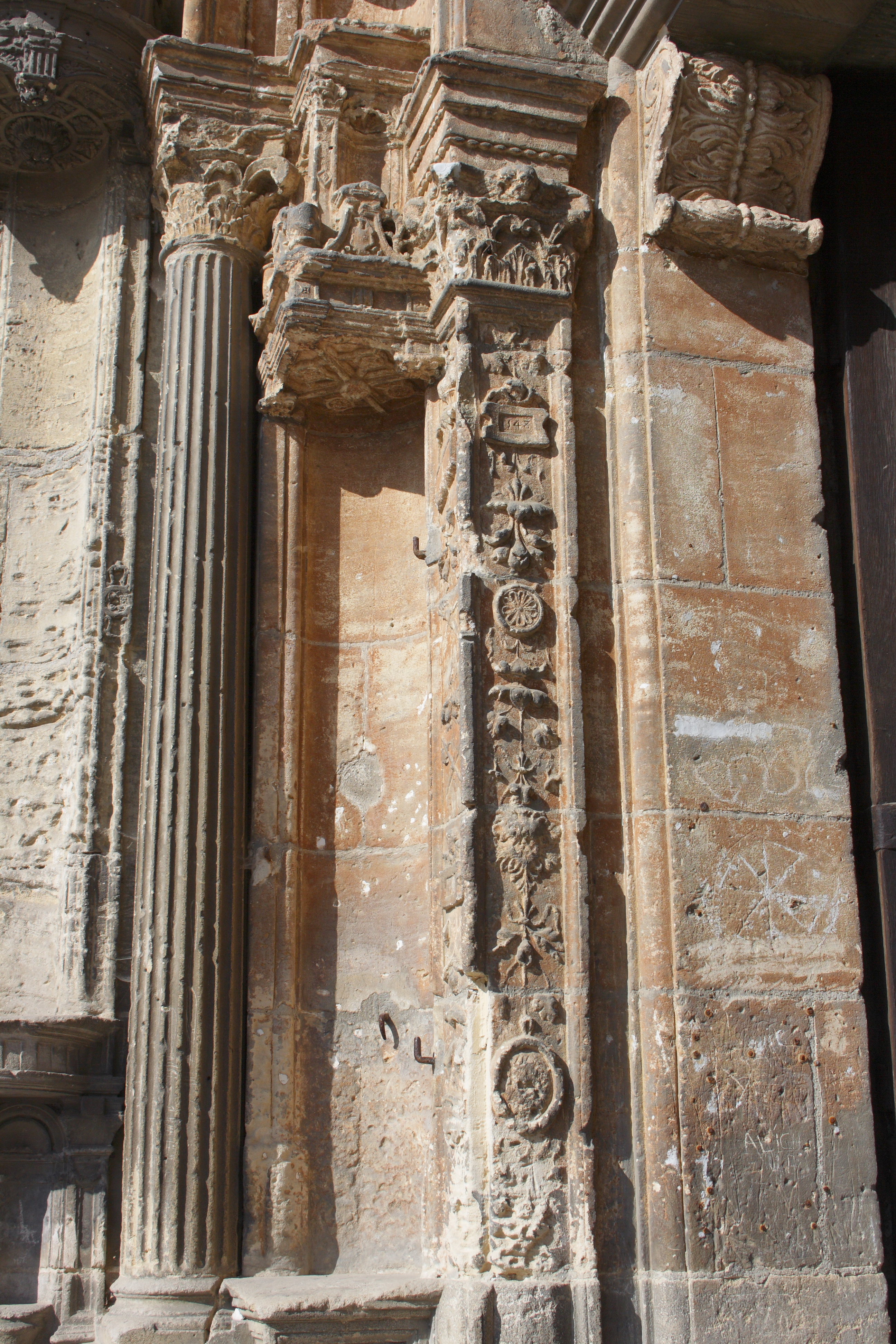
Niche à statue du portail, vide depuis la Révolution.

L'église Notre-Dame-de-la-Nativité de Magny-en-Vexin est l'église Renaissance la plus considérable de la partie valdoisienne du Vexin français. Elle comporte toutefois des parties gothiques flamboyantes car le début de la construction remonte à la dernière décennie du XVe siècle. Malgré un petit nombre de recherches sur l'histoire de Magny-en-Vexin et son église, à commencer par celles d'Alfred Potiquet pendant les années 1870 et 1880, les origines de la paroisse restent obscures et tout ce que l'on sait de l'église précédente est qu'elle comportait des parties du XIIIe siècle, et qu'un prieuré y était associé. Mais la seule source connue qui renseigne sur ce prieuré est le registre des visites d'Eudes Rigaud, archevêque de Rouen, qui passa par Magny en 1249. Il recense les membres du clergé sur place et mentionne un curé, un prieur et trois chanoines ayant prononcé leurs vœux. Le prieuré était placé sous le patronage du prieuré d'Aureil dans le Limousin, comme par ailleurs la cure de Gargenville. Cette circonstance déconcertante, vue la distance, peut s'expliquer par la fondation du prieuré d'Aureil par saint Gaucher, natif de Meulan-en-Yvelines aux confins du Vexin. Étant donné que saint Gaucher a vécu de 1060 environ à 1140, et que le patronage découle sans doute d'une fondation du prieuré de Magny par celui d'Aureil, l'on peut supposer que la paroisse et le prieuré de Magny ne sont guère antérieurs à 1100. Eudes Rigaud écrit en outre que le curé est nommé par l'archevêque (soit lui-même) sur proposition du prieur, et que le nombre de communiants est de 180, ce qui correspond à 500 habitants environ. Après Eudes Rigaud, aucun auteur ne mentionne Magny jusqu'à Robert Blondel (vers 1380-vers 1460). Il écrit que l'église de Magny a été incendiée par des « féroces Anglais », Thomas de Beaumont et Thomas Drinc pendant le Carême de 1436, sous la guerre de Cent Ans.

### Les campagnes de construction
La première phase de la reconstruction est lancée après 1488 seulement, par Pierre Le Gendre qui hérite de la seigneurie de Magny en cette année. Pierre Le Gendre est un haut fonctionnaire, qui est receveur des Aides à Rouen en 1484, notaire et secrétaire du Roi en 1493, trésorier de France outre-Seine en 1504, général des Aides en 1505 et Prévôt des marchands de Paris en 1508. Pour le chantier de l'église, il fait appel au maître-maçon Guillaume Lemaistre de Gisors, impliqué également dans la construction de la collégiale Saint-Gervais-Saint-Protais de Gisors. Guillaume Lemaistre commence par l'édification du chœur et de ses collatéraux, continue par les croisillons du transept et jette au moins les fondations pour la nouvelle nef et ses bas-côtés. La base du clocher du XIIIe siècle, en même temps croisée du transept, est la seule partie qui est conservée de l'église médiévale. Elle est toutefois transformée afin de s'aligner sur le style gothique flamboyant du reste de l'édifice. Guillaume Le Maistre meurt en 1521. L'on ignore s'il a pu lui-même achever les travaux de la nef et du bas-côté nord, ou si un successeur fidèle au même style les continue dans son esprit. Des travaux en 1858 et 1877 ont démontré que les piliers de la nef et du bas-côté nord prennent appui sur les fondations du XIIIe siècle, si bien que la reconstruction a pu se faire progressivement. L'on ignore également si un bas-côté sud est construit ou non,,.
Nicolas II de Neufville hérite de la seigneurie de Magny de son oncle maternel Pierre Le Gendre en 1524. Si la nef et le bas-côté nord ne sont pas terminés à cette date, il fait achever ces travaux, puis l'église reste telle qu'elle pendant quelques années. Puis pendant les années 1540, une extension est entamée dans le style de la Renaissance. Les maîtres d'œuvre des différentes campagnes de construction à venir ne sont pas connus. Sachant que les principaux maîtres-maçons du Vexin au milieu du XVIe siècle sont Robert Grappin de Gisors et Pierre Le Mercier de Pontoise, l'on a cherché d'établir un rapprochement avec leurs œuvres clairement attribuées par une analyse stylistique, mais aucune des différentes hypothèses échafaudées ne s'est avérée concluante. Il en va de même pour les étapes suivantes qui correspondent à la période d'activité des fils des deux architectes, Jean Grappin et Nicolas Le Mercier. Des dates gravées sur les différentes parties construites renseignent tout au moins sur ls dates d'achèvement. Le portail sud est donc terminé en 1548, la chapelle Sainte-Thérèse au début du bas-côté sud en 1561, et donc la façade complète du bas-côté sud. Ensuite les travaux s'arrêtent pendant trente à quarante ans. Lors de la seconde campagne de construction de la Renaissance sous l'impulsion de Nicolas IV de Neufville de Villeroy, les façades des croisillons du transept et le mur de la première travée du collatéral du chœur sont démolis. Le transept est prolongé par un second croisillon à chacun des deux extrémités, et la seconde travée du croisillon sud est doublée par l'actuelle chapelle de la Vierge. Avec la seconde travée du croisillon, elle formait initialement la chapelle seigneuriale. Au nord, ces travaux s'achèvent en 1608. Une troisième campagne sous la Renaissance porte sur les chapelles du bas-côté nord, qui ne sont recouvertes que de plafonds plats en plâtre,,.
Globalement, le plan est largement influencé par les contraintes du terrain. L'église ne peut ni s'agrandir vers l'ouest, où elle donne sur un terrain privé, ni vers l'est, où elle donne sur une étroite voie publique, importante car reliant la ville au lavoir. L'expansion se fait donc latéralement, et l'utilisation de l'espace disponible est des plus efficaces, comme le montrent les deux chapelles basses à l'angle entre chœur et transept. Sans que les travaux s'arrêtent jamais pendant bien longtemps, une église d'un plan cruciforme conventionnel au chevet plat est construite tout d'abord, en commençant par le chevet. Elle est presque deux fois plus longue que large. Après le prolongement des bras du transept, ce dernier devient presque aussi long que l'axe est-ouest de l'édifice. Le projet ne s'arrêtait pas là ; une extension de la nef vers l'ouest et peut-être l'édification d'un portail occidental monumental et d'un clocher-tour devant la bas-côté sud étaient également prévus. Des pierres d'attente sur les murs correspondants de l'église en témoignent. Mais l'église reste inchangée et n'est pas suffisamment entretenue.

### Les évolutions depuis la Révolution française
En 1792, la municipalité fait fermer une partie de la chapelle seigneuriale (l'actuelle chapelle de la Vierge) par des murs pour en faire une seconde sacristie, avec un logement à l'étage. Le 25 février 1794, en exécution de la loi du 22 novembre (2 frimaire) 1793, l'église est fermée au culte et toute l'argenterie est expédiée au Magasin général des dépouilles des églises à Paris. La litre funéraire des marquis de Vallière sur l'extérieur de l'église est badigeonnée. Le 7 mai 1794, le citoyen Crassous, représentant en mission dans le département de Seine-et-Oise, prend un arrêté permettant aux maires, officiers municipaux et conseillers généraux de vider les Temples de la Raison (c'est-à-dire les anciennes église) de tout leur mobilier se rapportant au culte, et de le mettre en vente. À Magny, l'arrêté est exécutée rapidement après une délibération du conseil municipal du 18 mai. Le rétablissement du culte a lieu le 7 novembre 1802, et le mobilier liturgique nécessaire est acquis avec un budget mis à disposition par le conseil municipal, voté par délibération du 13 décembre 1802.
En 1818, au bout d'âpres négociations, le conseil de fabrique obtient la restitution d'un certain nombre d'œuvres d'art enlevées de l'église sous la Révolution. Par une délibération du 23 septembre 1843, le conseil de fabrique demande le classement de l'église aux monuments historiques, et le conseil municipal émet le même vœu en date du 8 novembre 1847. Un début d'instruction a lieu peu de temps après, mais la Révolution de 1848 fait perdre de vue la demande de classement, et toutes les démarches s'arrêtent apparemment en 1849. En septembre 1854, l'actuelle chapelle de la Vierge est rétablie. En la même année, le curé Dubois organise une quête pour rassembler les fonds requis pour une restauration devenant de plus en plus pressante. Ces travaux sont menés entre 1858 et 1865, et portent essentiellement sur un redressement des piles de la nef. Entre juillet et novembre 1878, les chapelles de la troisième et de la quatrième travée du bas-côté nord sont réunies, et la nouvelle chapelle de deux travées est voûtée d'ogives dans le style flamboyant. Puis en 1909, les couvertures de la nef et du bas-côté sud ainsi que l'entablement du portail sont refaits,. L'édifice est classé au titre des monuments historiques par arrêté du 14 janvier 1908.

## Description

### Aperçu général

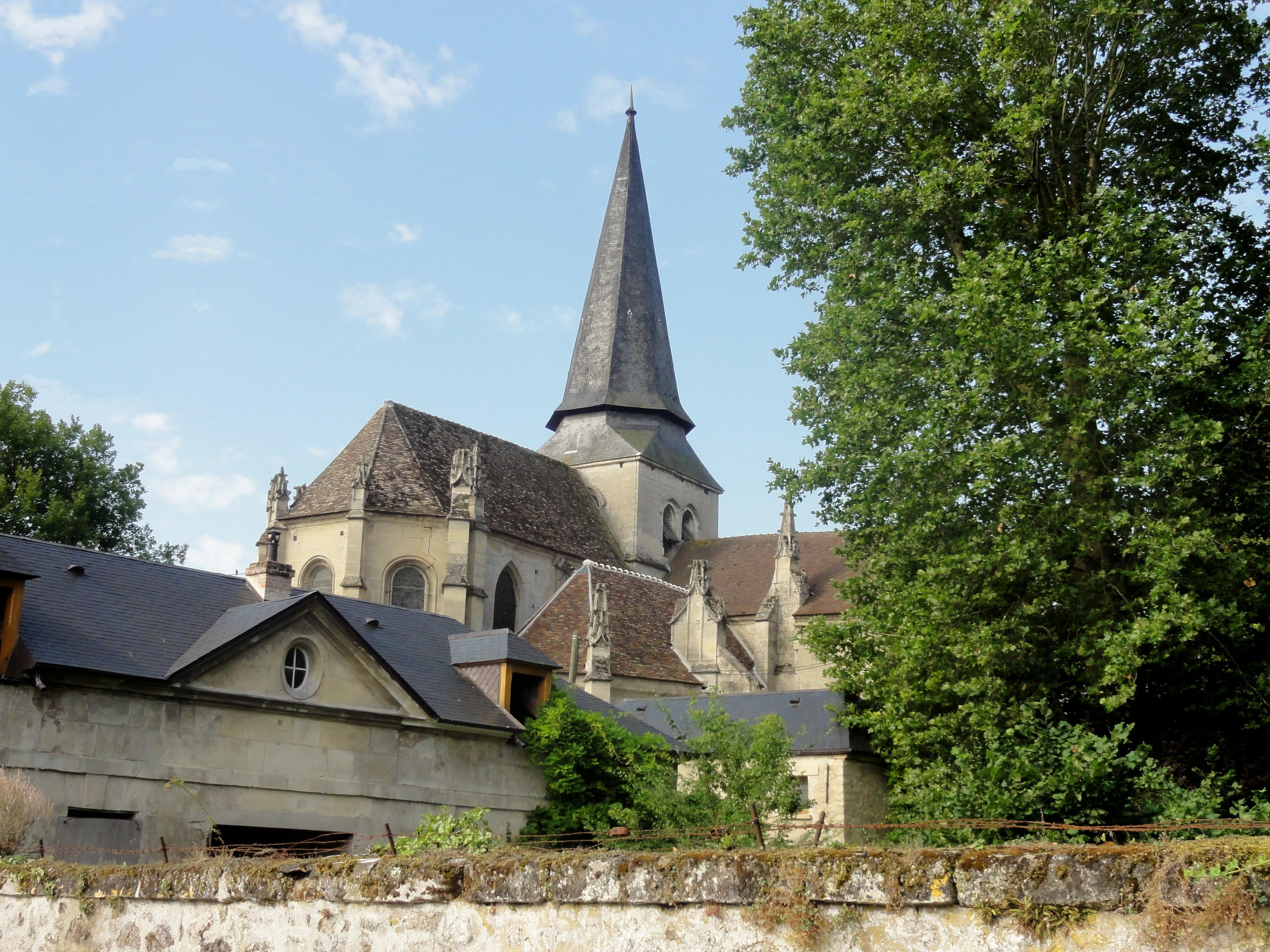
Vue depuis le nord-est.

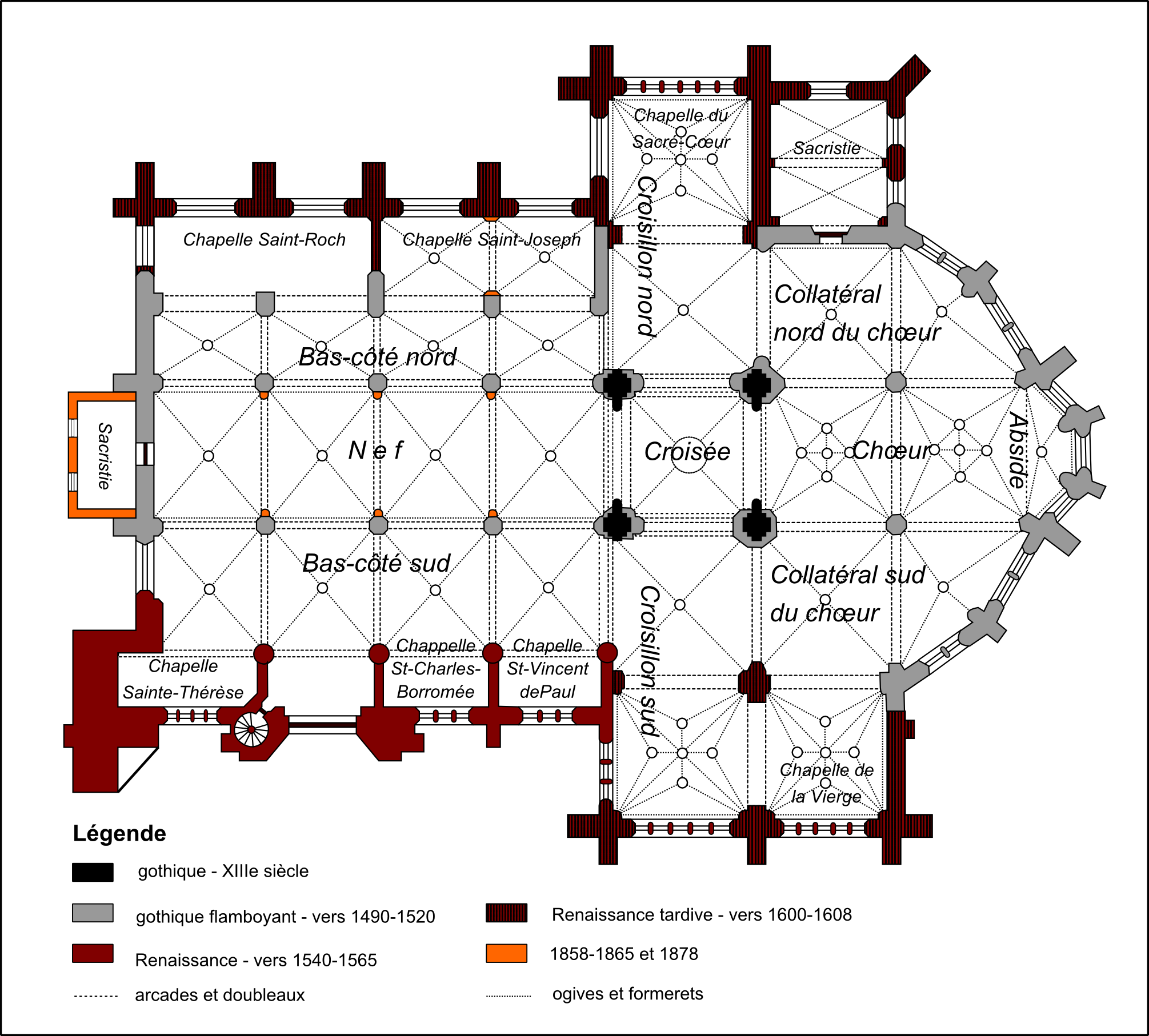
Plan de l'église.

L'église suit globalement un plan cruciforme, avec toutefois certaines irrégularités et exceptions. Elle se compose d'une nef de quatre travées barlongues, accompagnée de deux bas-côtés doublés de chapelles ; d'un transept dont chacun des bras comporte deux travées successives ; d'un chœur de deux travées carrées prolongé par un court chevet à pans coupés ; de deux collatéraux du chœur dont les secondes travées se terminent par des murs biais ; et de la chapelle de la Vierge dans l'angle entre le croisillon sud et la première travée du chœur. Il est à noter que le bas-côté nord est plus étroit que son homologue au sud. La principale sacristie occupe l'angle entre le croisillon nord et la première travée du chœur, c'est-à-dire l'emplacement qui correspond à celui de la chapelle de la Vierge au sud ; une autre sacristie a été ajoutée devant le mur occidental de la nef ; et une sacristie aujourd'hui ruinée existait également au nord de la première chapelle du bas-côté nord. Le clocher se dresse au-dessus de la croisée du transept. Il cumule à une hauteur de 42,00 m, dont 19,30 m incombent à la flèche en charpente. L'église atteint une longueur totale de 47,00 m, et sa largeur est de 25,00 m au niveau de la nef et de 36,00 m au niveau du transept. La hauteur sous voûtes est de 12,00 m dans la nef et de 14,00 m dans le chœur.
À l'exception des chapelles des bas-côtés de la nef, toutes les travées sont voûtées d'ogives. Il s'agit le plus souvent de croisées d'ogives simples ; de voûtes à liernes et tiercerons au-dessus des travées des extrémités des croisillons du transept et de la chapelle de la Vierge ; et de voûtes d'un dessin en étoile sans ogives proprement dites au-dessus des deux travées carrées du chœur. Les quatre chapelles du bas-côté sud sont dotées de plafonds à caissons plats. La première chapelle du bas-côté nord est simplement plafonnée, alors que la seconde se compose de deux travées voûtées d'ogives. Il en va de même de la sacristie principale au nord-est, bien que de plan carré. L'église possède un portail principal devant la seconde travée du bas-côté sud et une petite porte dans le mur biais du collatéral sud du chœur, près du presbytère. Il n'y a pas de façade occidentale proprement dite et donc pas de portail occidental.
La nef et les travées carrées du chœur présentent à l'intérieur une élévation à deux étages, celui des grandes arcades et celui des fenêtres hautes, qui, dans la nef, n'existaient qu'au nord et ont toutes été bouchées. La hauteur de l'abside, du transept et de la chapelle de la Vierge est identique, mais l'on ne compte qu'un seul niveau, avec de hautes arcades vers l'intérieur et de hautes baies vitrées vers l'extérieur. Le bas-côté sud est un peu moins élevé, et le bas-côté nord ainsi que les collatéraux du chœur sont nettement plus bas que le vaisseau central eu égard aux fenêtres hautes.
Quant à la structure des toitures, elle est assez complexe. La nef et les deux travées successives du croisillon nord possèdent des toits conventionnels à deux rampants, avec des pignons respectivement à l'ouest et au nord. Aux deux autres extrémités, ces toits se terminent devant les faces ouest et nord du clocher. Le toit du chœur correspond également à l'usage, et présente ainsi trois croupes au-dessus de l'abside à pans coupés. La seconde travée du croisillon sud et la chapelle de la Vierge sont recouverts ensemble par un toit en pavillon, c'est-à-dire à deux croupes. Le toit de la première travée du croisillon sud relie ce toit à la face sud du clocher, sans pignon intermédiaire. Les deux collatéraux du chœur et le bas-côté sud sont également dotés de toits en pavillon indépendants. Si les croupes sont fréquentes à la Renaissance, il est inhabituel que ces toits ne prennent pas appui contre les toits du transept. La disposition choisie crée un effet de symétrie pour le bas-côté sud. Pour le bas-côté nord moins exposé aux regards, l'architecte a justement retenu un toit avec une croupe à l'ouest et prenant appui sur le toit du croisillon nord à l'est. Concernant les collatéraux du chœur, le renoncement aux toits en appentis moins coûteux à réaliser permet ici de ne pas obstruer les fenêtres hautes du chœur. Il est à rappeler que les chapelles devant les deux bas-côtés de la nef sont couvertes ensemble avec ces bas-côtés, et ne se remarquent donc pas de l'extérieur,.

### Intérieur

#### Chœur et collatéraux

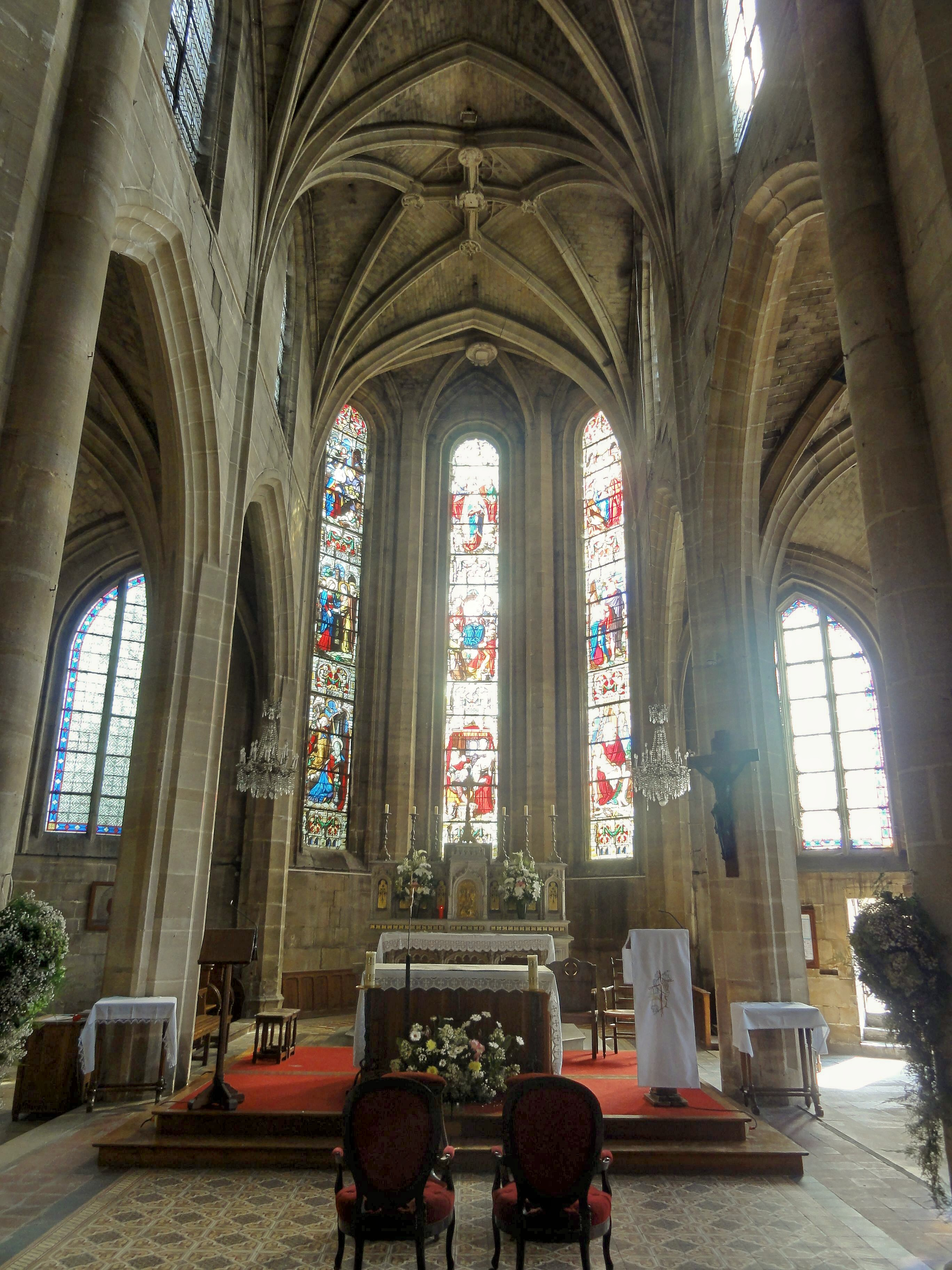
Vue générale du chœur.

Le chœur peut être considéré comme la partie la plus réussie et la plus agréable de l'église. Conçu par l'architecte Guillaume Lemaistre et bâti pendant les années 1490, c'est par lui que la reconstruction progressive de l'église médiévale a commencé. Il reflète le style gothique flamboyant à son apogée. Le chœur paraît élancé et lumineux, qualité que la nef ne possède plus et qu'il ne partage qu'avec la seconde travée du croisillon sud et la chapelle de la Vierge. Le caractère élancé est obtenu grâce à la relative étroitesse du vaisseau central et grâce aux trois étroites et hautes fenêtres de l'abside. Le profil prismatique des nervures des voûtes et des grandes arcades y contribue également. En application des préceptes du style flamboyant, elles se fondent directement dans les piliers ou dans des ondulations le long des murs, sans chapiteaux, ce qui a pour effet un élan organique qui crée une impression de légèreté. L'architecture rayonnante y parvient aussi avec des procédés tout autres et un résultat différent, alors que la Renaissance ne peut éviter la lourdeur que grâce à une surabondance de l'ornementation, comme l'illustre la comparaison avec le bas-côté sud de la nef. Le chœur est tout au contraire dépourvu de toute ornementation architecturale et d'un style dépouillé, et il paraîtrait austère sans les vitraux colorés et le mobilier liturgique. Mais dans le contexte donné, ces éléments sont autant mieux mis en valeur et paraissent bien à leur place, rien ne semble superflu.
L'éclairage naturel est procuré par des fenêtres à lancettes simple, consolidées tout au plus par un simple meneau. À l'instar des voûtes et arcades, elles sont toutes en tiers-point, sauf celles de l'abside, qui sont curieusement en plein cintre ce qui ne correspond pas à la période de construction. En plus des fenêtres de l'abside, le vaisseau central compte deux fenêtres hautes de chaque côté (soit une par travée), et la dernière travée des collatéraux compte également deux fenêtres chacune, soit une pour chaque pan du chevet. Toutes ces fenêtres sont discrètement décorées de moulures, avec des petites bases. Les premières travées des collatéraux ne possèdent pas de fenêtres, car elles sont contiguës respectivement avec la sacristie et la chapelle de la Vierge. La première travée du collatéral sud se singularise ainsi par la particularité qu'elle est entourée de travées hautes de trois côtés, car la chapelle de la Vierge est aussi élevée que le vaisseau central et le transept. De telles particularités n'existent dans les églises qu'à la suite d'agrandissements ; on peut aussi l'observer dans l'église Saint-Médard de Creil. Les voûtes ont déjà été mentionnées. Seulement les deux travées carrées du chœur ont donc été pourvues voûtes flamboyantes avec des nervures décoratives. Elles forment le dessin dit en étoile à losange central. Le sommet de la voûte est occupé par un losange divisé en quatre segments par deux lignes reliant les extrémités du losange. Ces extrémités sont également reliées aux deux angles les plus proches de la travée par des liernes. Si ce dessin n'est pas original, le décor de mouchettes dans le losange l'est : on ne le trouve guère que dans les églises Saint-Gervais-Saint-Protais de Gisors et Saint-Gervais-et-Saint-Protais de Saint-Gervais. La clé de voûte de la première travée montre le blason de Pierre Le Gendre, supporté par deux dragons (d'azur à la fasce d'argent accompagnés de trois bustes de femmes du même, chevelées d'or). L'écu de la clé de voûte de la seconde travée est tombée, et celle de l'abside date seulement de la restauration de 1858. On y a fait figurer par erreur les armes des Villeroy, ce qui est un anachronisme car ce sont les descendants des Le Gendre qui font ériger les parties les plus récentes de l'église. Les clés de voûte secondaires sont des étoiles de différentes types dans quatre cas. Deux sont des médaillons avec l'effigie d'un vieillard et d'un guerrier casqué, une représente un ange et une dernière deux quatre-feuilles et deux soufflets.

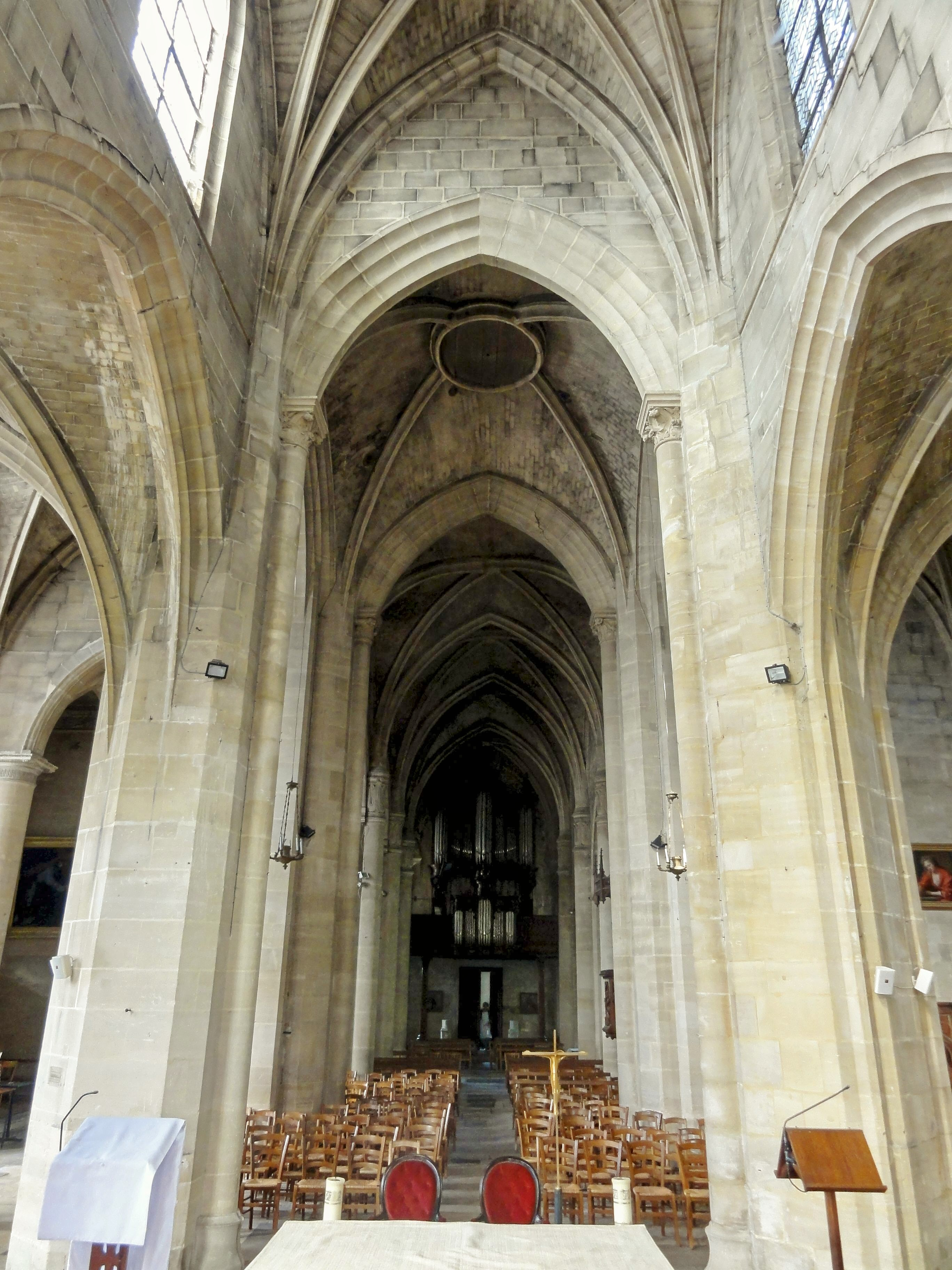
Vue depuis le chevet dans la croisée et la nef.
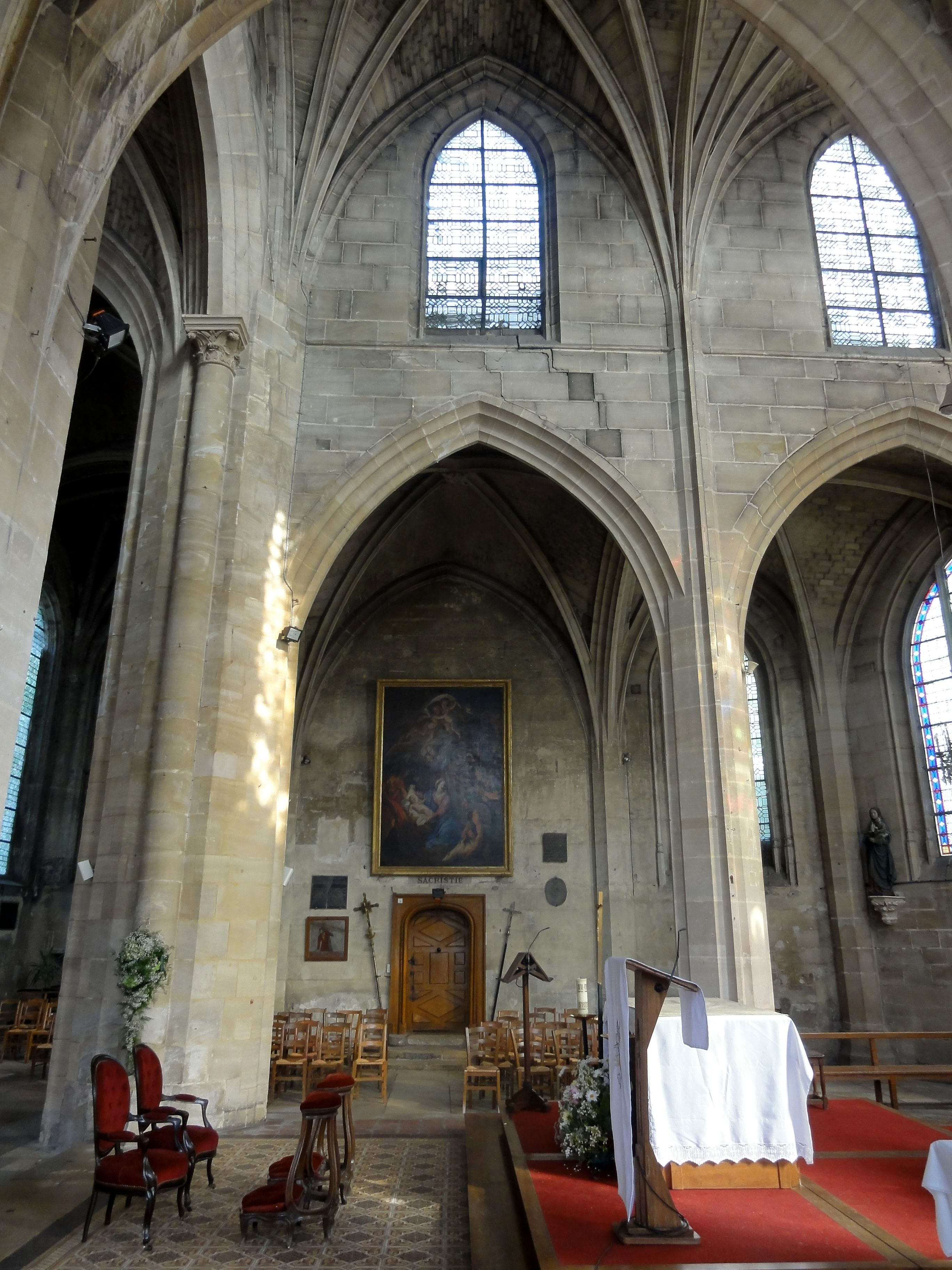
Élévation nord (1re travée), porte de la sacristie.
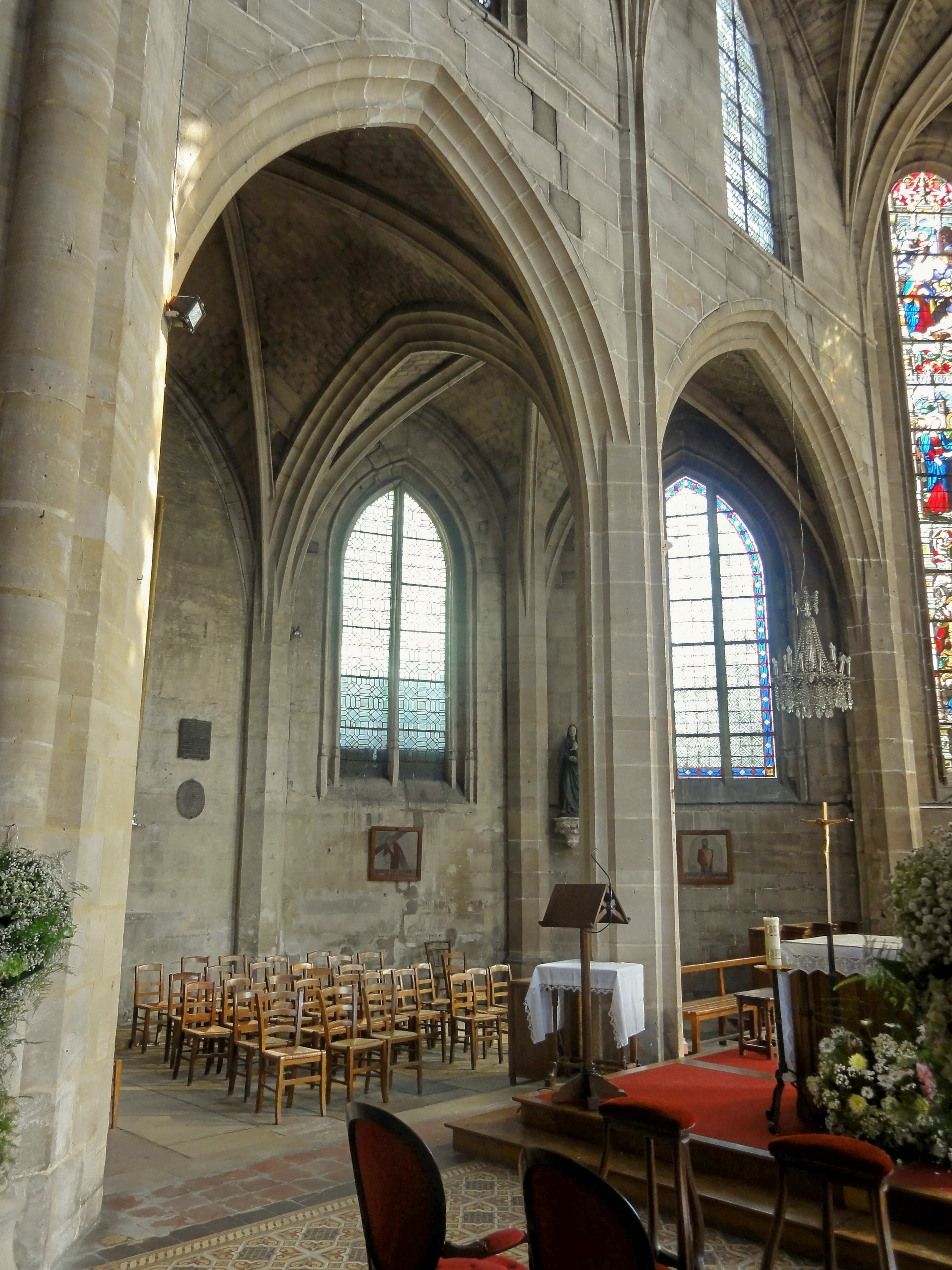
Collatéral nord, vue vers le nord-est.
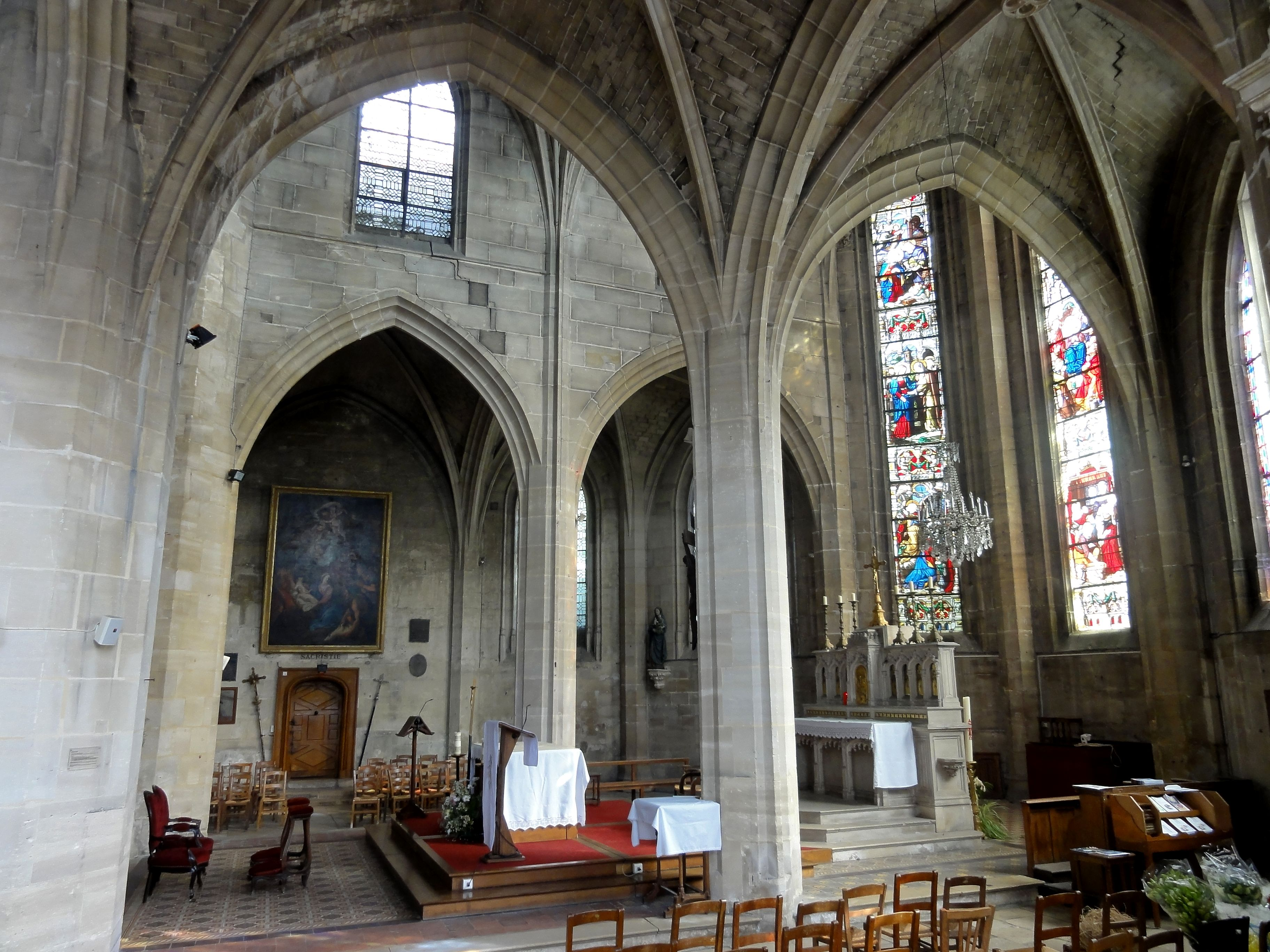
Collatéral sud, grandes arcades, vue vers le nord.
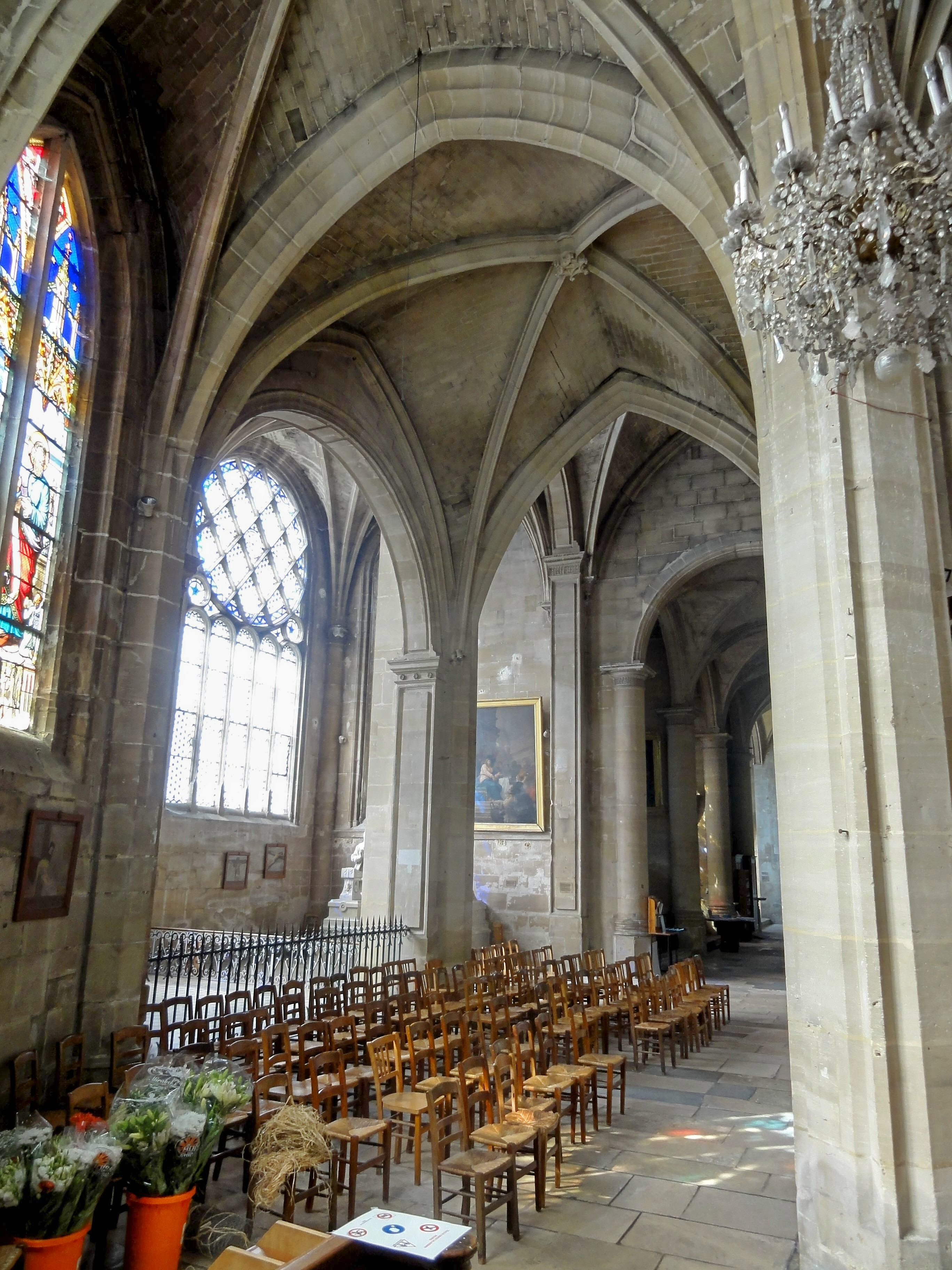
Collatéral sud, vue vers l'ouest.
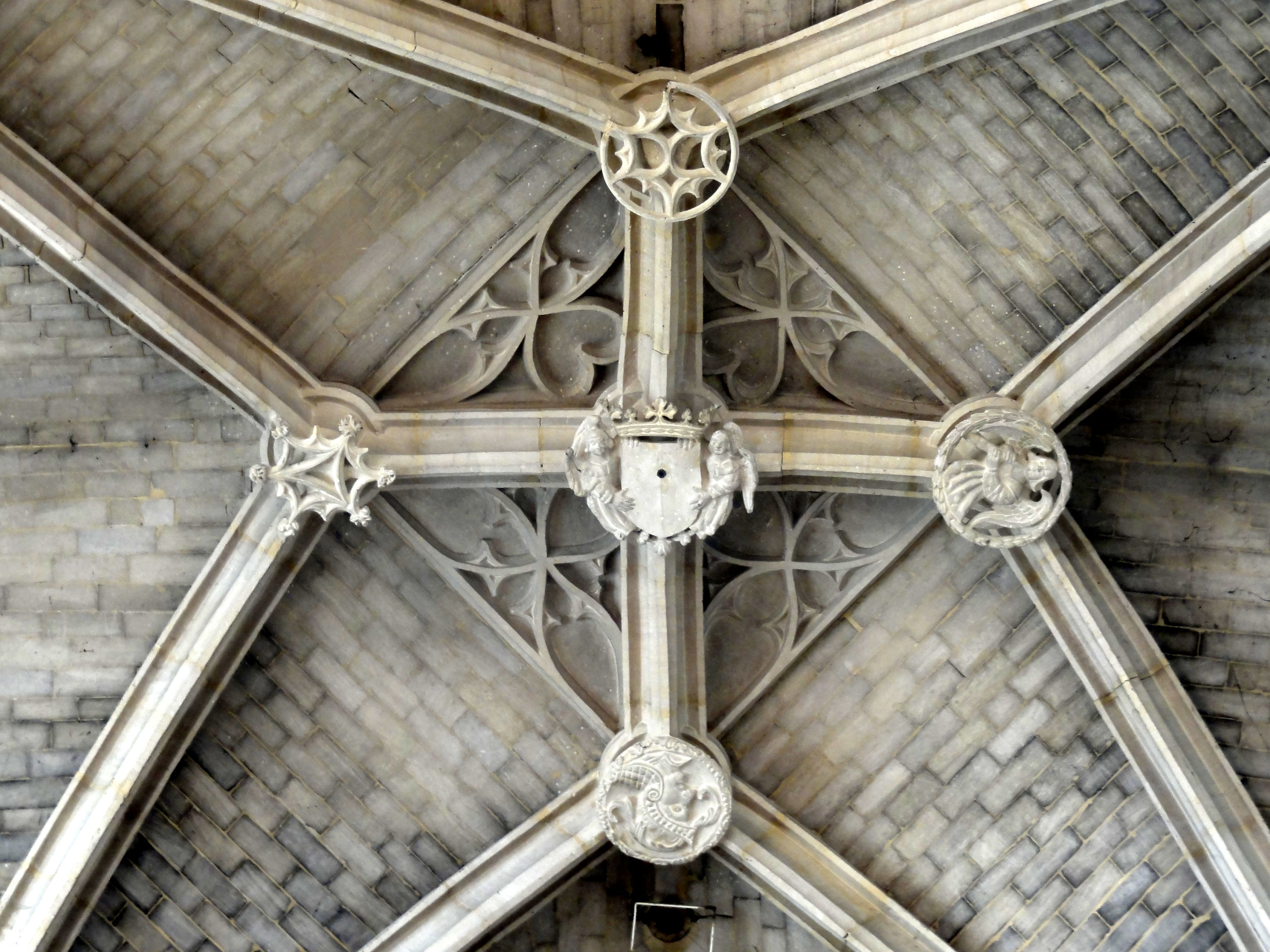
Clés de voûte de la 2e travée du vaisseau central.

#### Croisillon sud et chapelle de la Vierge

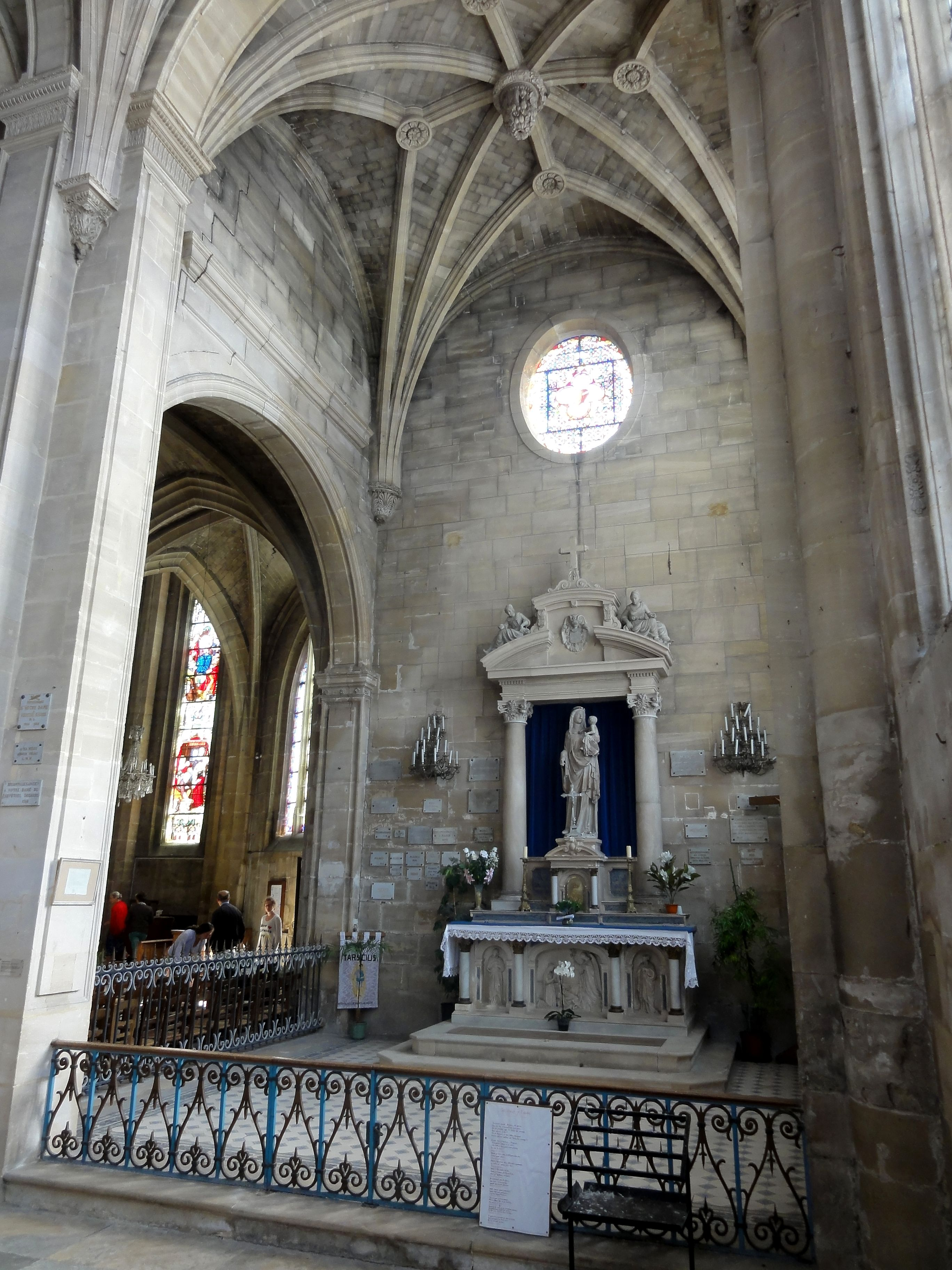
Chapelle de la Vierge, vue vers l'est.

La première travée croisillon sud a dû être construite peu après l'achèvement du chœur, en même temps que le croisillon nord et la voûte de la croisée du transept, dont les piles ont été modifiées en même temps. Or, avec l'adjonction de la seconde travée pendant la première décennie du XVIIe siècle, le caractère de la première travée a considérablement changé. Elle a perdu sa fenêtre au sud, qui a été remplacée par une grande arcade en plein cintre retombant sur des pilastres, dont les entablements de style Renaissance tardive ne répondent à aucun ordre classique. La première travée devient ainsi un espace de passage compris entre quatre grandes arcades, comme une seconde croisée du transept. Pendant la construction du bas-côté sud de la nef au troisième quart du XVIe siècle, l'arcade vers ce bas-côté avait déjà été refaite en plein cintre. Du fait de ces modifications, le profil en tiers-point de la voûte ainsi que des arcades vers la croisée proprement dite et vers le collatéral sud du chœur, ainsi que le profil des ogives qui se rapproche de celui des parties orientales trahissent seul la période de construction au début du XVIe siècle. Les nervures se fondent dans les piles du clocher au nord, et retombent sur des culots au sud.
La seconde travée du croisillon sud et la chapelle de la Vierge qui lui succède à l'est forment le pavillon bien visible sur la façade sud, caractérisé par ses deux fenêtres de dimensions particulièrement généreuses. Elles rendent ces deux travées très lumineuses, mais ne parviennent pas à éclairer suffisamment le vaisseau central de l'église, qui est complètement dépourvu de fenêtres de la première travée de la nef jusqu'à la première travée du chœur. Les deux vastes fenêtres sont bien sûr en plein cintre, et toutes les deux présentent un remplage formé de cinq arcatures plein cintre surmontées par une forme circulaire. Dans le croisillon sud, elle est dotée d'un réseau de losanges ; dans la chapelle de la Vierge, elle adopte la forme d'une rosace à douze lobes. Un oculus rond est en outre percé dans le mur oriental de la chapelle de la Vierge. Une arcade identique à celle séparant les deux travées du croisillon fait communiquer la seconde travée avec la chapelle de la Vierge. Pour l'arcade similaire ouverte entre cette chapelle et la première travée du collatéral sud du chœur, l'architecte a eu recours à une décoration légèrement différente. Les voûtes suivent un dessin classique à liernes et tiercerons, dans la tradition du gothique flamboyant, mais elles sont en plein cintre et les nervures ne sont plus prismatiques. Leur face présente un méplat. Les quatre clés de voûte secondaires sont des médaillons dont les motifs sont inspirés par des fleurs, et n'ont rien d'extraordinaire. Par contre, les clés de voûte centrales sont tout à fait remarquables. Ce sont de grandes grappes constituées de fruits et légumes divers, et des gerbes de la même composition les entourent. Mais c'est le mobilier qui attire davantage l'attention : un tableau au sujet des Noces de Cana sur le mur occidental, les trois orants des Villeroy devant ce mur, une Vierge à l'Enfant en albâtre du XIVe siècle devant le mur oriental, ainsi que son autel édifié avec les vestiges des monuments funéraires des Villeroy. La chapelle de la Vierge est fermée par une grille en fer forgé.

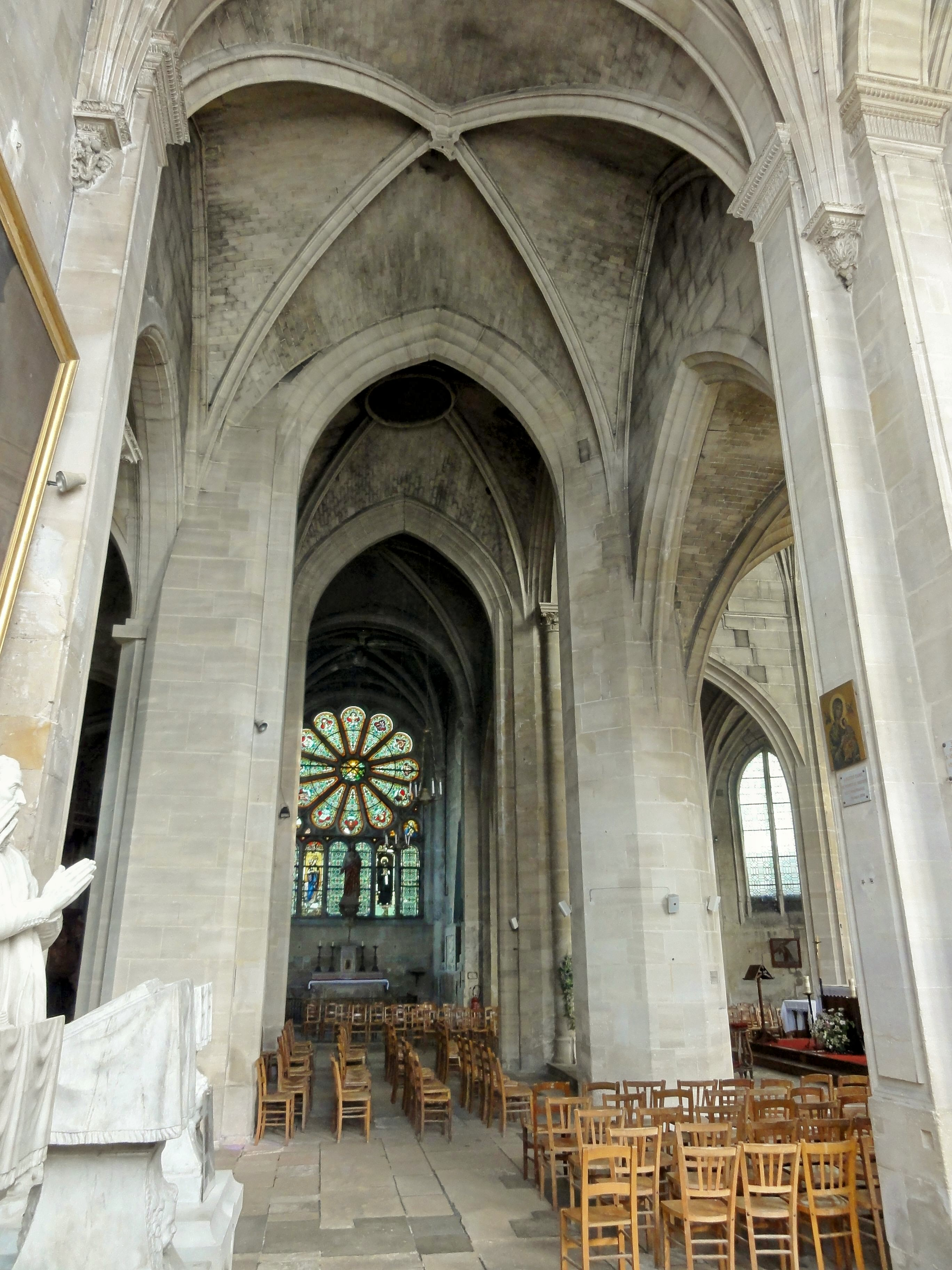
Transept, vue sud-nord.
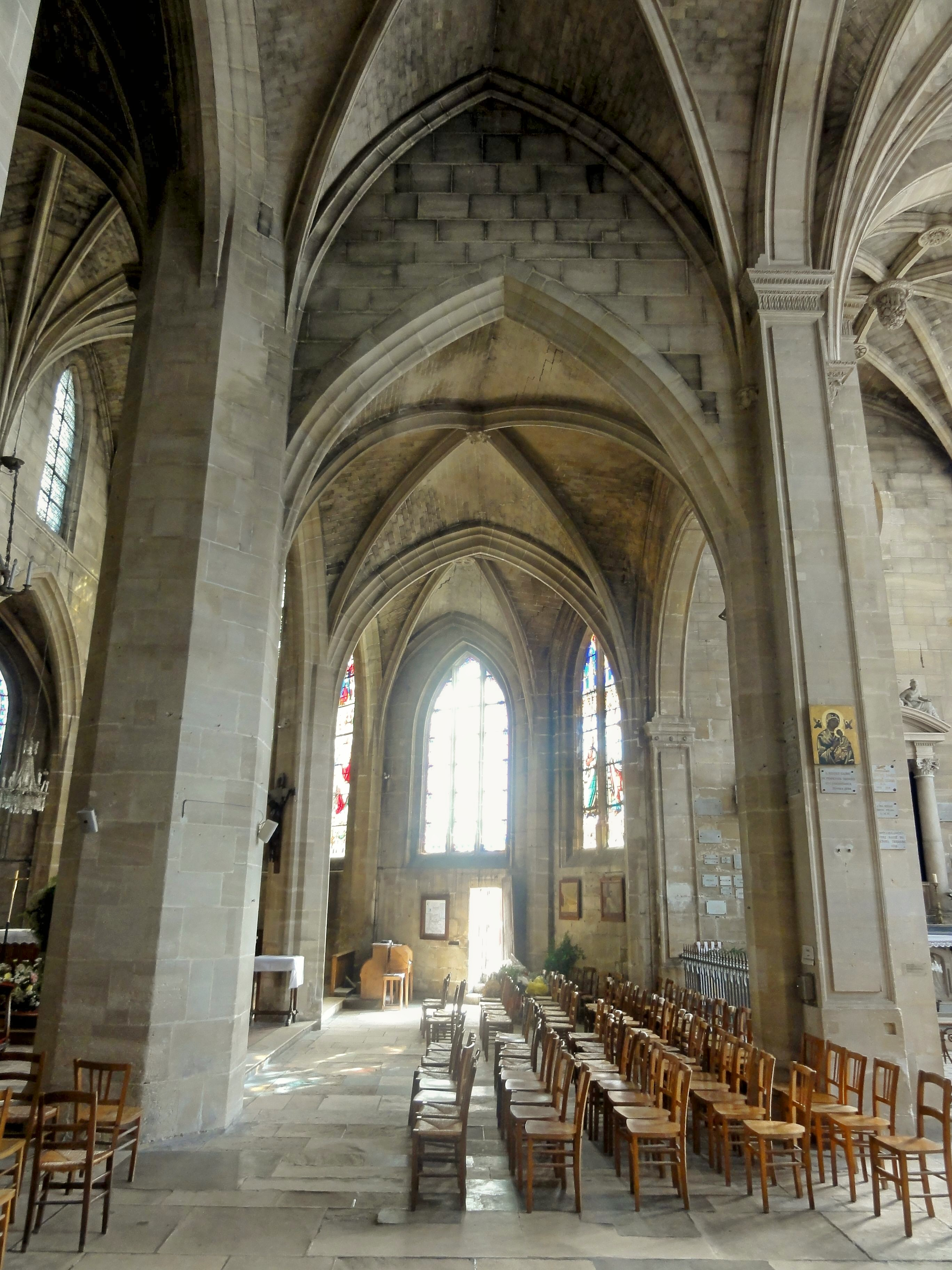
Croisillon nord, vue vers l'est dans le collatéral sud.
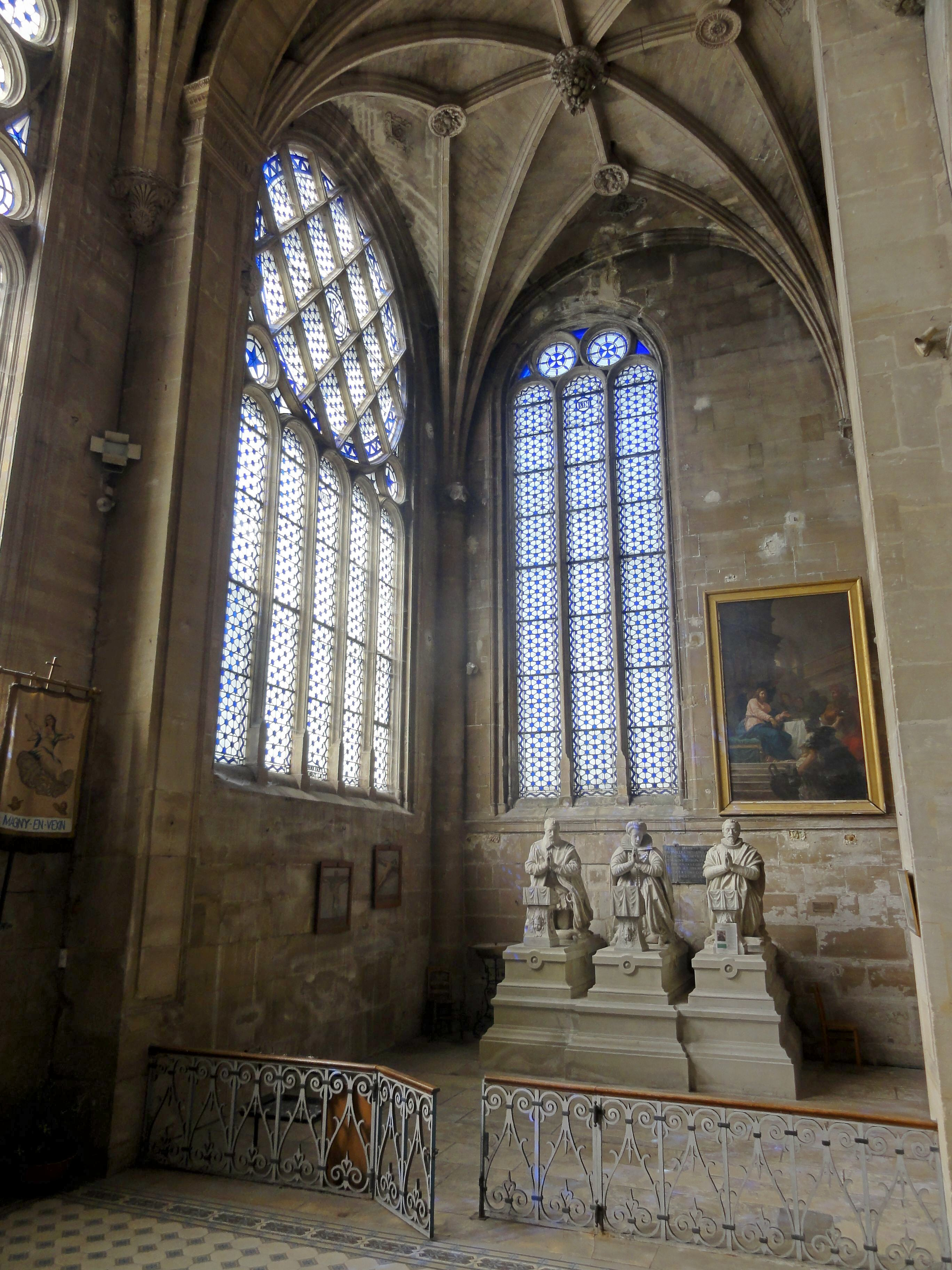
Chapelle de la Vierge, vue vers l'ouest.
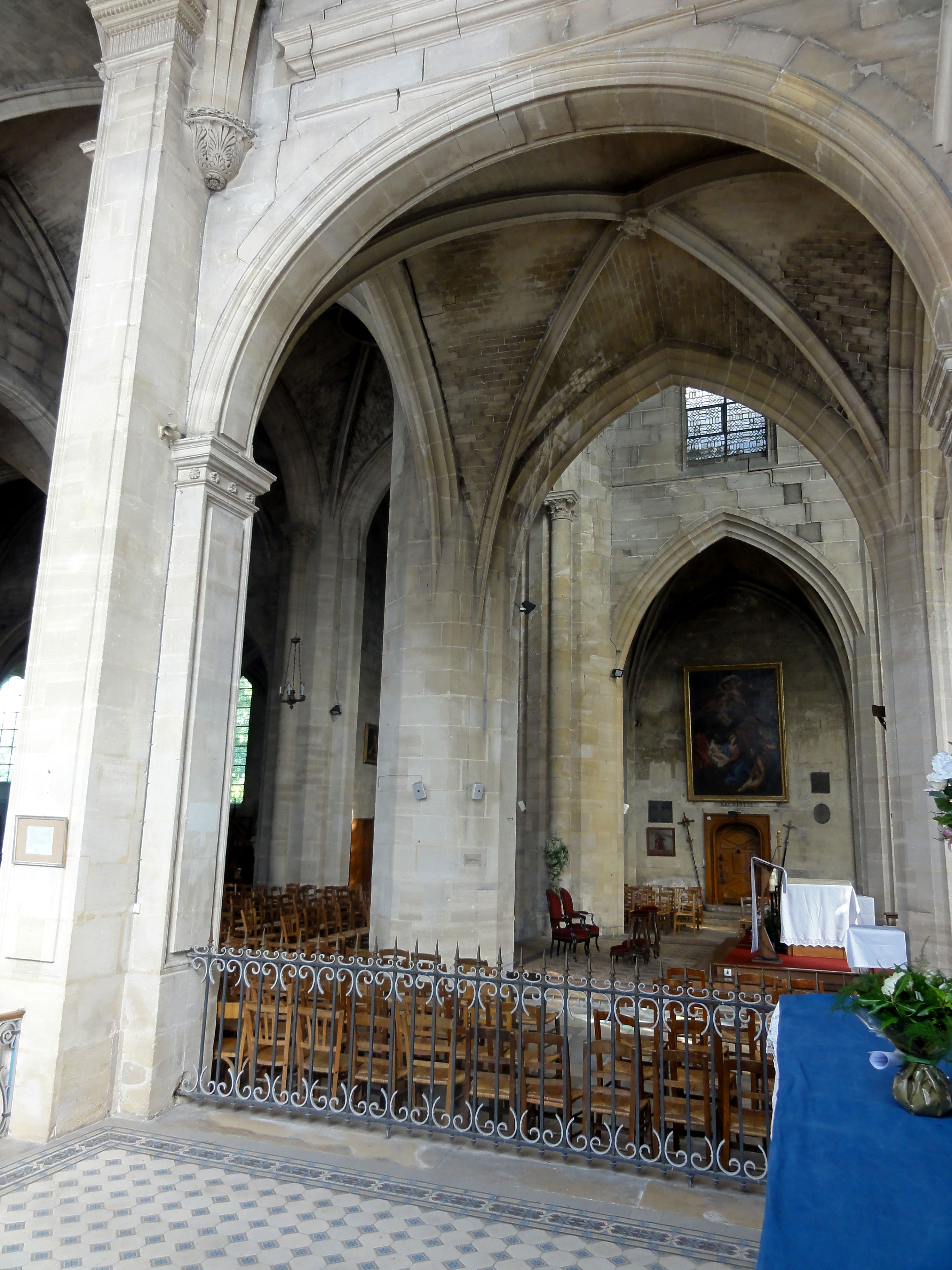
Chapelle de la Vierge, vue vers le nord dans le chœur.
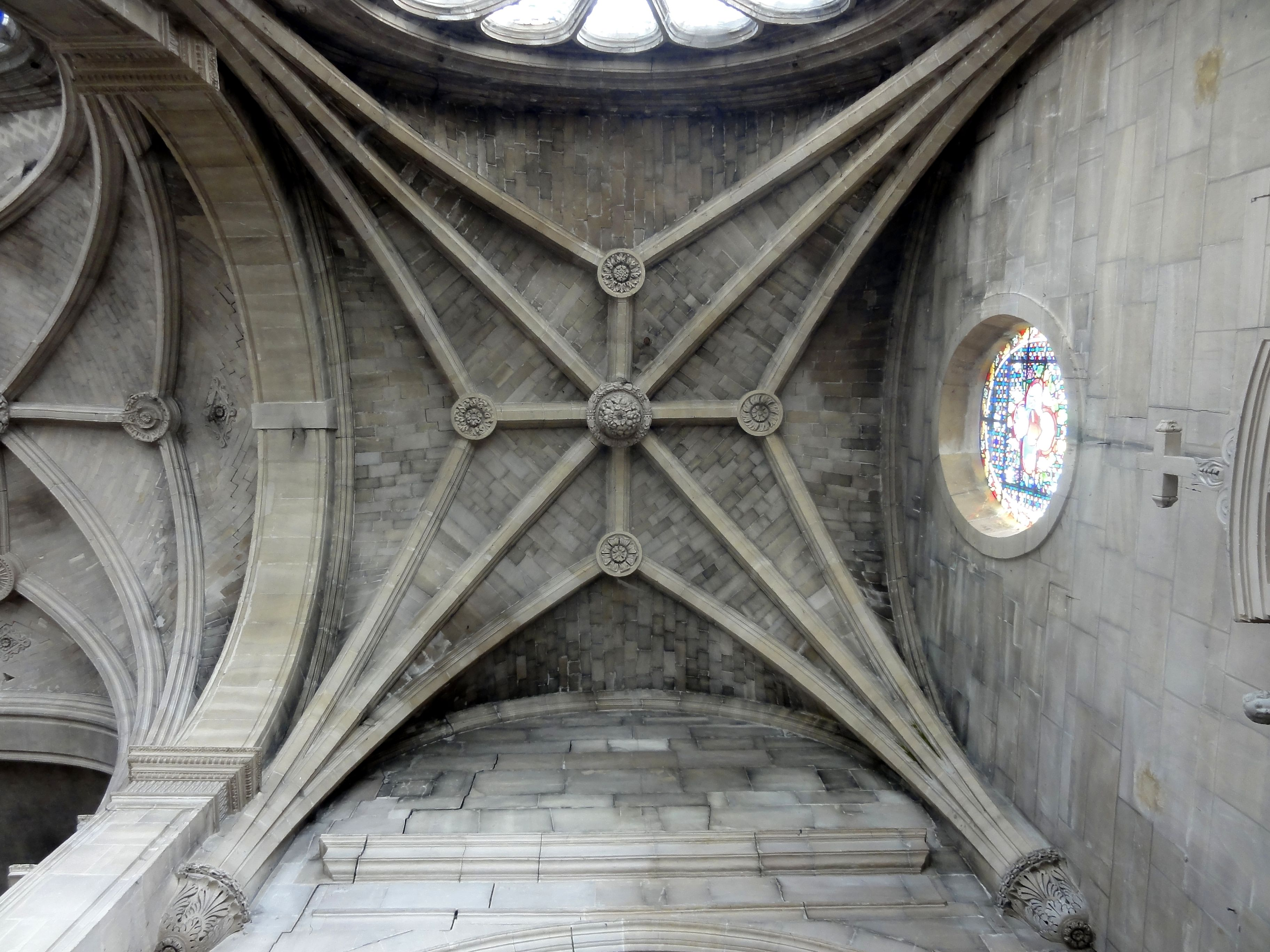
Chapelle de la Vierge, voûte.
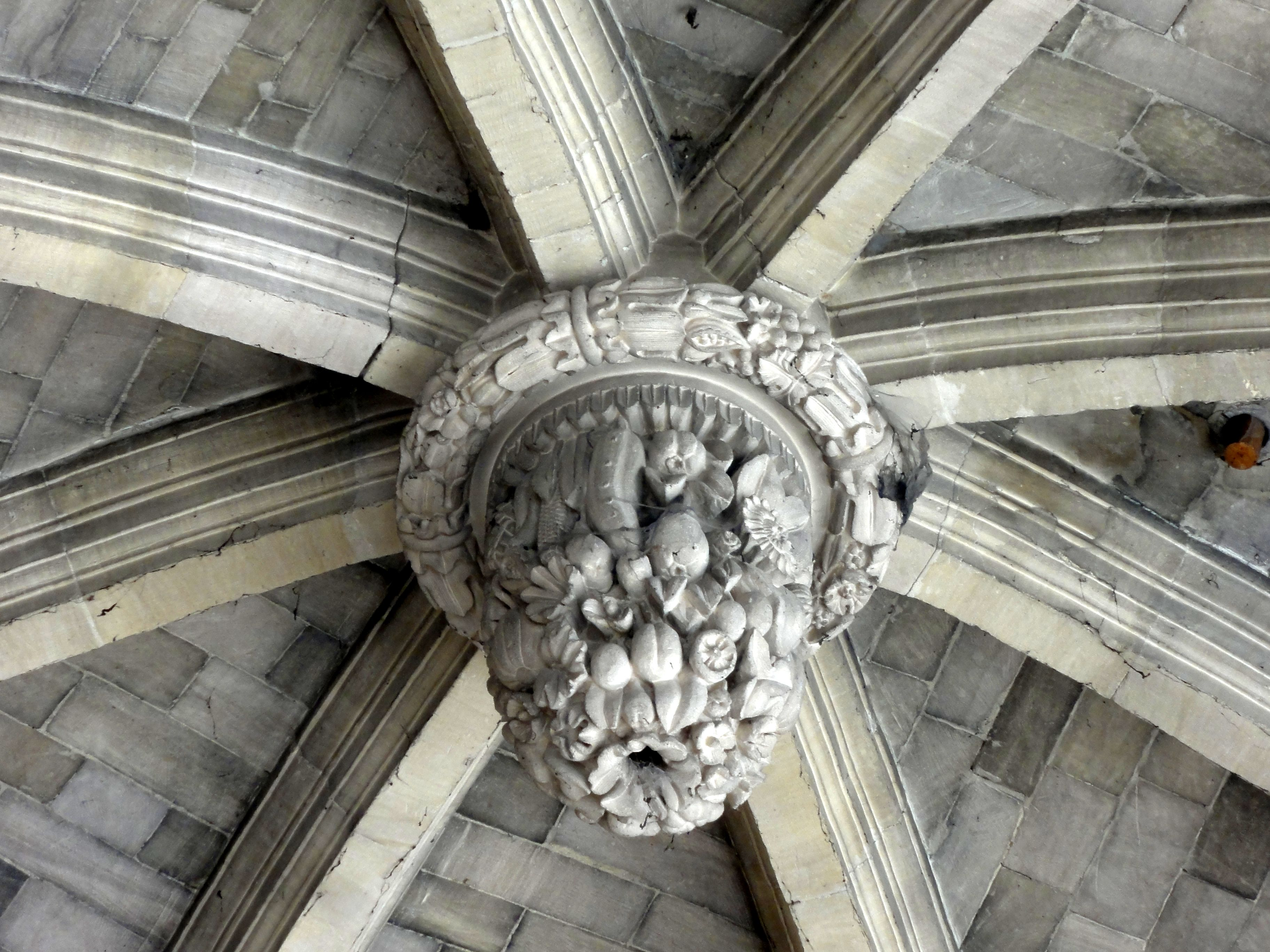
Chapelle de la Vierge, clé de voûte centrale.

#### Croisée du transept et croisillon nord

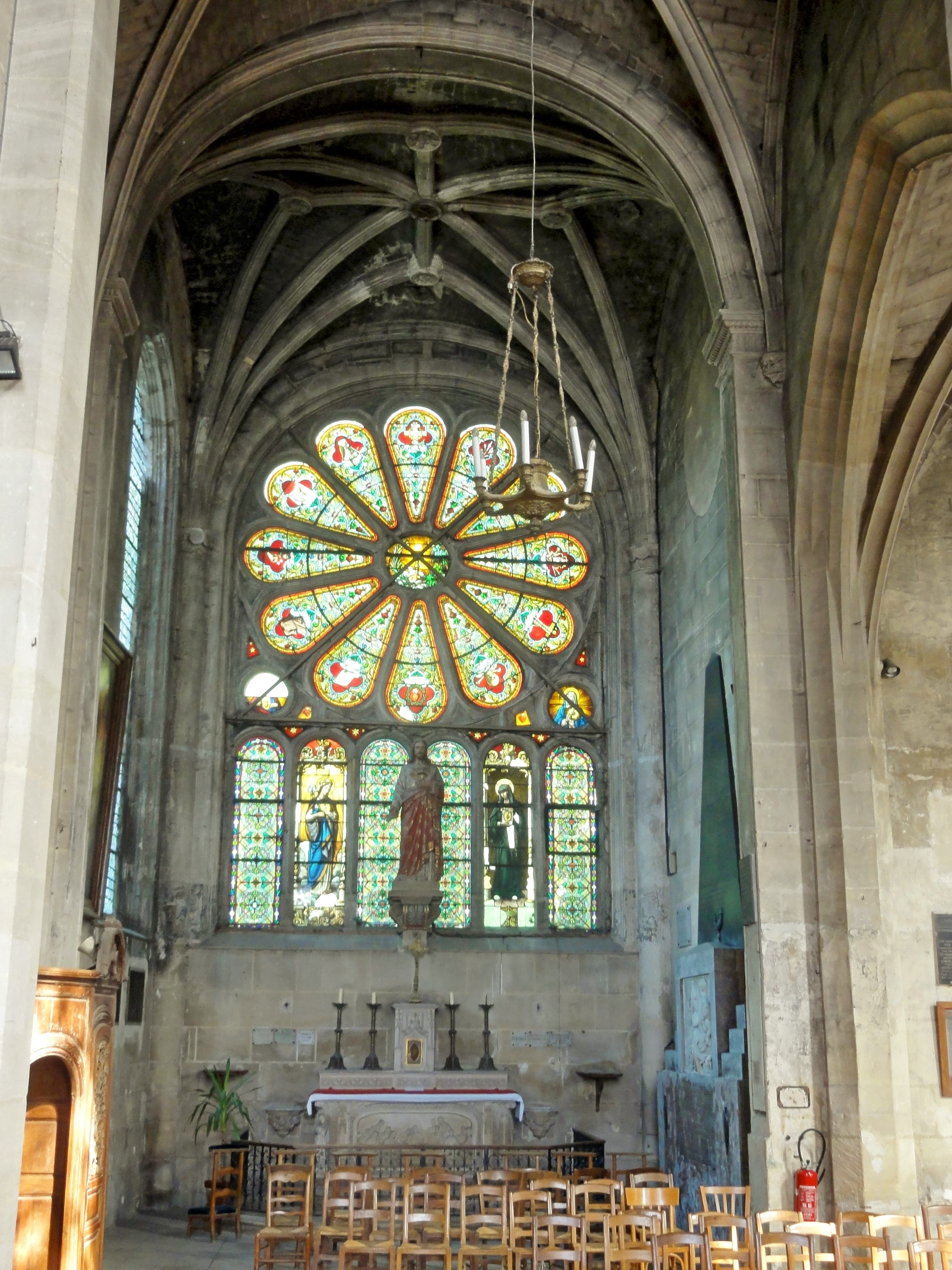
Croisillon nord, 2e travée : chapelle du Sacré-Cœur.

La croisée du transept est délimitée par les quatre piles du clocher, dont les noyaux datent du XIIIe siècle et donc de la précédente église. Toutes les piles ont cependant été habillées dans le style flamboyant, et tout ce qui rappelle encore le style gothique classique sont les quatre chapiteaux de crochets sur lesquels retombent les deux arcades faisant communiquer la croisée avec le chœur et avec la nef. Ces arcades ont elles-mêmes retaillées et présentent désormais un curieux profil formée par trois voussures concaves superposées. Exception faite de ces arcades, les nervures des voûtes et les autres arcades sont toutes pénétrantes, y compris celles de la croisée elle-même. Sa voûte est percée en son centre d'un trou de cloches. Les piles n'ont pas seulement été habillées, mais également renforcées, ce qui ne s'est peut-être pas fait simultanément de tous les côtés. Ces renforcement n'ont en tout cas pas été pratiqués du même côté, rendant la croisée du transept déséquilibrée. Ainsi, en regardant depuis le chœur, c'est la pile nord-est qui paraît plus forte que son homologue au sud-est, alors qu'en regardant ces mêmes piles depuis la croisée, l'effet est l'inverse. Des constats similaires peuvent être faits sur les piles occidentales. Seulement l'arcade septentrionale est symétrique du côté de la croisée, mais en regardant la pile nord-ouest depuis le nord, l'on y voit une portion de mur nu.
La première travée du croisillon nord du transept est surtout un lieu de passage entre les bas-côtés de la nef et du chœur d'une part, et la croisée et la chapelle du Sacré-Cœur au nord d'autre part. Les murs ouest et est sont percés d'arcades en tiers-point faisant communiquer le croisillon avec le bas-côté nord de la nef et le collatéral nord du chœur. Stylistiquement elles appartiennent à la même période que le chœur, ce qui peut également être dit de la voûte, établie sur une croisée d'ogives simple. Seule l'ogive nord-ouest suit le principe des nervures pénétrantes, près du doubleau séparant les deux travées du croisillon. Les autres ogives retombent sur des culs-de-lampe afin de ne pas réduire la largeur des arcades vers les bas-côtés. Ces culs-de-lampe sont ornées de feuilles simples, sauf celui du sud-ouest (contre la pile nord-ouest du clocher), qui laisse apparaître un masque humain avec les oreilles d'un animal. À l'intersection entre les deux travées du croisillon, le large doubleau en plein cintre annonce le changement d'époque. Ajoutée au tout début du XVIe siècle comme la seconde travée du croisillon sud et la chapelle de la Vierge, la chapelle du Sacré-Cœur est de style Renaissance tardive, et le renoncement à des entablements complets sur les sommets des pilastres à la retombée du doubleau est l'une des simplifications qui annoncent le style classique : il n'y a qu'une corniche de deux rangs d'oves. La voûte à liernes et tiercerons est identique au modèle appliqué à l'extension opérée au sud pendant la même campagne de construction. Les clés de voûte sont sans intérêt particulier. La chapelle du Sacré-Cœur est bien éclairée grâce à une immense verrière, qui reprend le dessin que celle de la chapelle de la Vierge, et non de l'extrémité du croisillon sud qui lui fait directement face. Une fenêtre plein cintre moins large est ménagée dans le mur occidental, alors que le mur oriental ne comportait qu'un oculus rond aujourd'hui muré. Les vitraux du chevet sont du XIXe siècle et représentent la Passion du Christ avec les instruments de son supplice. La statue du Sacré-Cœur de Jésus Christ date de la même époque. Avant son installation, la chapelle était dédiée à saint Sébastien depuis que la copie d'un tableau du XVIIe siècle montrant son martyre avait été offerte à l'église en 1818. Initialement, c'était la chapelle Sainte-Barbe. L'on peut y voir également le tableau La Madeleine repentante par Jean-Baptiste Santerre, ainsi que le monument commémoratif pour le curé-doyen Denis David Dubuisson, mort en 1784, contre le mur oriental.

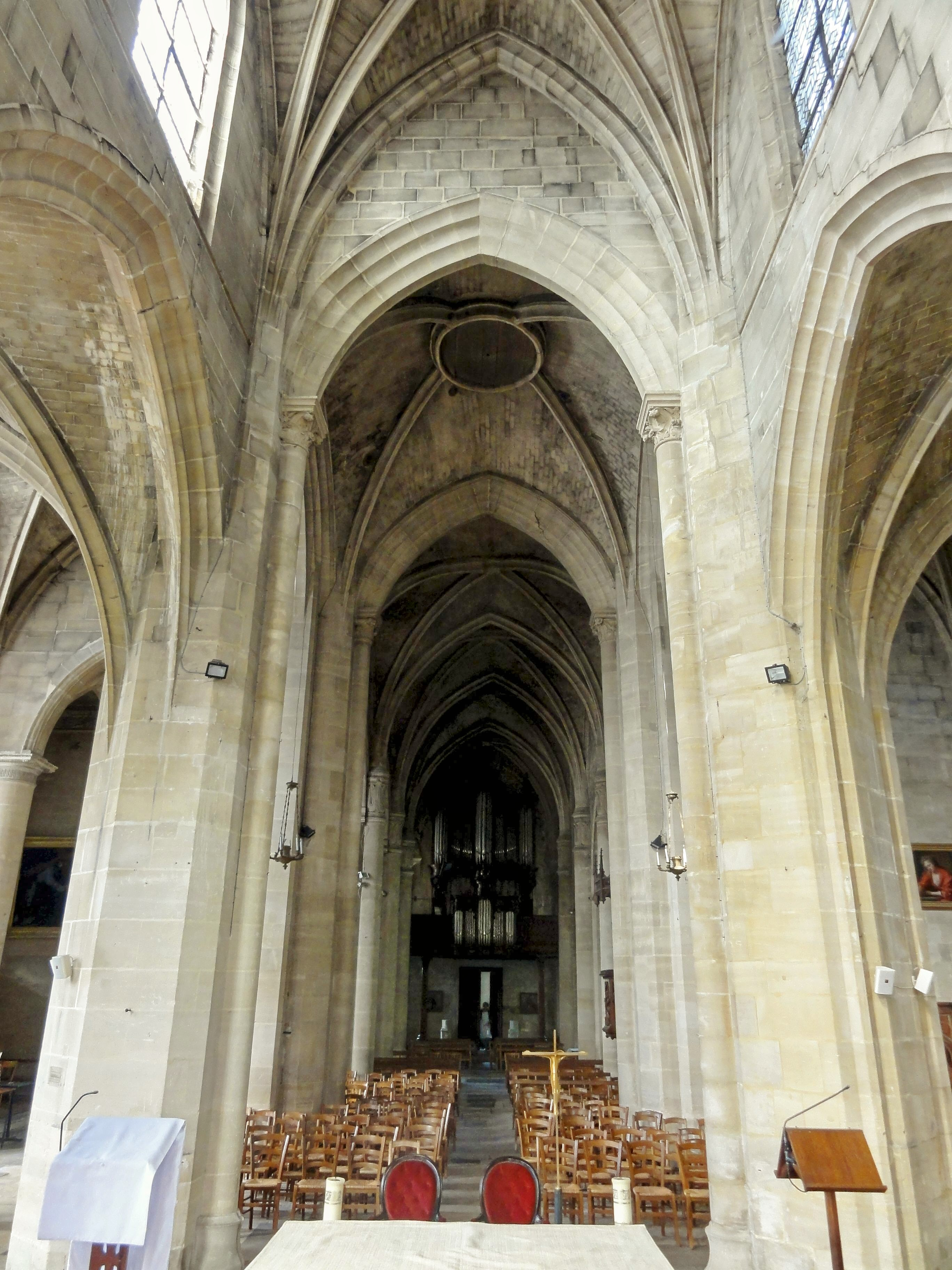
Croisée du transept, vue depuis le chœur.
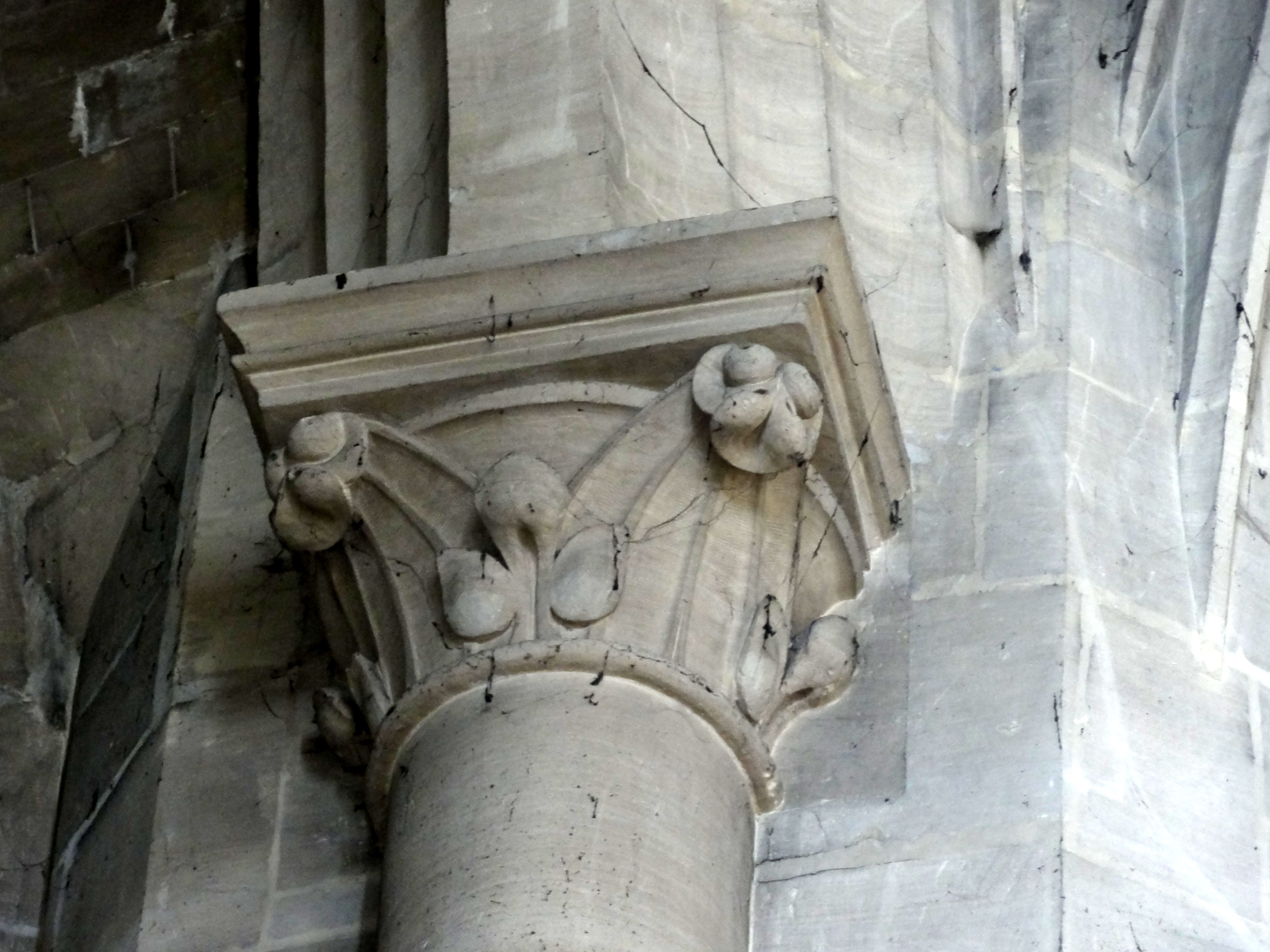
Croisée, chapiteau des arcades ouest et est.
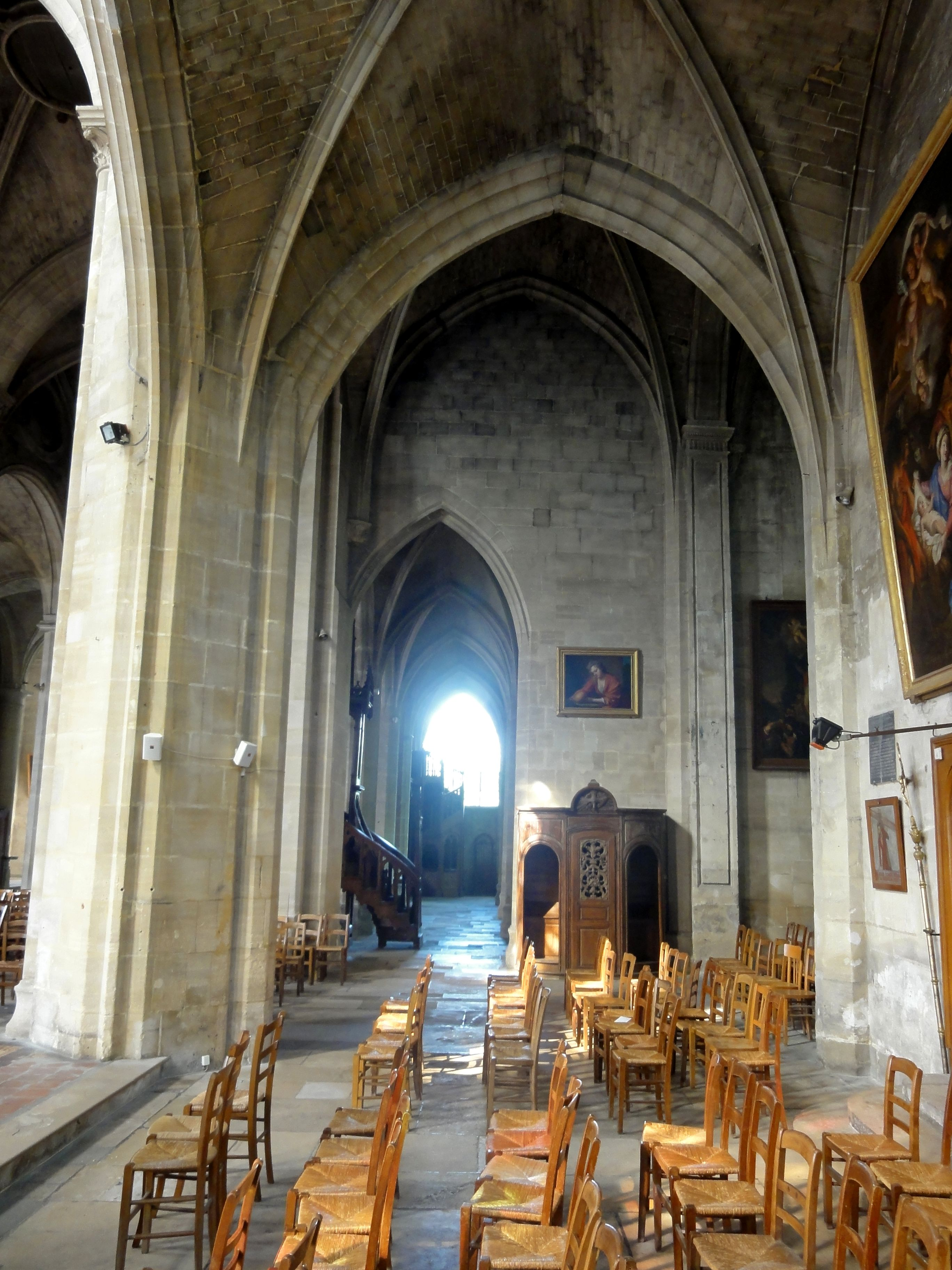
Première travée du croisillon nord, vue depuis l'est.
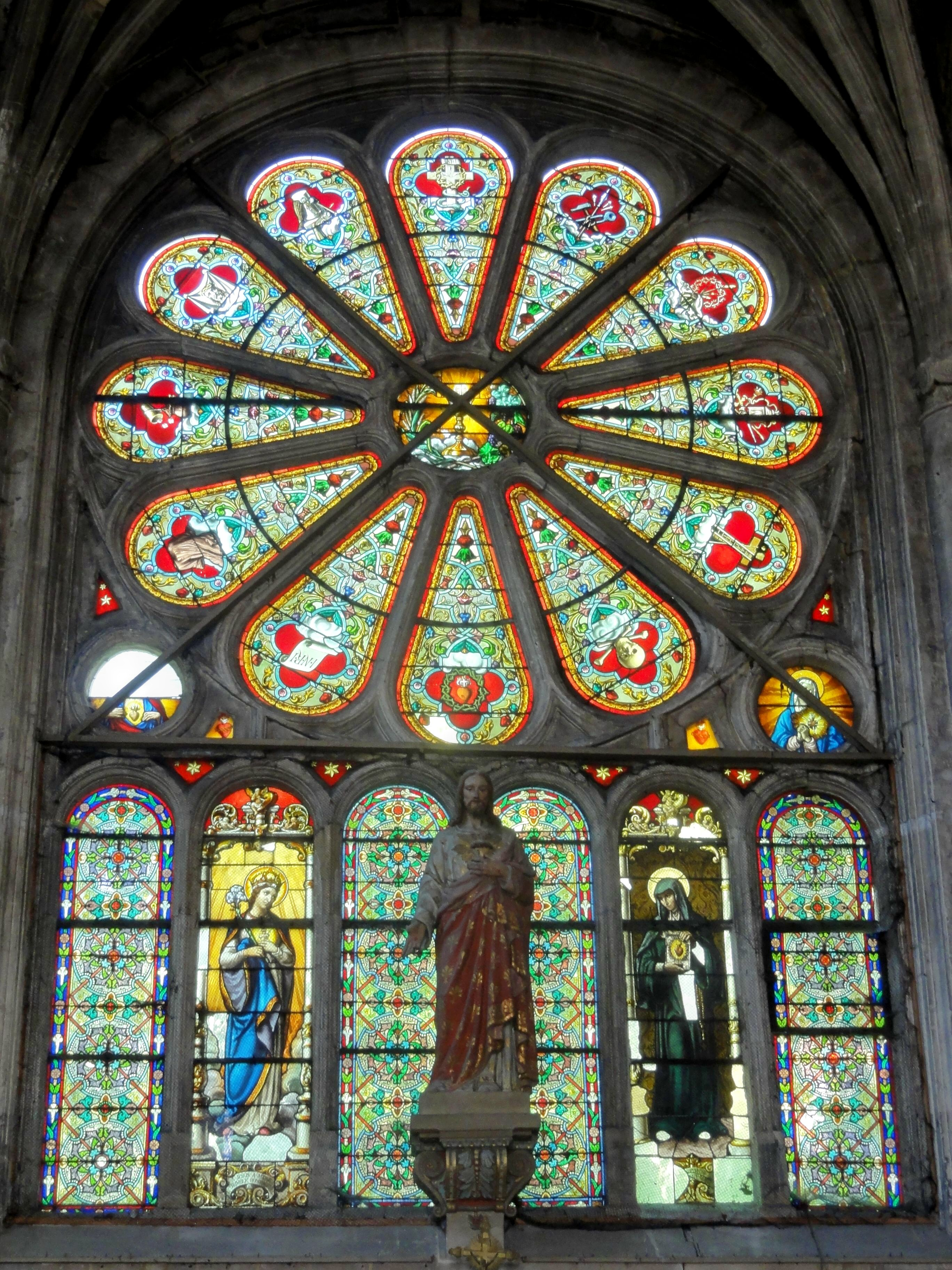
Rosace et verrière de la chapelle du Sacré-Cœur.
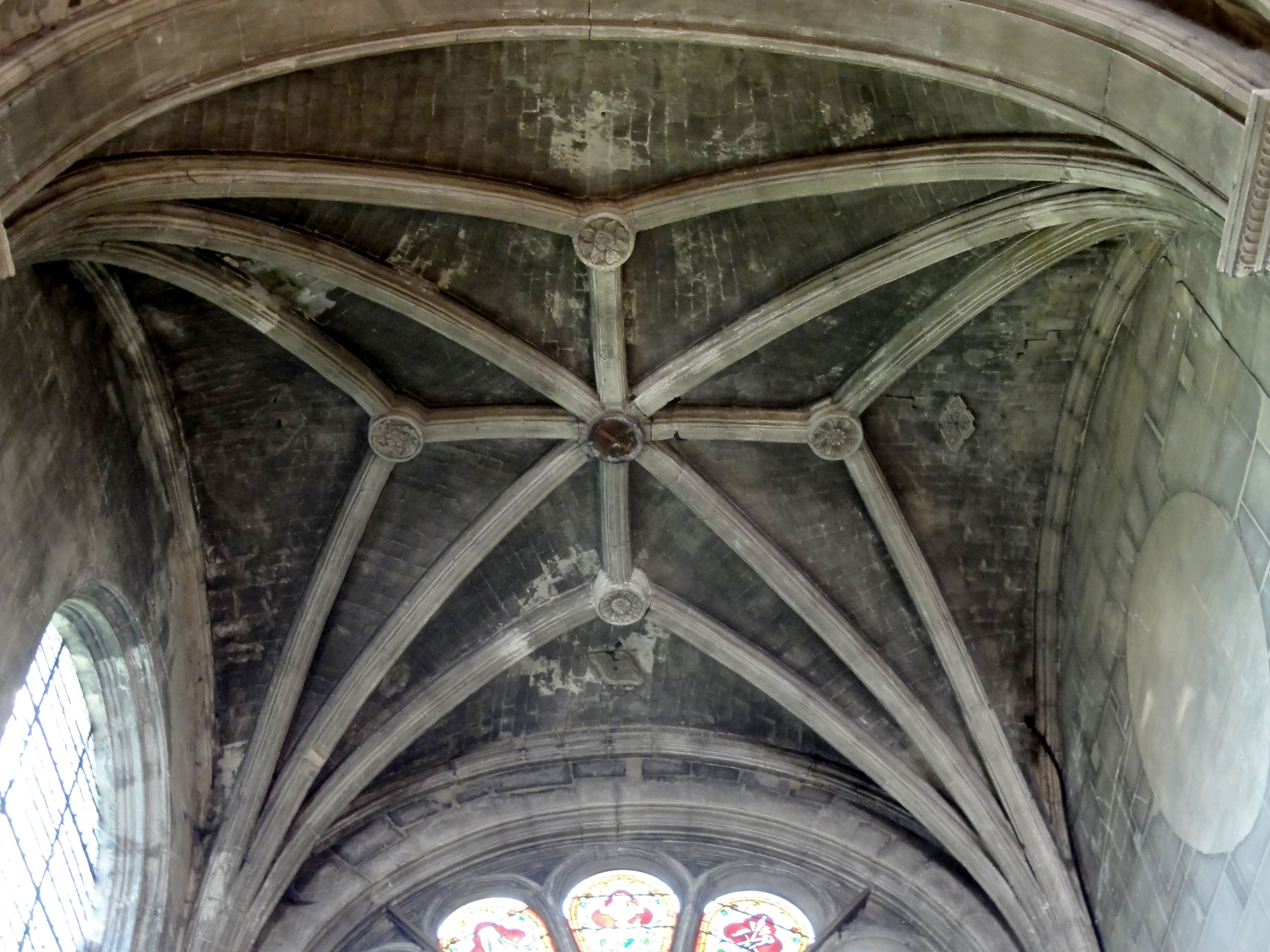
Croisillon nord, voûte de la chapelle du Sacré-Cœur.
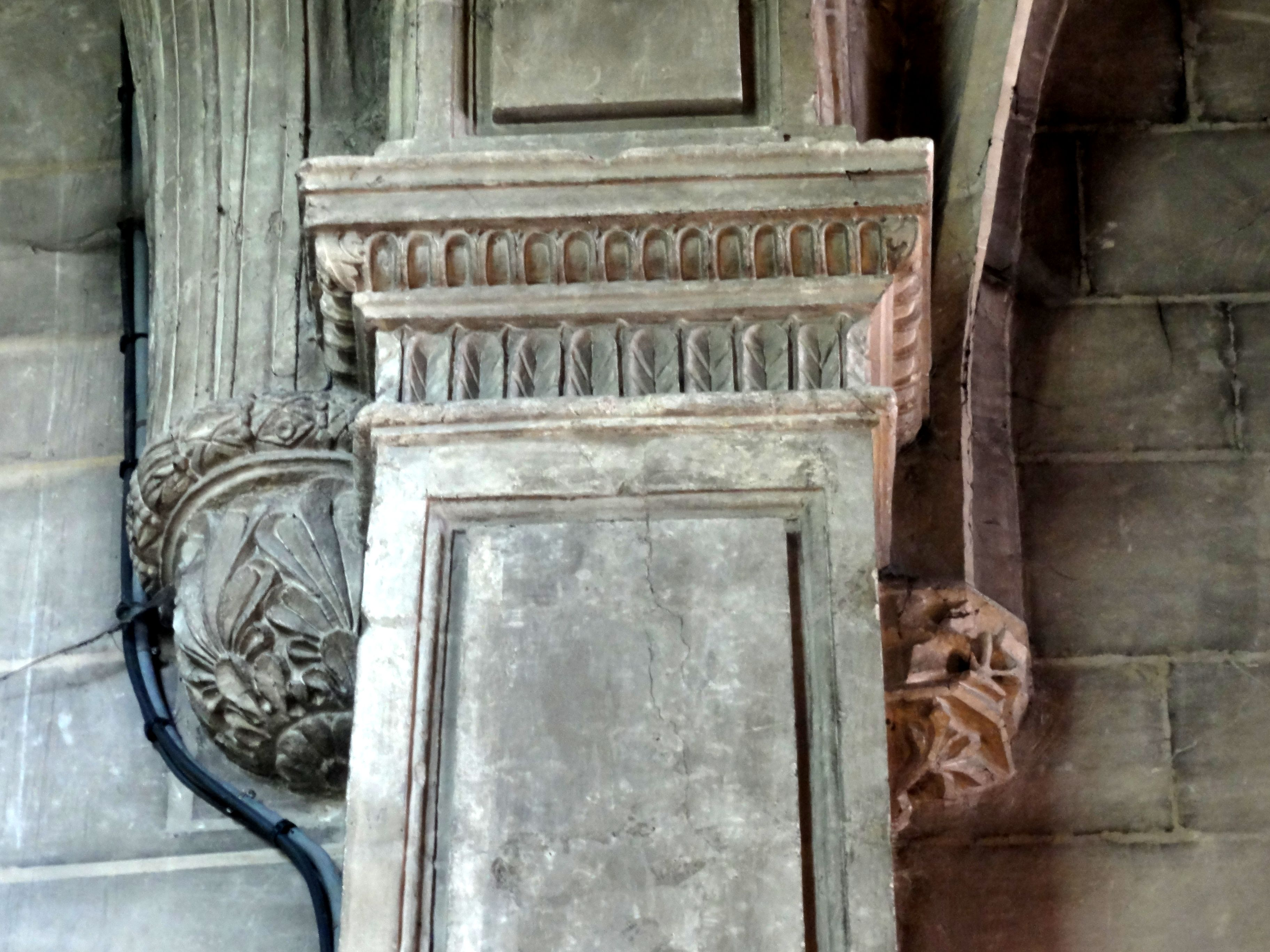
Supports entre la 1re et la 2e travée, côté ouest.

#### Bas-côté sud et chapelles

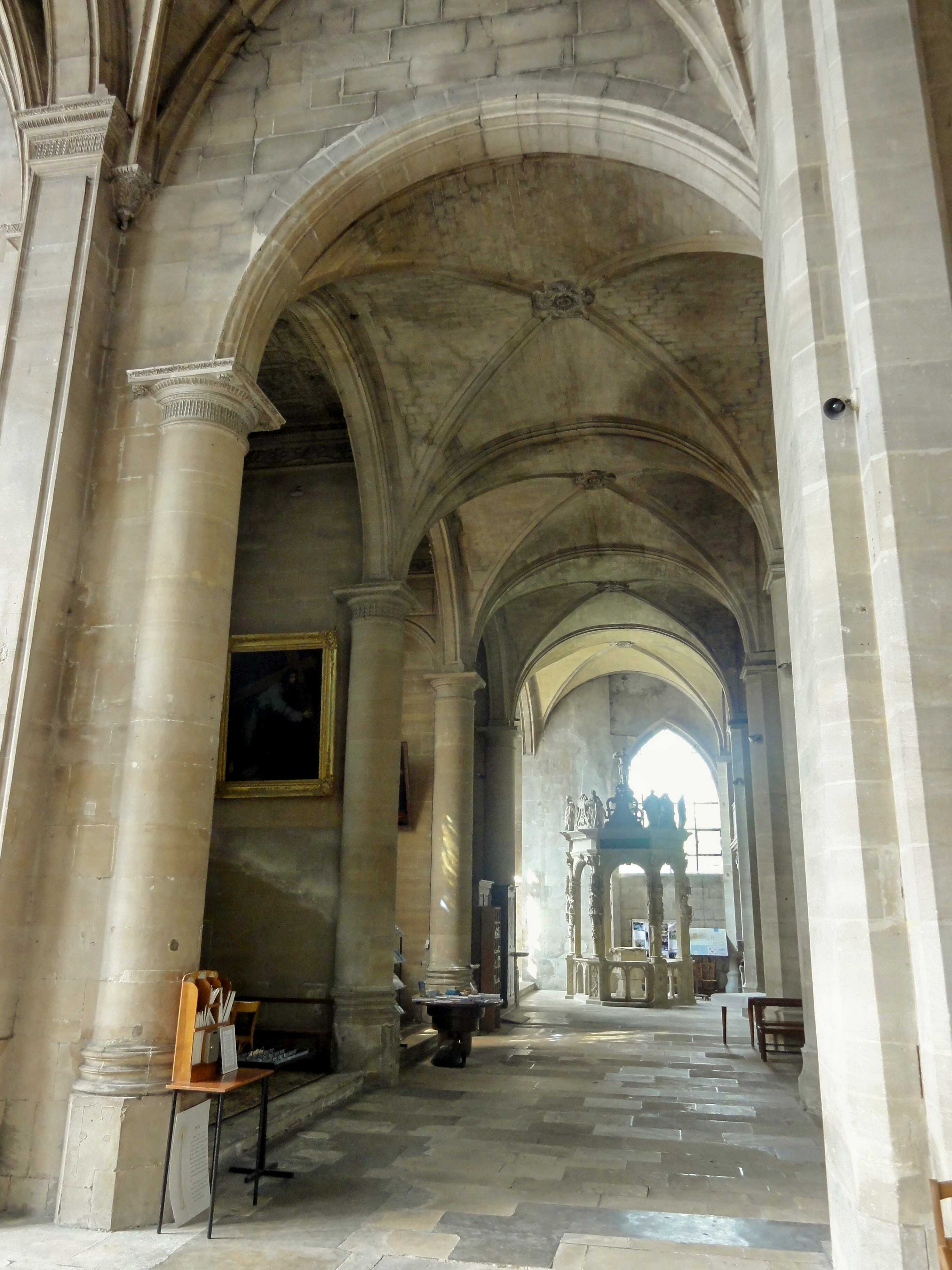
Bas-côté sud, vue vers l'ouest.

Le bas-côté sud a été édifié pendant les années 1560, soit environ soixante ans après le chœur et ses collatéraux, et environ quarante ans avant les secondes travées des croisillons et la chapelle de la Vierge. Il affiche déjà le style Renaissance tardive, avec un retour vers les formes simples de l'ordre toscan et de l'ordre dorique. Les colonnes présentent des fûts nus, octogonaux au nord et cylindriques au sud, et les arcades retombent sur des tailloirs sous la forme d'une simple tablette. Si ce style est austère, il évite aussi la lourdeur, et la grande largeur du bas-côté ainsi que le profil en cintre surbaissé des voûtes et doubleaux créent un effet de légèreté. Les voûtes sont par ailleurs assez singuliers, car les nervures ne font presque pas saillie, ce qui crée un rapprochement avec la voûte d'arêtes voulu par la logique de l'architecture classique, et qui sera réintroduit au XVIIe siècle après avoir été abandonnée à la fin de la période romane. Les clés de voûtes sont de belle facture et présentent des motifs végétaux, sauf dans la seconde travée, où deux anges tiennent un vase à panse godronnée d'où sort un bouquet de fleurs. L'éclairage naturel est relativement abondant grâce aux grandes fenêtres des chapelles qui prolongent le bas-côté vers le sud, sauf au niveau de la seconde travée qui est occupée par le portail principal de l'église.
Les chapelles ont bénéficié d'attentions particulières de la part de l'architecte. Elles sont de plan rectangulaire et séparées les unes des autres par de courts murs droits perpendiculaires à la façade méridionale de l'église. Les murs de séparation sont décorées d'arcades aveugles ou de caissons, d'une façon qui varie d'une travée à l'autre. Une corniche où des consoles alternent avec des têtes de chérubins ou des compositions florales terminent les murs. Ces corniches soutiennent des plafonds plats à caissons, qui représentent des créations artistiques tout à fait originales et font partie des éléments les plus remarquables de l'architecture de l'église. Chaque plafond est différent, et l'exubérance des détails est étonnant. La première chapelle est placée sous l'invocation de sainte Thérèse de Lisieux (initialement sainte Geneviève) ; c'est en même temps la chapelle baptismale. La seconde n'est pas dédiée à un saint car servant uniquement de vestibule. La troisième chapelle du bas-côté sud est consacrée à saint Charles Borromée, et la dernière à saint Vincent de Paul bien que les statues au-dessus de son autel sont celles de la Vierge et de saint Antoine de Padoue ; c'était avant la chapelle de la Transfiguration du Rosaire. Le plafond de la chapelle Sainte-Thérèse affiche un jeu de carrés et de rectangles symétriques entourant la date de 1561. Dans la chapelle du portail, l'on voit des anges portant des médaillons ovales inscrits dans des carrés, entourés par des rectangles remplis d'enroulement de rinceaux, alors que les petits carrés d'angle arborent des rosaces ou des motifs fleuris. La chapelle Saint-Charles-Borromée montre des cercles alternant avec des carrés ornés de chérubins, de fleurs et de feuillages. Le plafond de la dernière chapelle est constitué de trois caissons, deux étant rectangulaire et un étant carré. Ils sont garnis de guirlandes disposés ne diagonale et de cuirs d'armoiries. Sur le mur de la chapelle Saint-Charles-Borromée, un bas-relief représente le saint accompagné de ses attributs : la croix à double traverse, la crosse épiscopale, le chapeau de Cardinal et la couronne à référence à la noblesse de sa famille,.

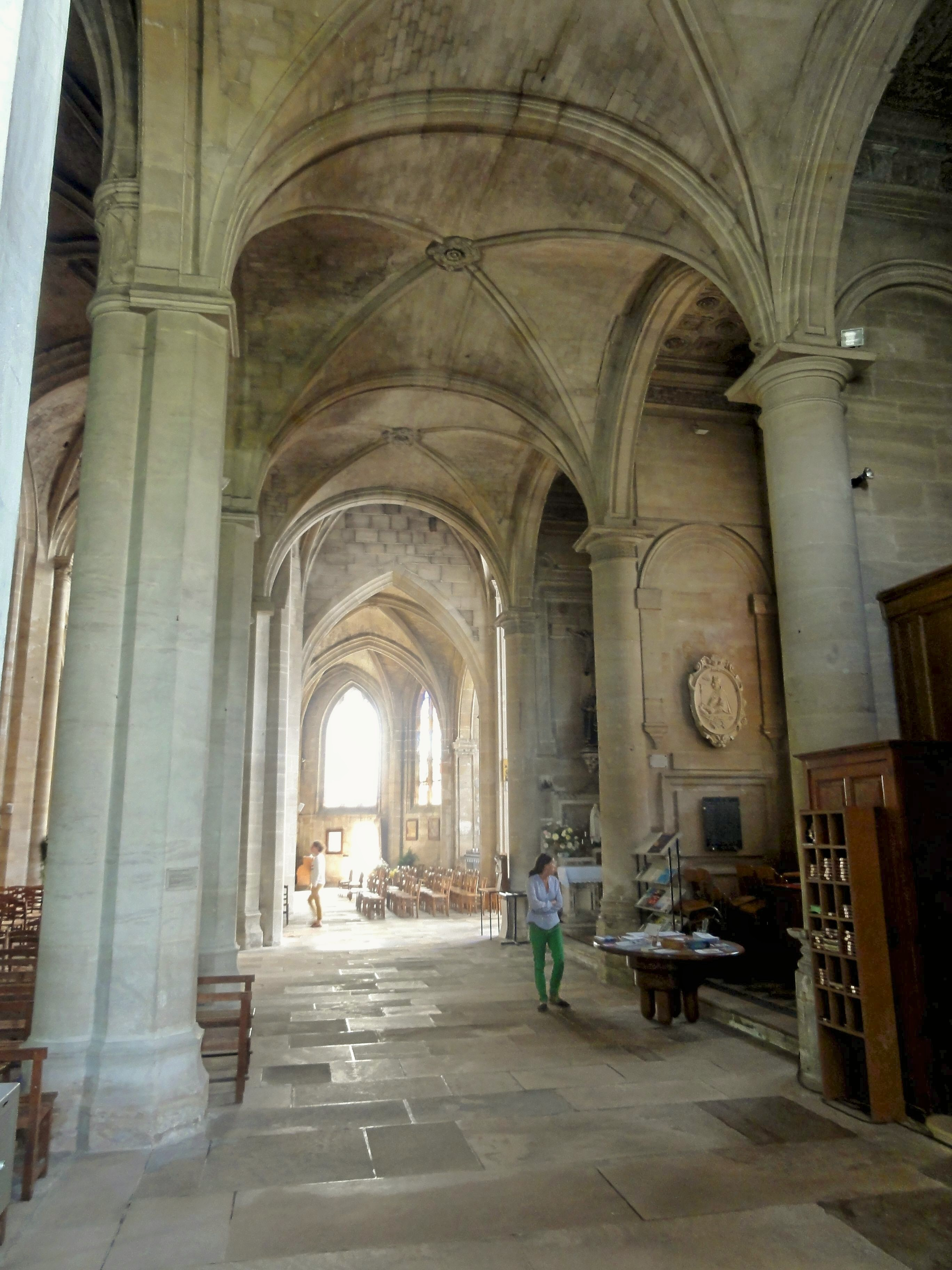
Bas-côté sud, vue vers l'est.
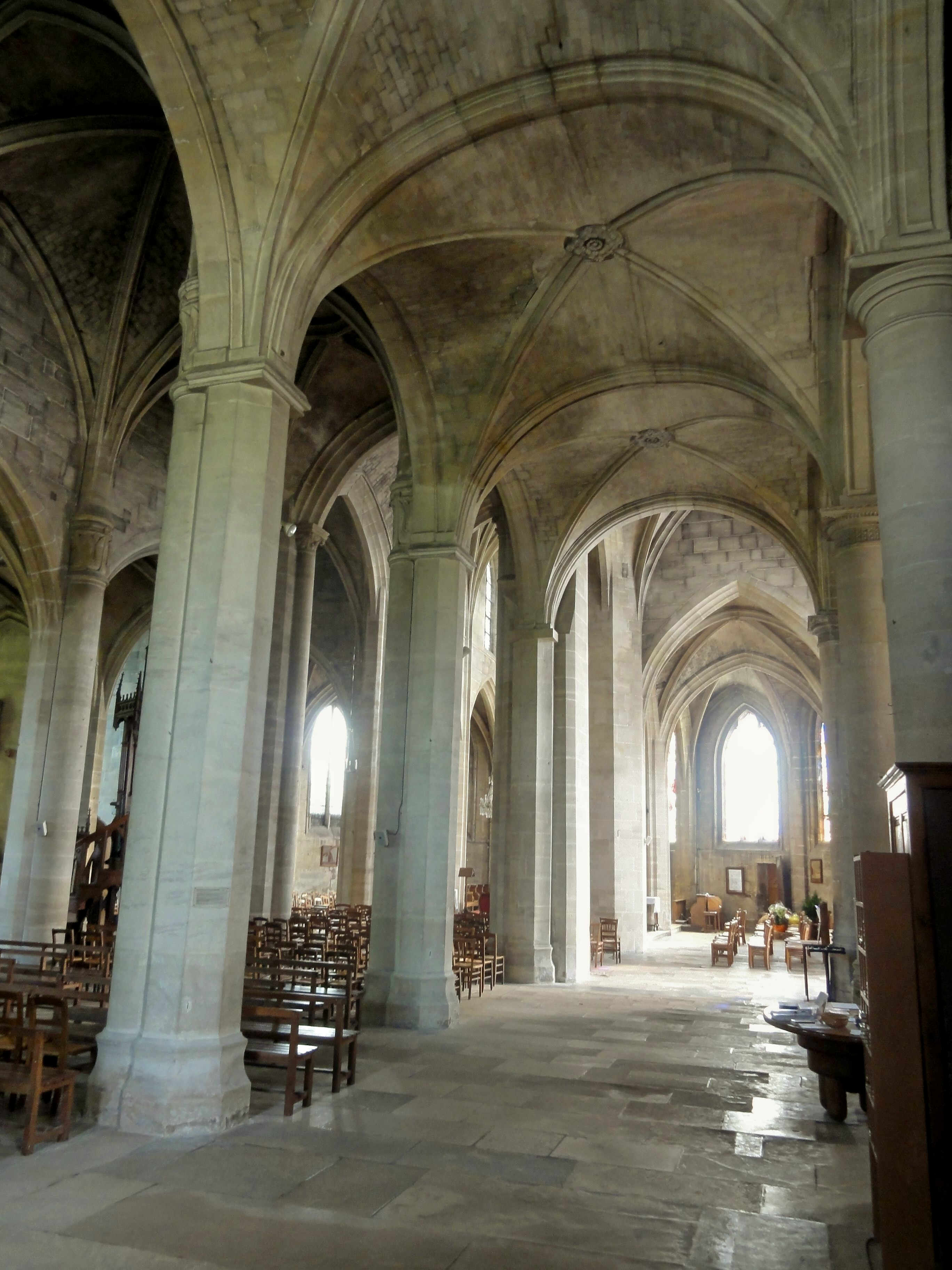
Bas-côté sud, vue vers l'est.
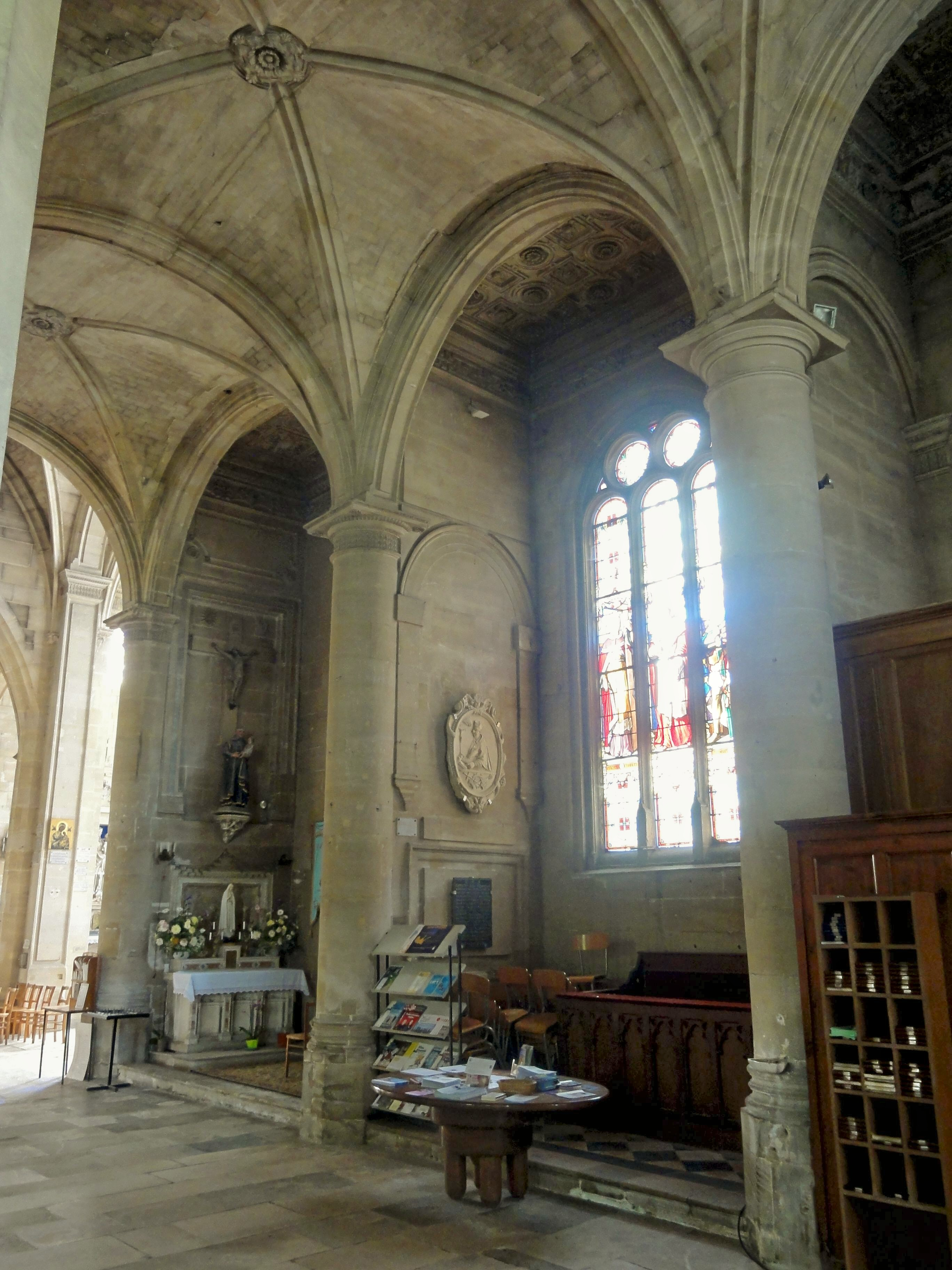
4e et 3e chapelle.
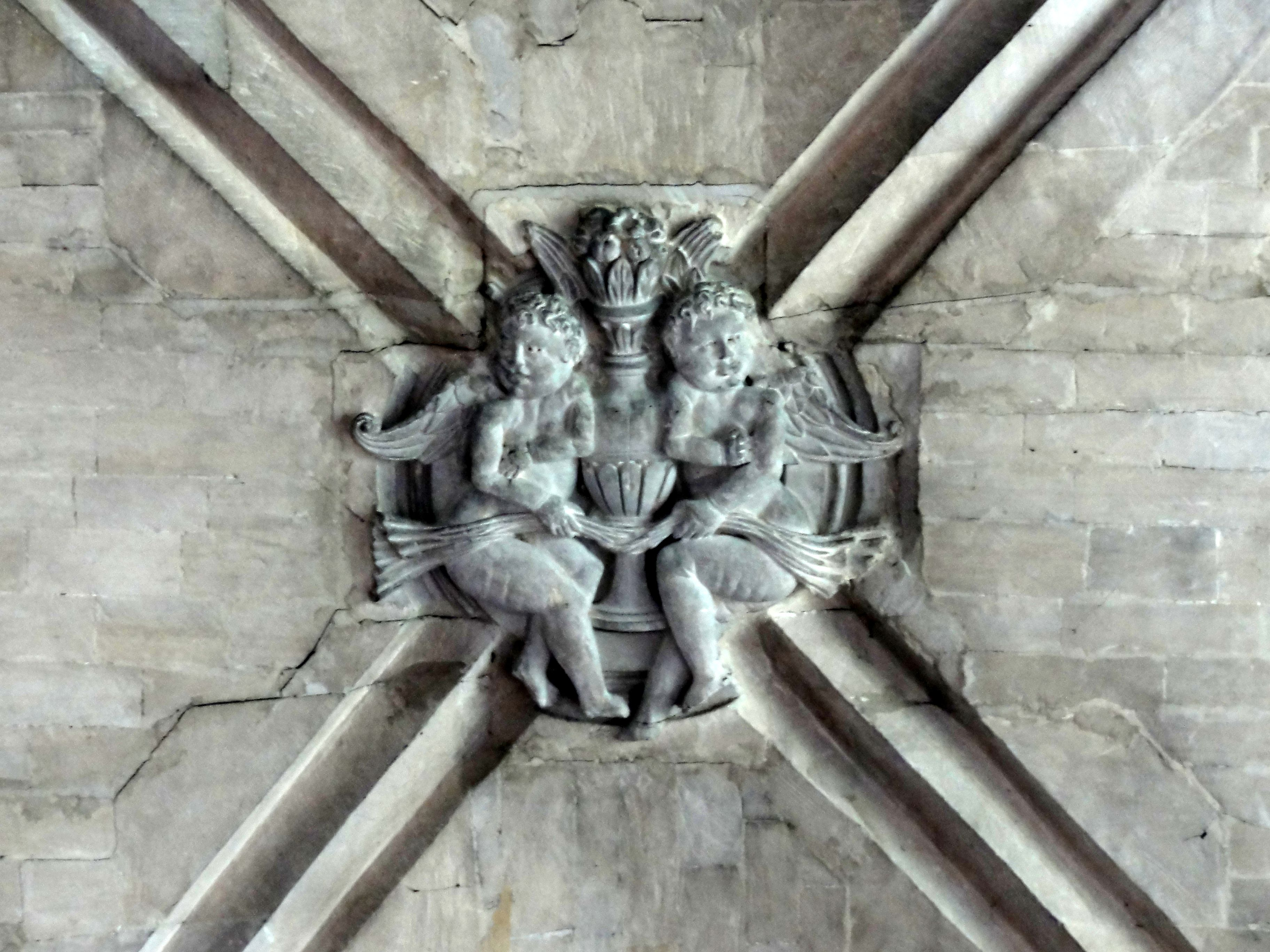
Clé de voûte de la 2e travée.
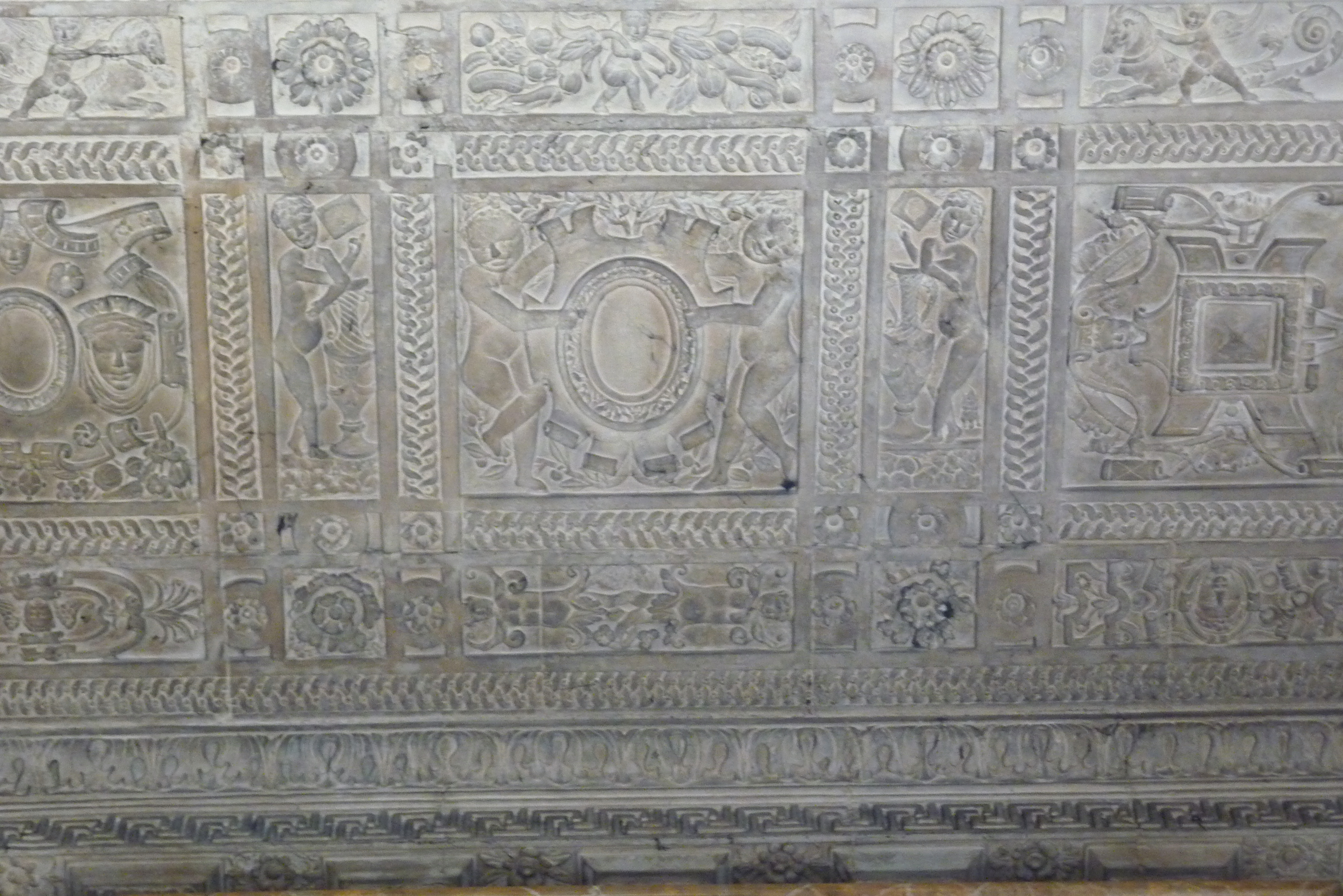
Plafond au-dessus du portail.
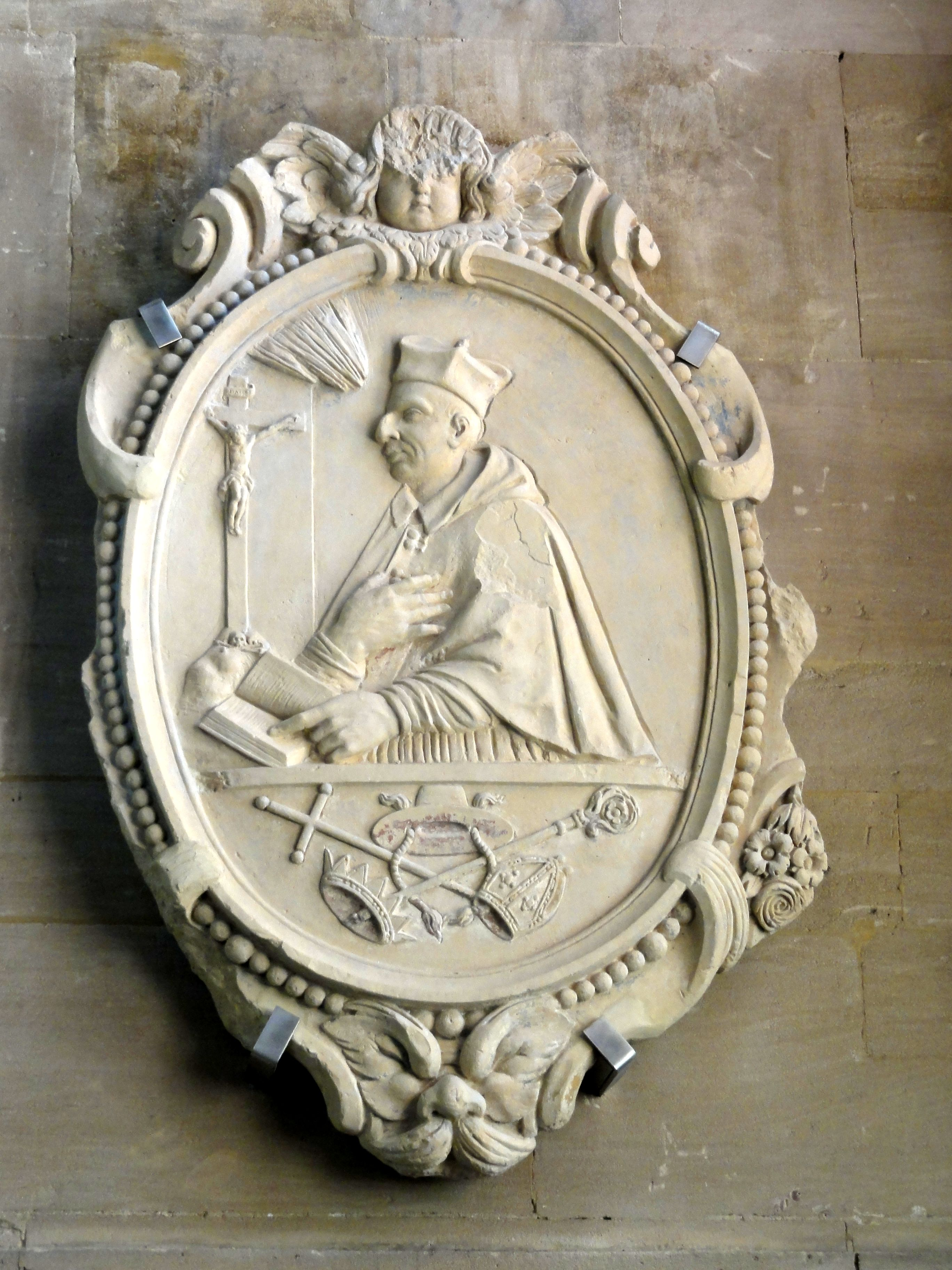
Saint Charles Borr(h)omée.

#### Nef

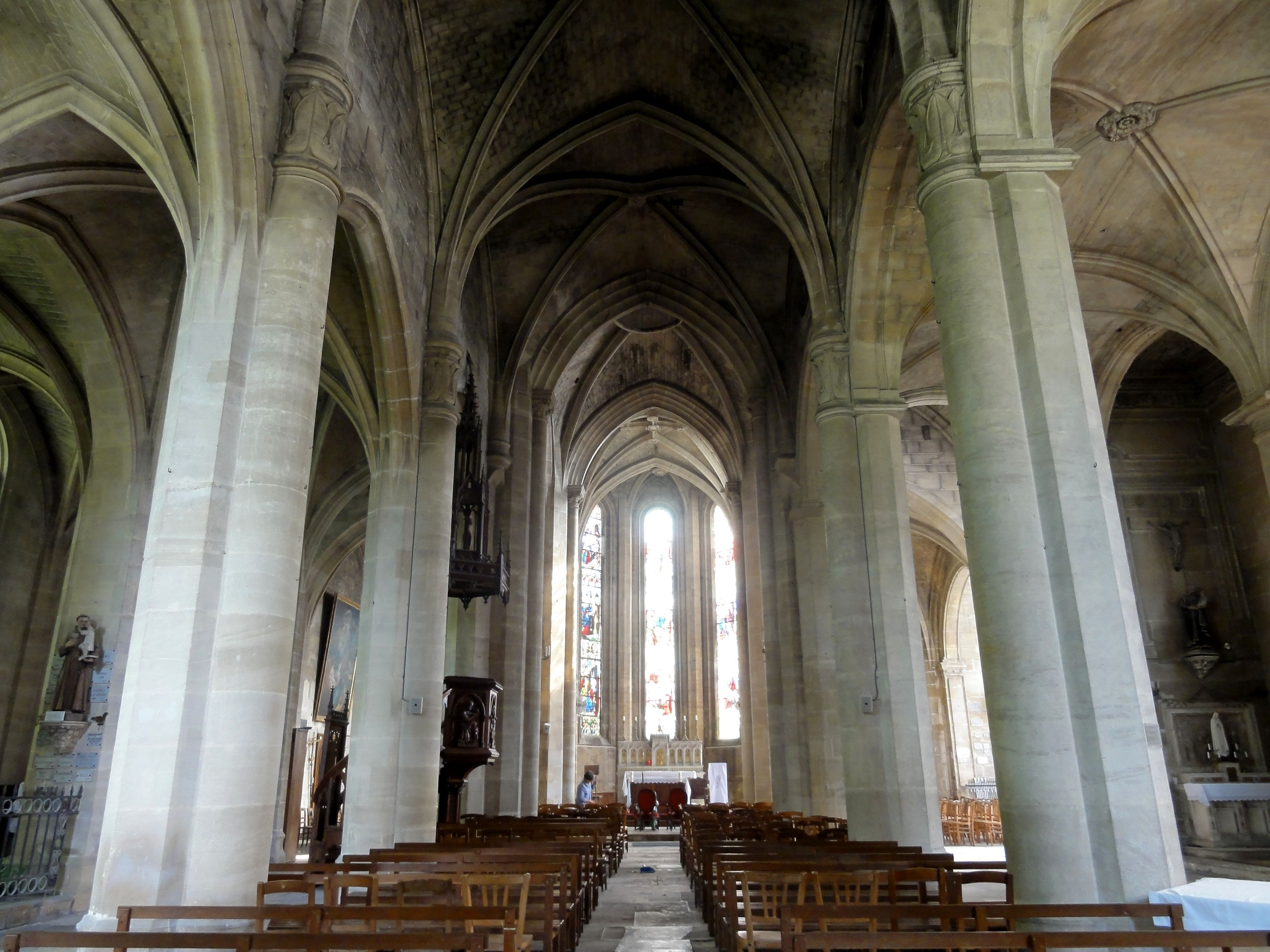
Nef, vue vers l'est.

La nef ne compte que quatre travées, à l'instar des deux bas-côtés, et elle n'occupe que 20 % environ de l'espace intérieur de l'église, hormis le vaisseau central du chœur. La hauteur et la largeur sont médiocres et correspondent à grand nombre d'églises villageoises. L'on ne peut placer que quatre chaises de front de part et d'autre de l'allée centrale. Ces dimensions modestes contrastent avec l'importance de l'église et son allure d'un édifice religieux d'allure représentative. En effet, la nef a été bâtie pendant le premier quart du XVIe siècle, alors que seulement le chœur de l'église actuelle était construit : les extensions du siècle à venir n'étaient pas encore prévisibles. D'autre part, comme l'indiquent de nombreuses pierres de réserve à l'extérieur du mur occidental et l'appendice sans fonction à gauche de la façade méridionale, des travées supplémentaires devaient être ajoutées à la nef. Ces raisons font dire à Roland Vasseur que l'église demeure inachevée. La nef a deux autres défauts, à savoir l'absence totale de fenêtres, même dans le mur occidental, et l'altération de son architecture gothique flamboyante par les travaux de 1858-1865. Alors que le voûtement est identique aux collatéraux du chœur et aux premières travées des croisillons, les grosses demi-colonnes qui ont été posées devant les piliers anciens ne permettent plus de voir que les nervures étaient pénétrantes. Les demi-colonnes portent de chapiteaux de plan circulaire et décorés de curieuses feuilles plates, qui d'après Alfred Potiquet sont censés imiter l'architecture du XIIIe siècle. Pour Roland Vasseur, ces chapiteaux sont « du plus fâcheux effet », sans oublier que ces travaux ont permis de sauver l'église de la ruine. À ces inconvénients s'ajoute le déséquilibre entre les grandes arcades, qui sont élevées en plein cintre au sud, et plus basses et en tiers-point au nord. Il s'agit du résultat de la reconstruction du bas-côté sud pendant les années 1560, quand les grandes arcades qui devaient initialement ressembler à celles du nord ont été refaites pour correspondre à ce nouveau bas-côté. Comme il a été dit, la nef ne possède point de fenêtres hautes. Mais c'est au-dessus des grandes arcades du sud que l'on observe des oculi circulaires bouchés. Ils sont si rapprochés des arcades et des voûtes du bas-côté sud qu'il est difficile à imaginer comment ils pouvaient être ouverts. L'extrémité occidentale de la première travée de la nef est en partie recouverte par la tribune d'orgue, agrandie en 1894,.

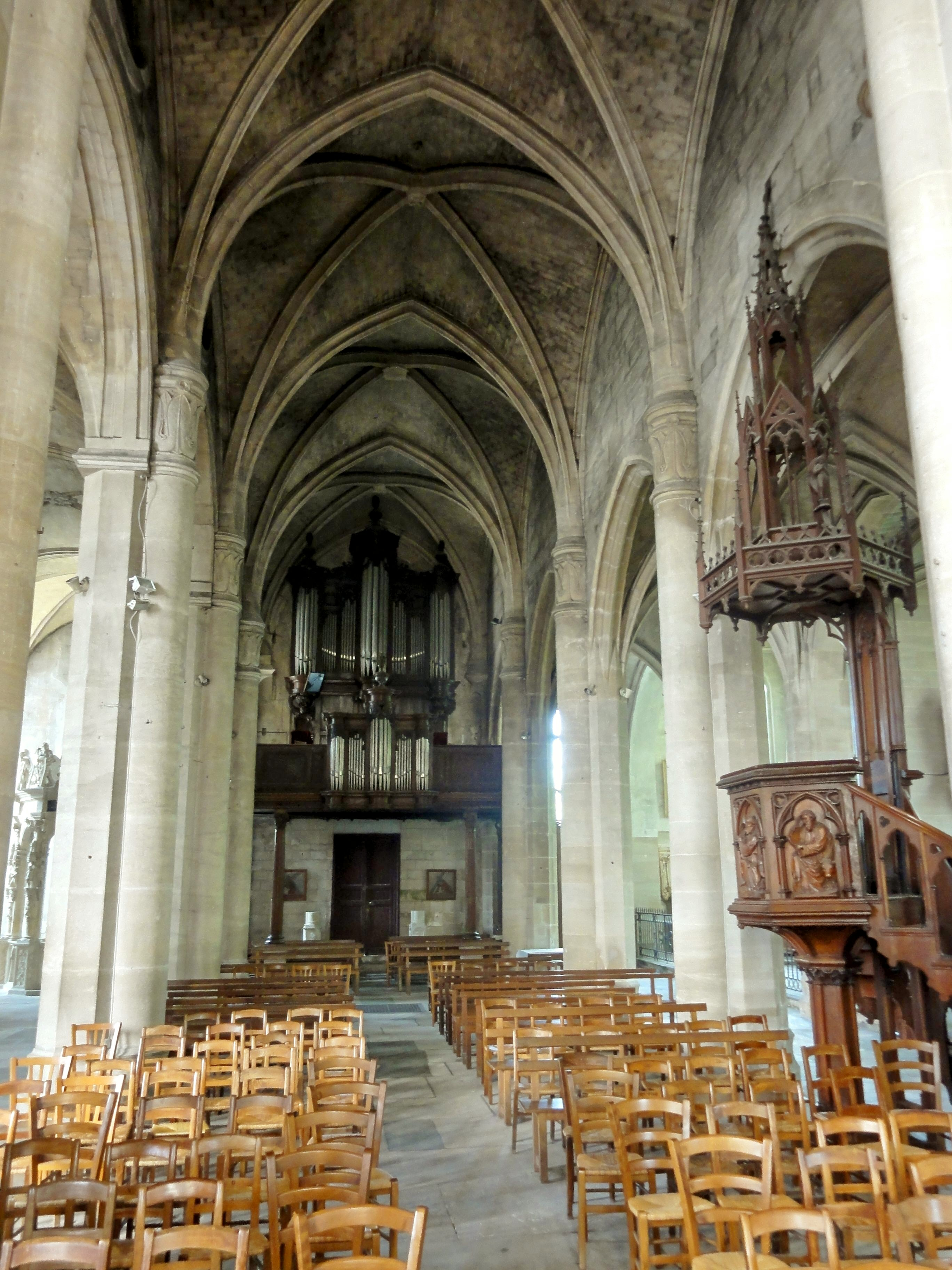
Nef, vue vers l'ouest.
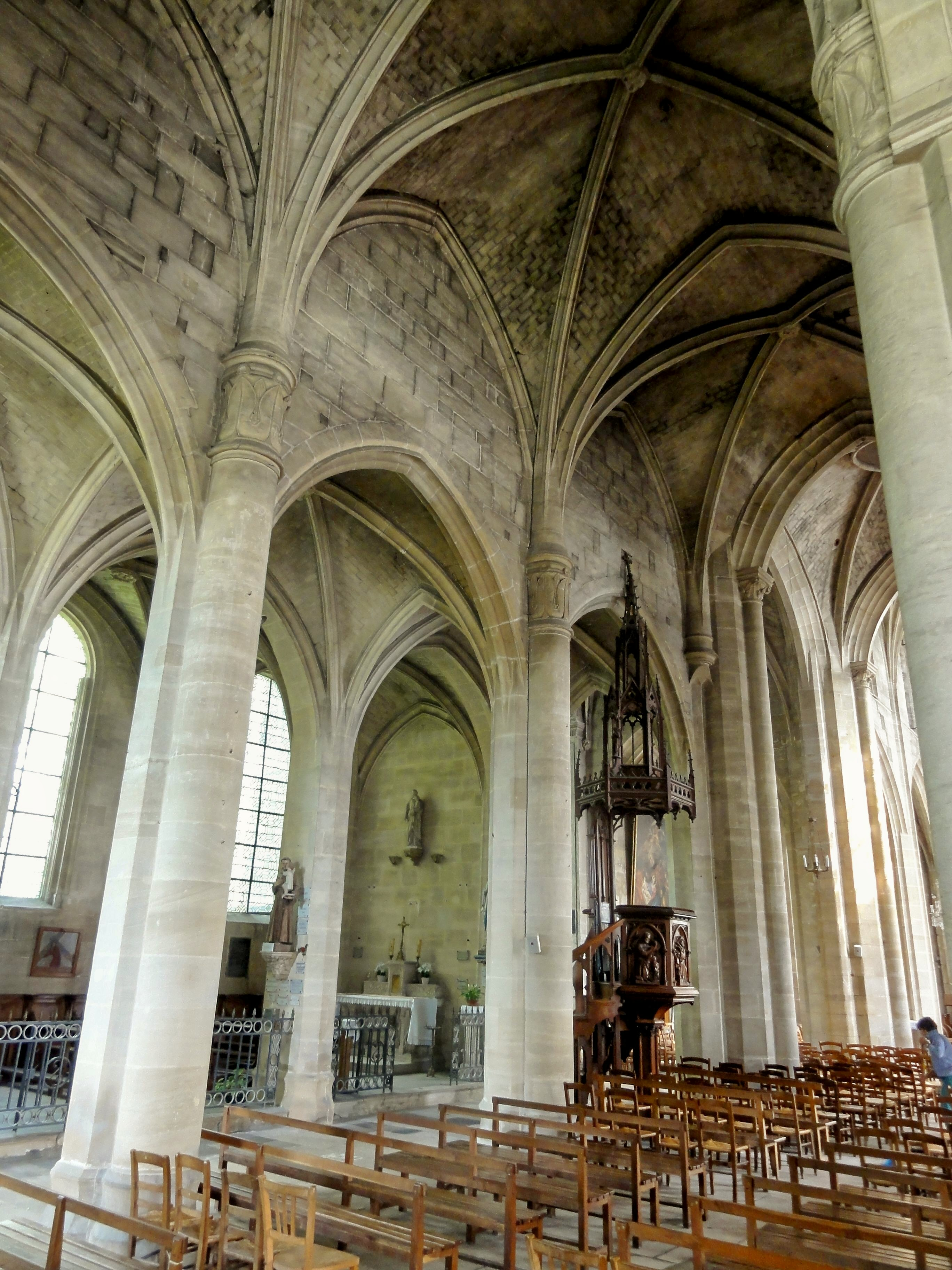
Grandes arcades du nord.
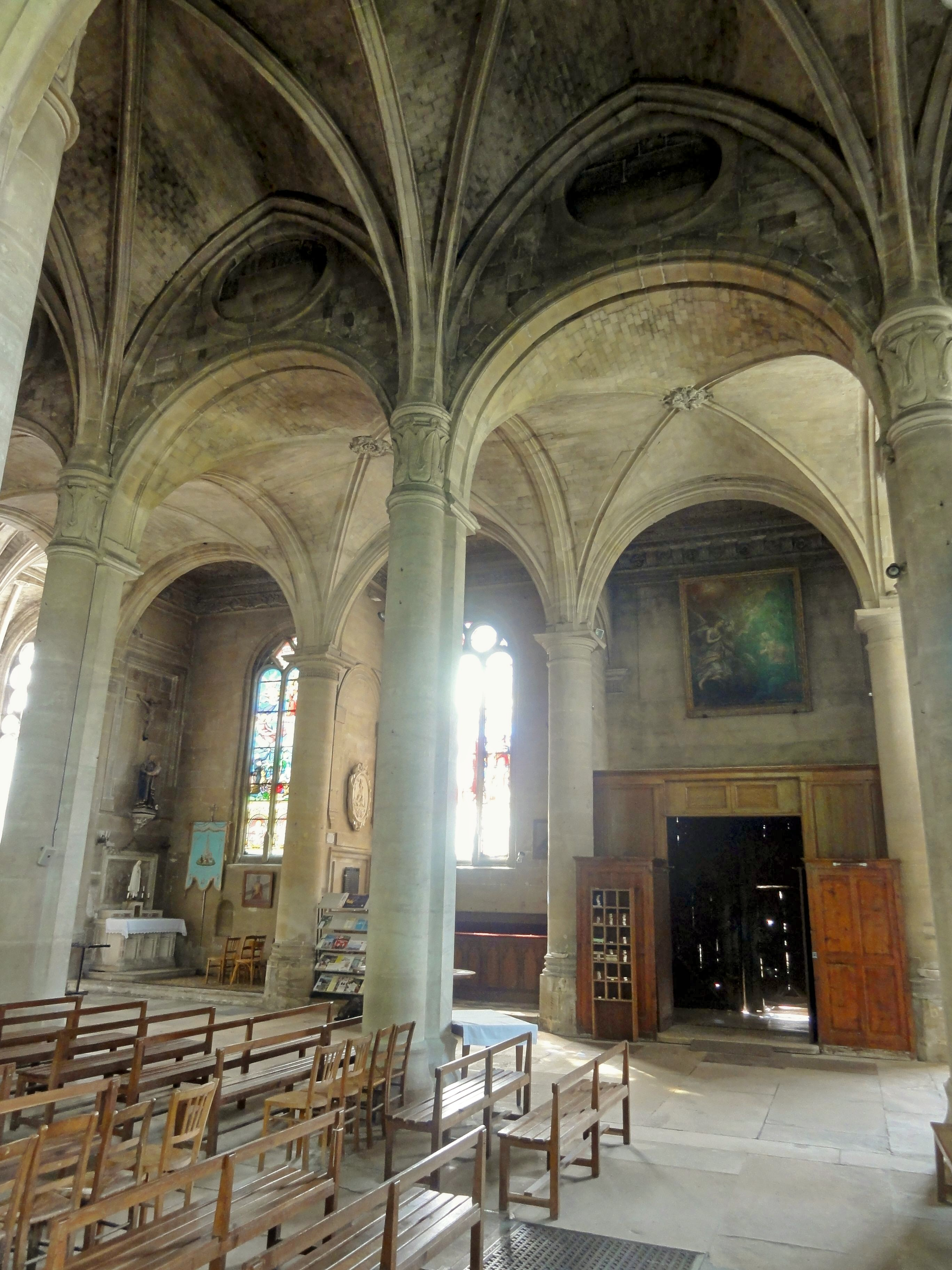
Grandes arcades du sud.
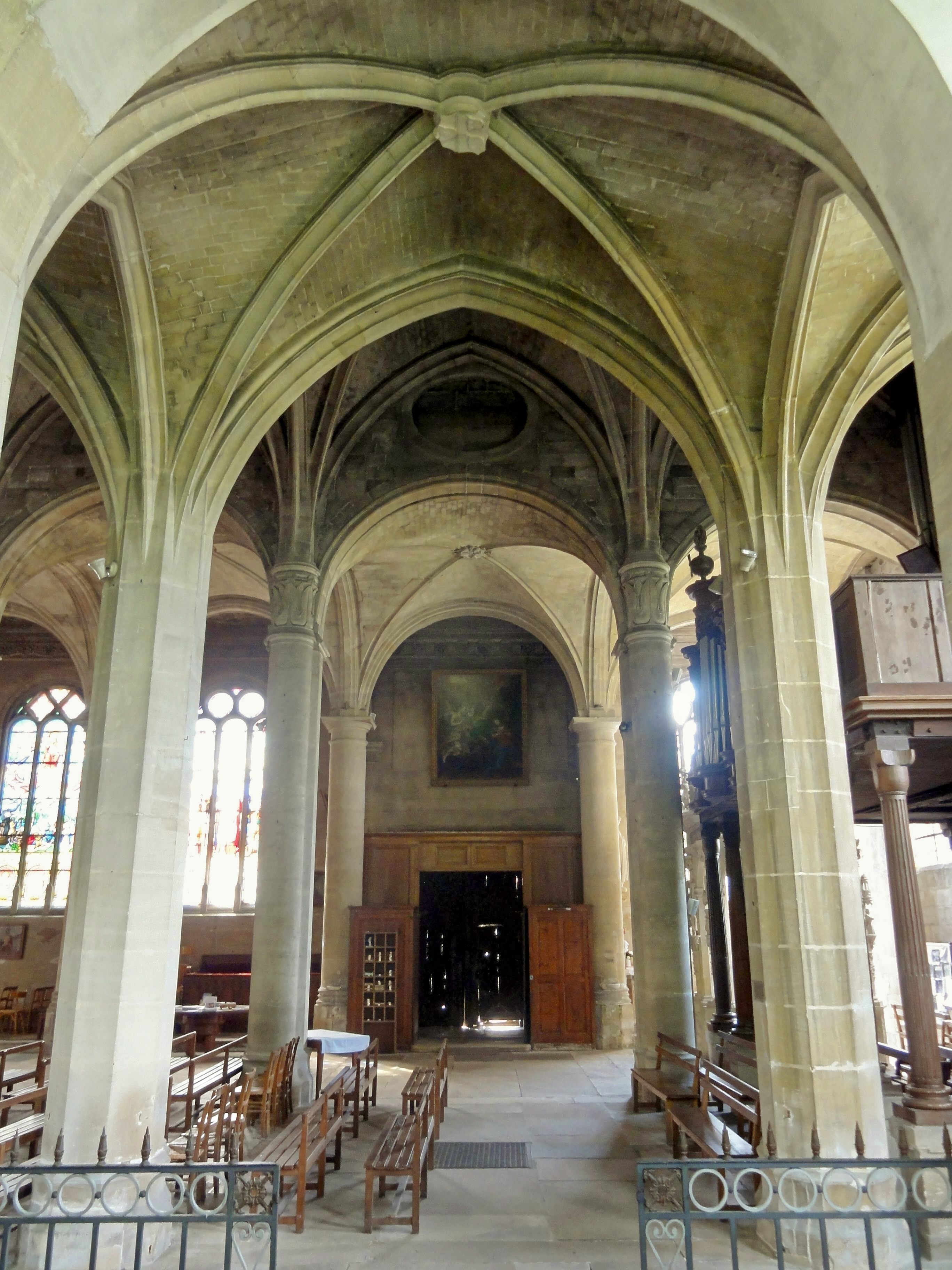
2e travée, vue sud-nord.
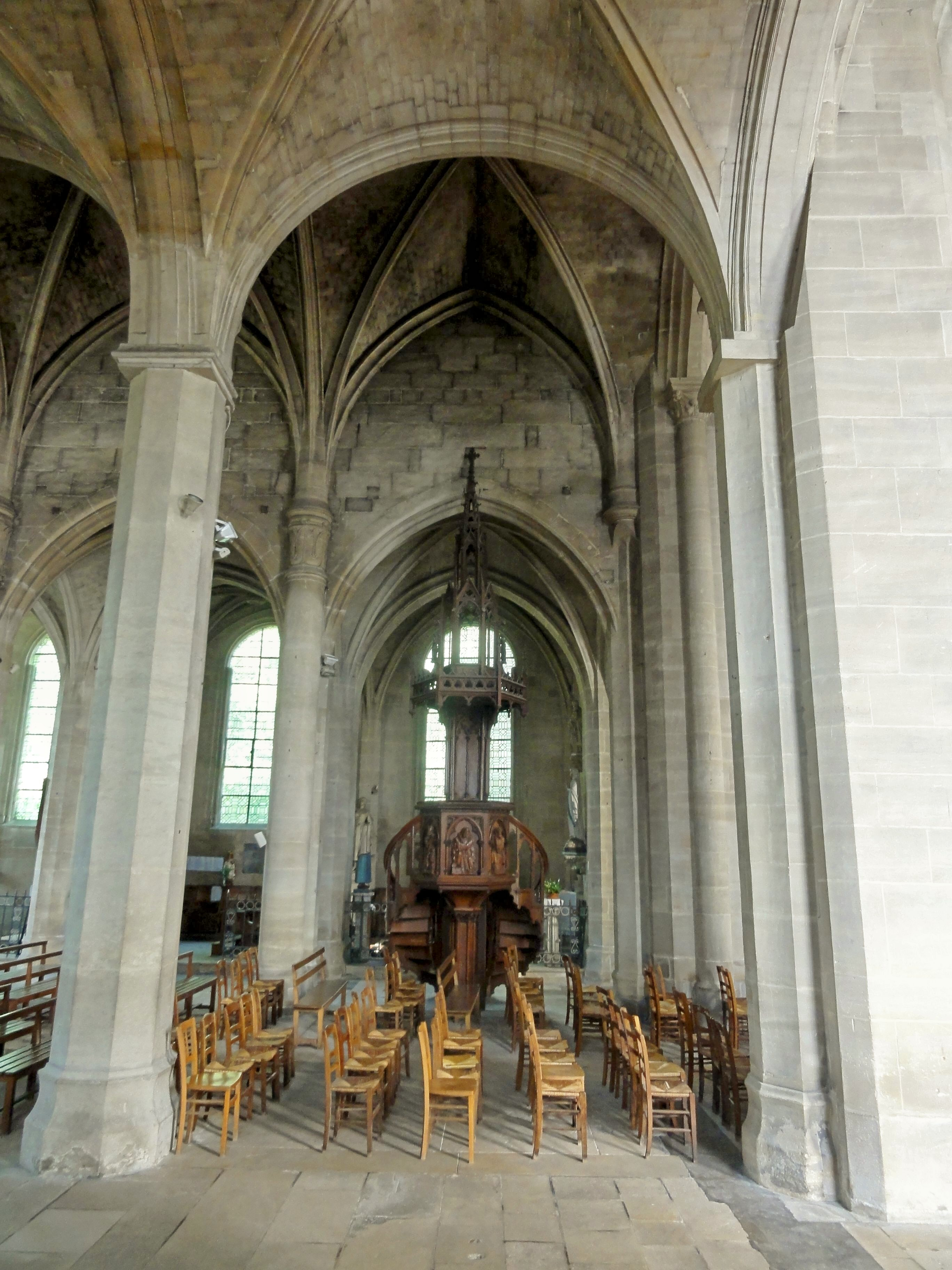
4e travée, vue sud-nord.
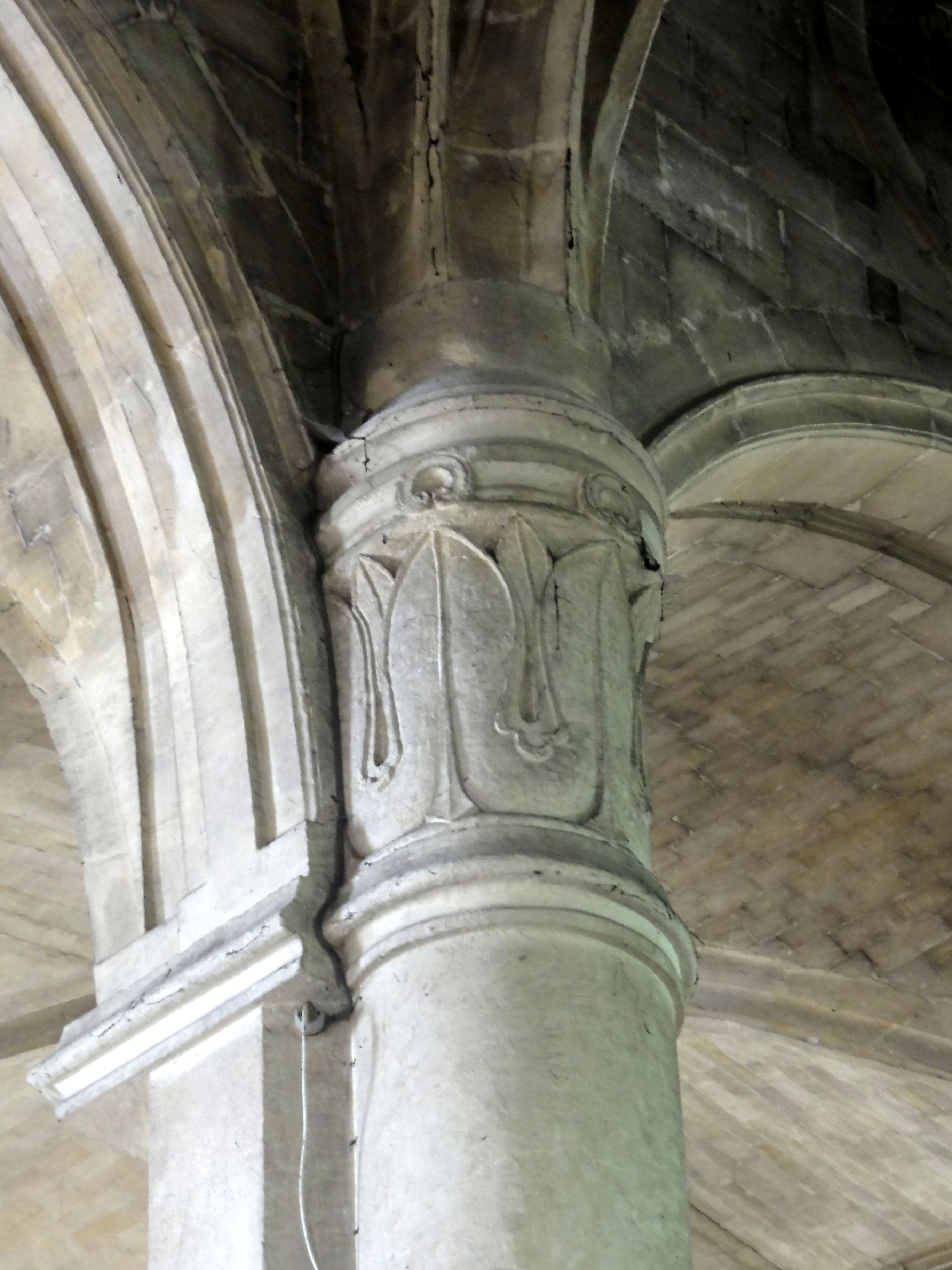
Chapiteau du 2e ordre.

#### Bas-côté nord et chapelles

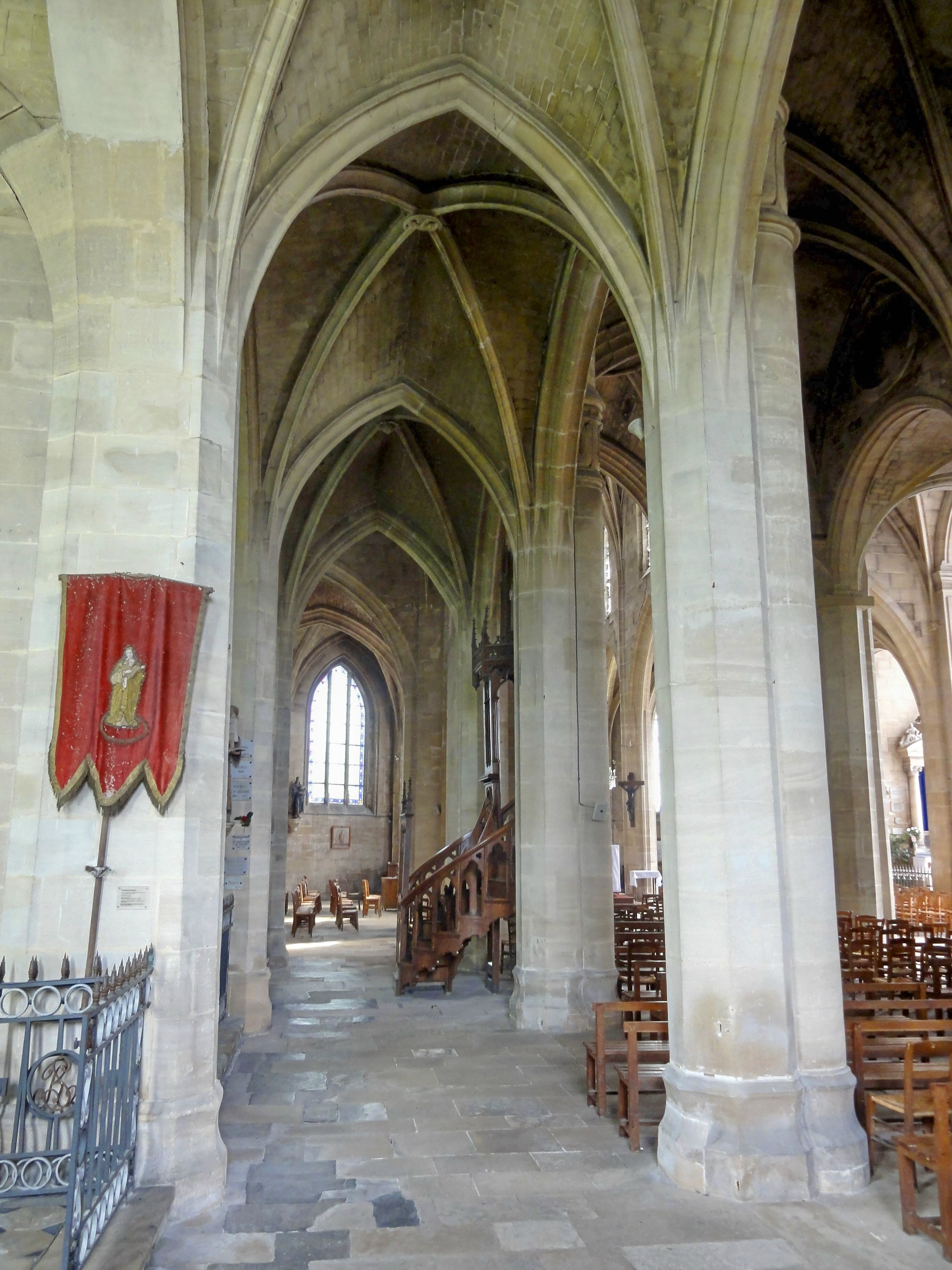
Bas-côté nord, vue vers l'est.

Le bas-côté nord a été édifié en même temps que la nef. Son caractère gothique flamboyant reste bien visible. L'on ne note pas de différence notable entre les premières travées des croisillons et les collatéraux du chœur ; partout, la construction est de bonne qualité. Tout en soignant le profil prismatique des nervures des voûtes, l'architecte a renoncé aux liernes et tiercerons, aux consoles sculptés et aux bases compliquées. Le mur occidental est heureusement ajouré d'une baie qui occupe toute sa largeur. Le mur septentrional n'existe plus. D'après Roland Vasseur, les deux chapelles auraient été bâties entre ses contreforts au XVIIe siècle. Elles comportent toutes les deux deux travées. La chapelle devant les deux premières travées du bas-côté nord est dédiée à saint Roch et abrite la sépulture du marquis de Vallière, dernier seigneur de Magny. Ruinée, elle a été relevée au début du XIXe siècle comme l'indique une inscription. À gauche dans le mur nord, existe toujours la porte en bois vers l'ancienne sacristie de cette chapelle, qui, elle, n'a pas été remise en état. Il y en a une en plein cintre à l'ouest, et deux plus larges en cintre brisé au nord. La seconde chapelle devant la troisième et la quatrième travée du bas-côté nord est consacrée à saint Joseph, mais n'abrite qu'une toute petite statue de son patron. Le bas-relief en plâtre de l'autel représente la mort de saint Joseph, béni par le Christ et pleuré par la Vierge. Il date de la fin du XIXe siècle. La fondation d'une confrérie Saint-Joseph en 1877 a donné lieu à la réunion des anciennes chapelles Saint-Pierre et Saint-François en chapelle Saint-Joseph, pendant la seconde moitié de l'année suivante. À cette occasion, le plafond plat d'origine est remplacé par deux voûtes d'ogives aux nervures pénétrantes et au profil prismatique. Les arcades tout comme les voûtes sont en tiers-point. L'architecture flamboyante des parties orientales est ainsi parfaitement imitée. Seules les fenêtres ne concordent pas ; assez larges et en cintre surbaissé, ce sont les mêmes que dans la chapelle Saint-Roch. Sur le pilier entre les deux arcades, les nombreux ex-voto pour saint Antoine autour de sa statue expriment la gratitude envers ce saint,.

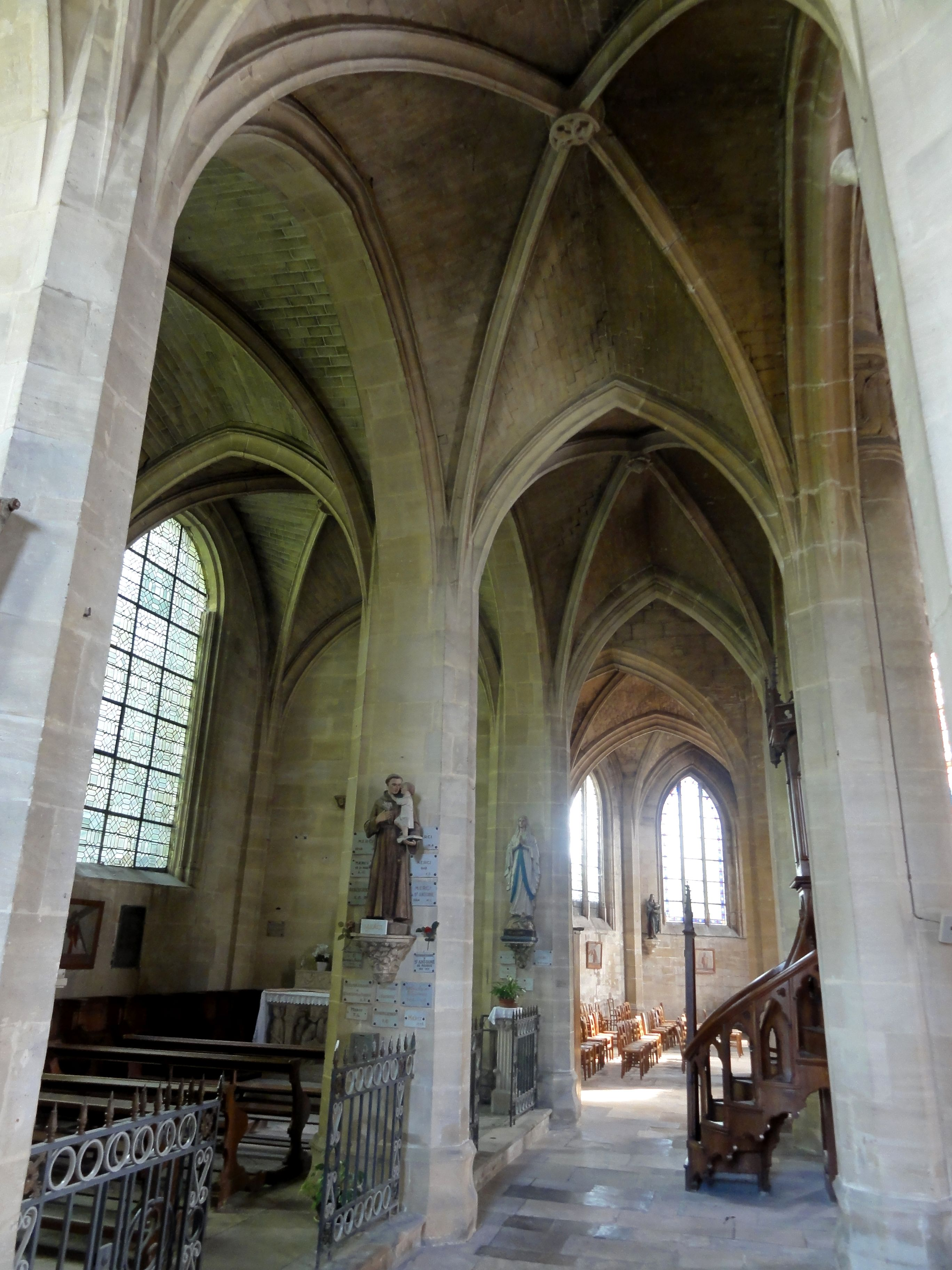
Bas-côté nord, vue vers l'est, et chapelle Saint-Roch.
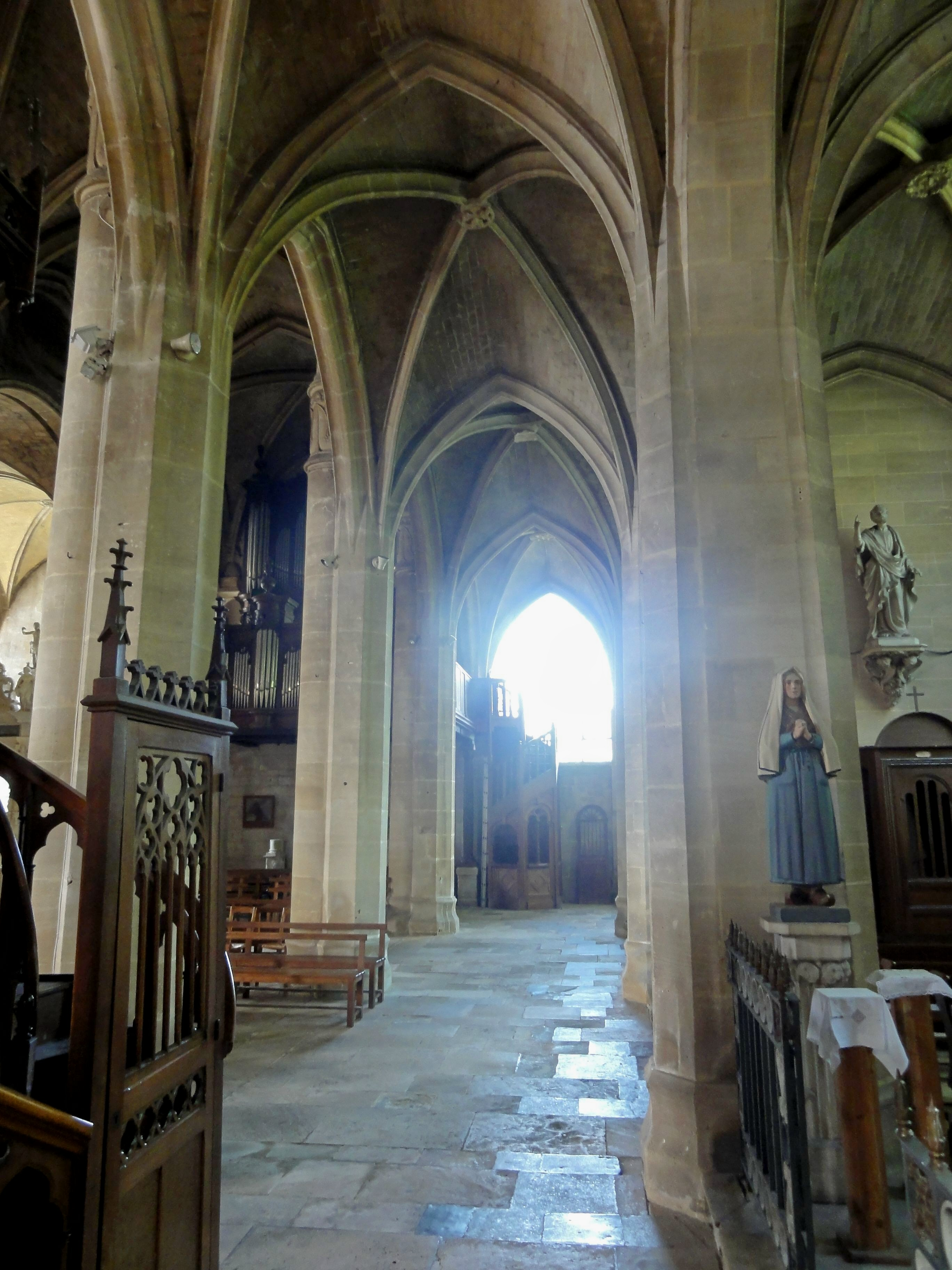
Bas-côté nord, vue vers l'ouest.
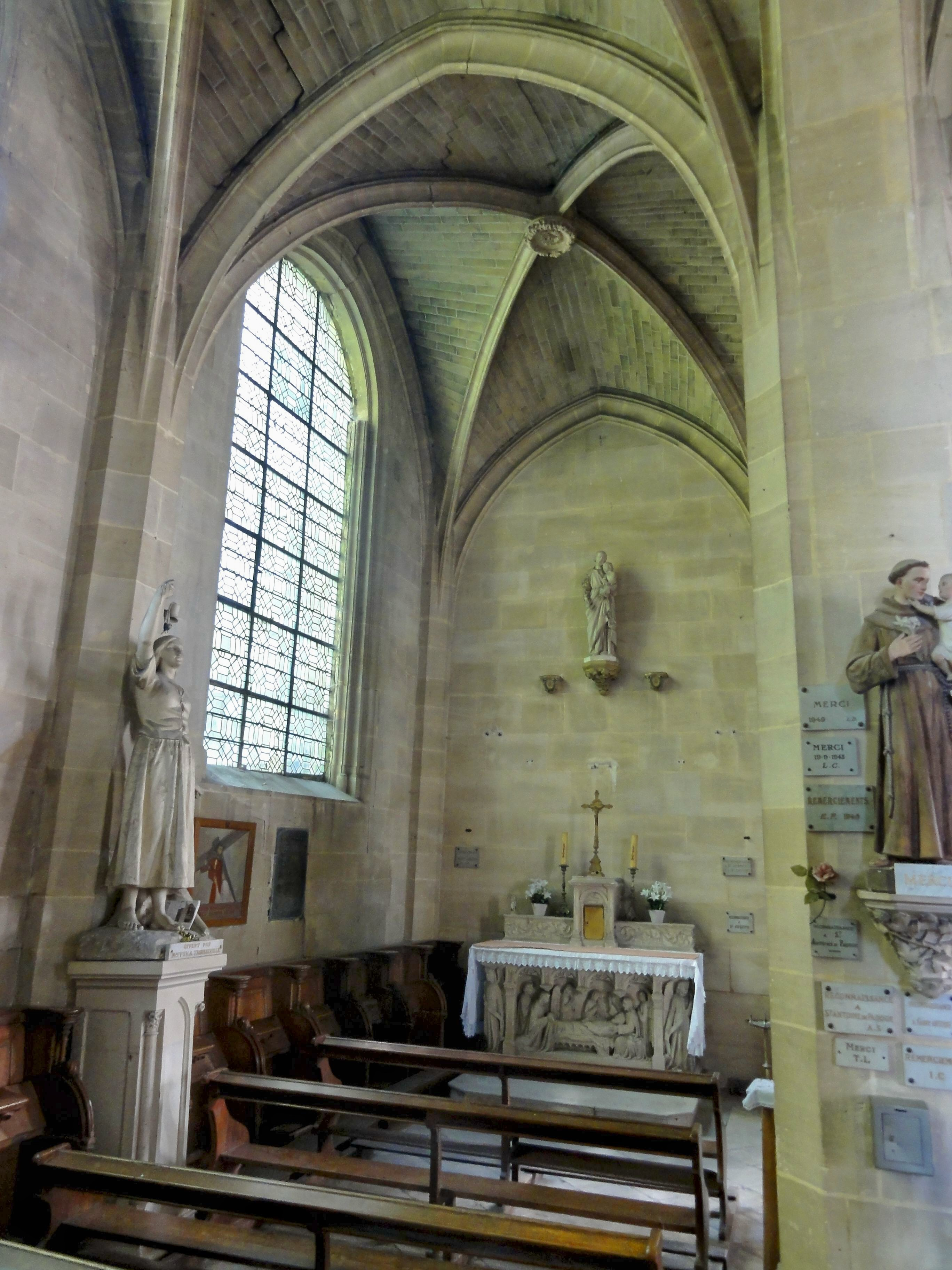
Chapelle Saint-Joseph, vue vers l'est.
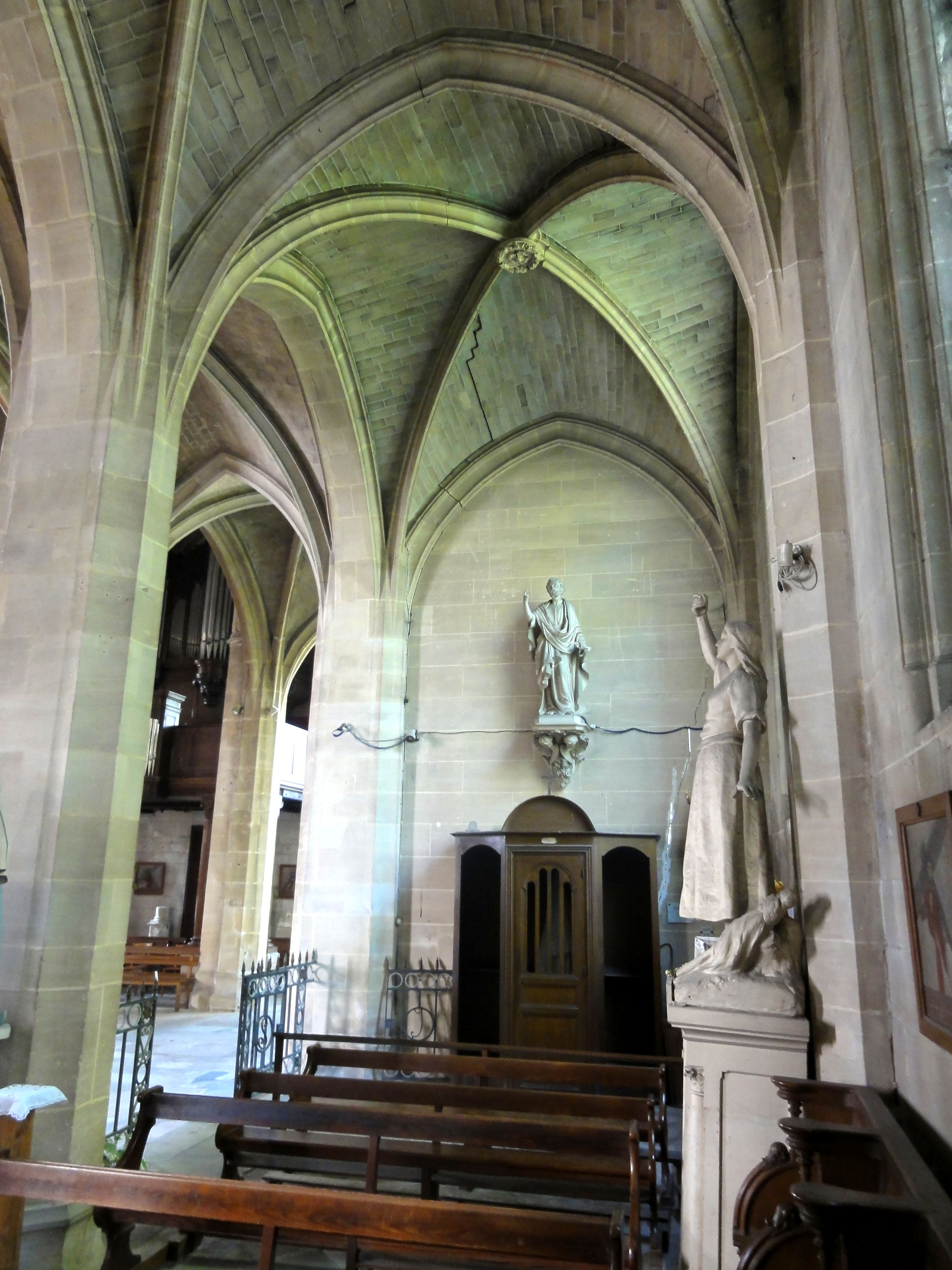
Chapelle Saint-Joseph, vue vers l'ouest.
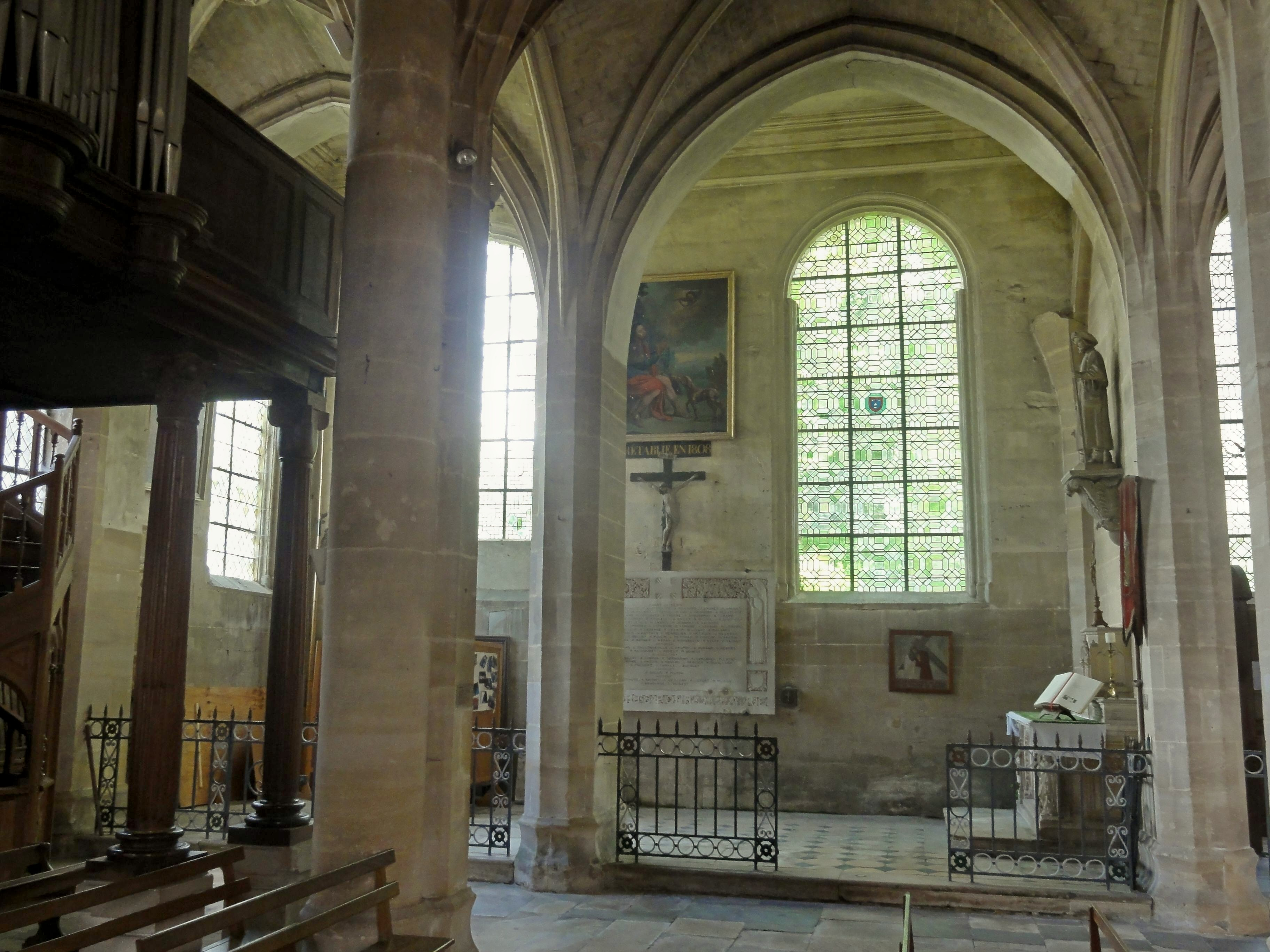
Chapelle Saint-Roch, vue depuis la nef.
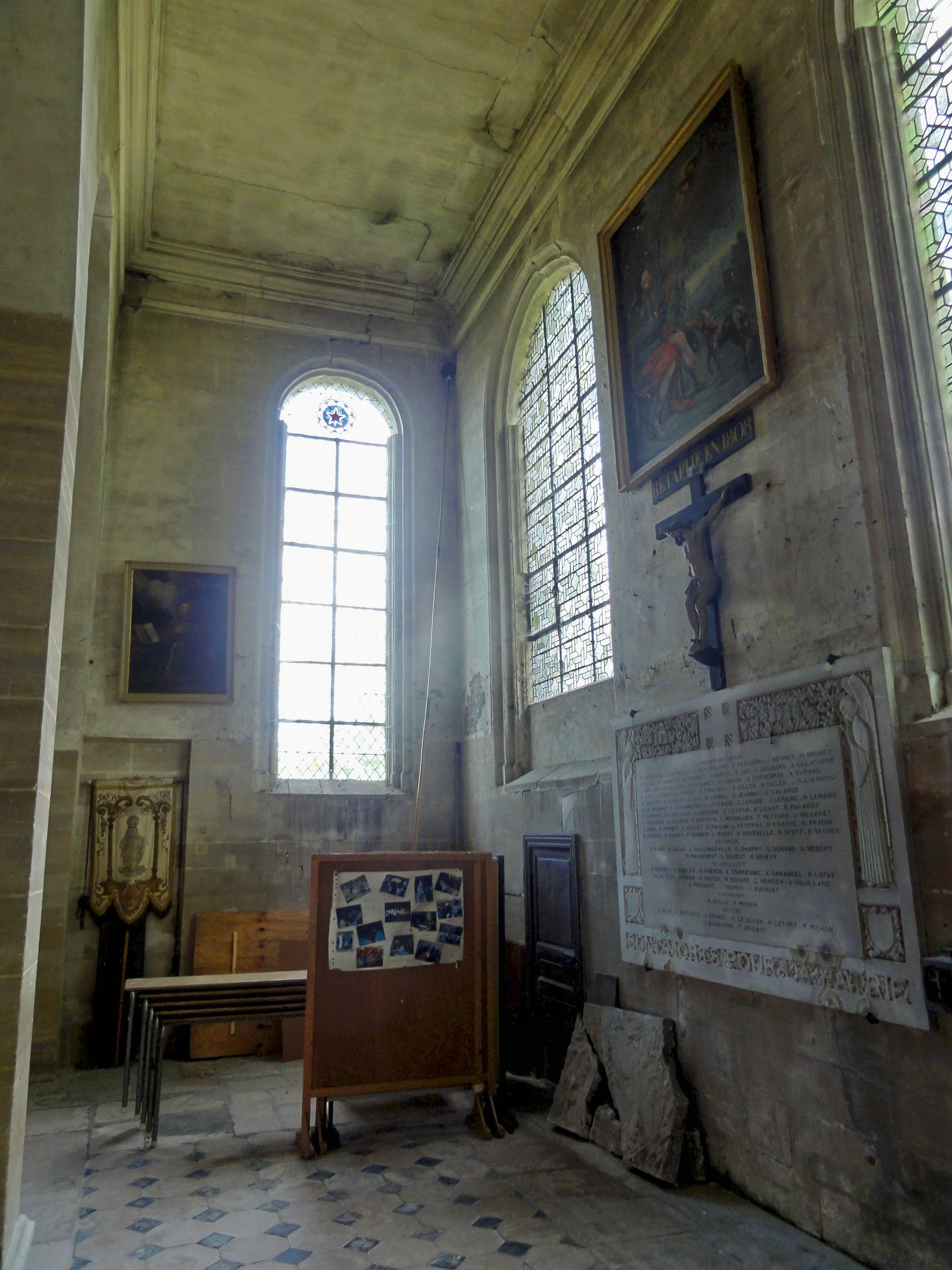
Chapelle Saint-Roch, vue vers l'ouest.

### Extérieur

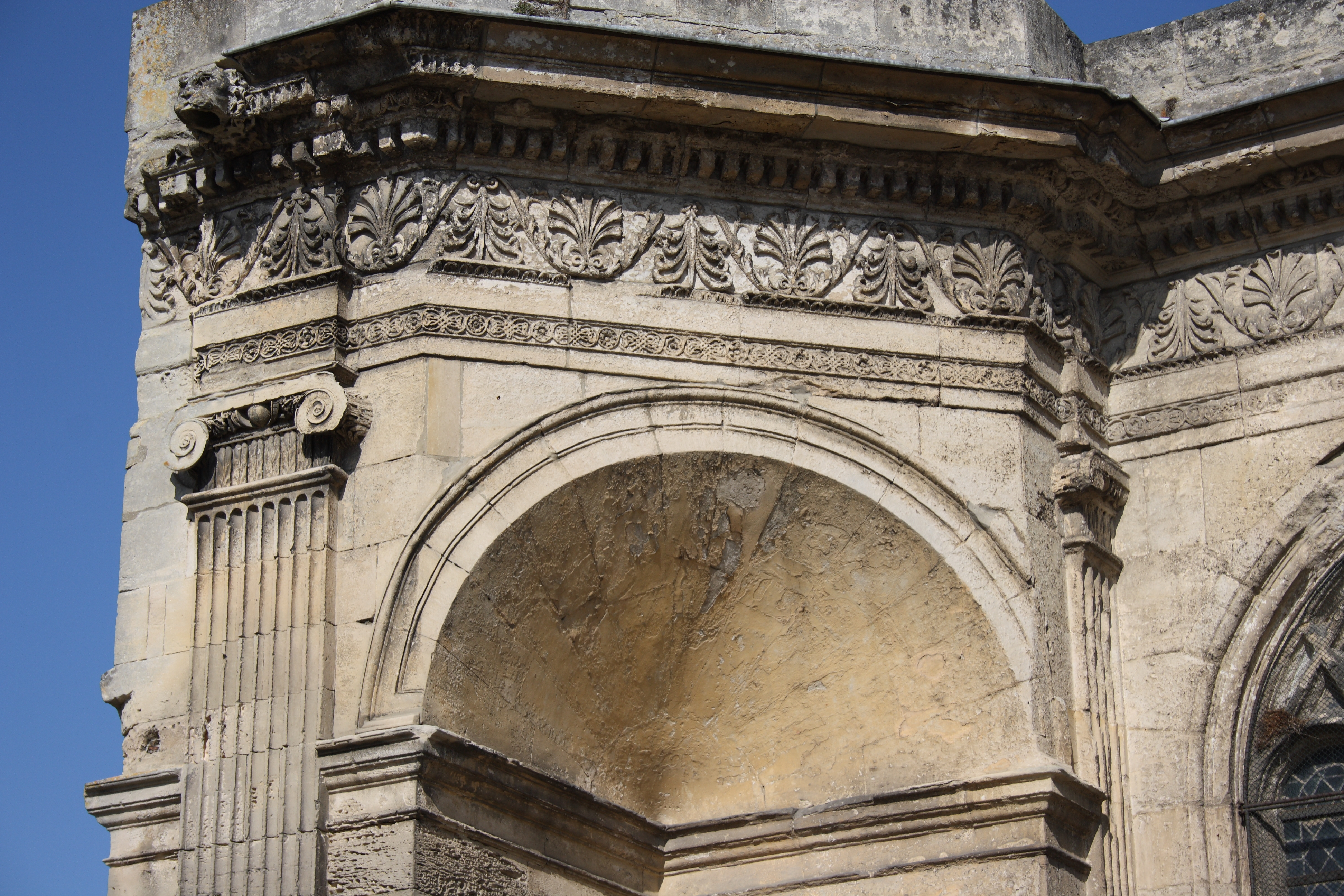
Trompe de l'appendice.

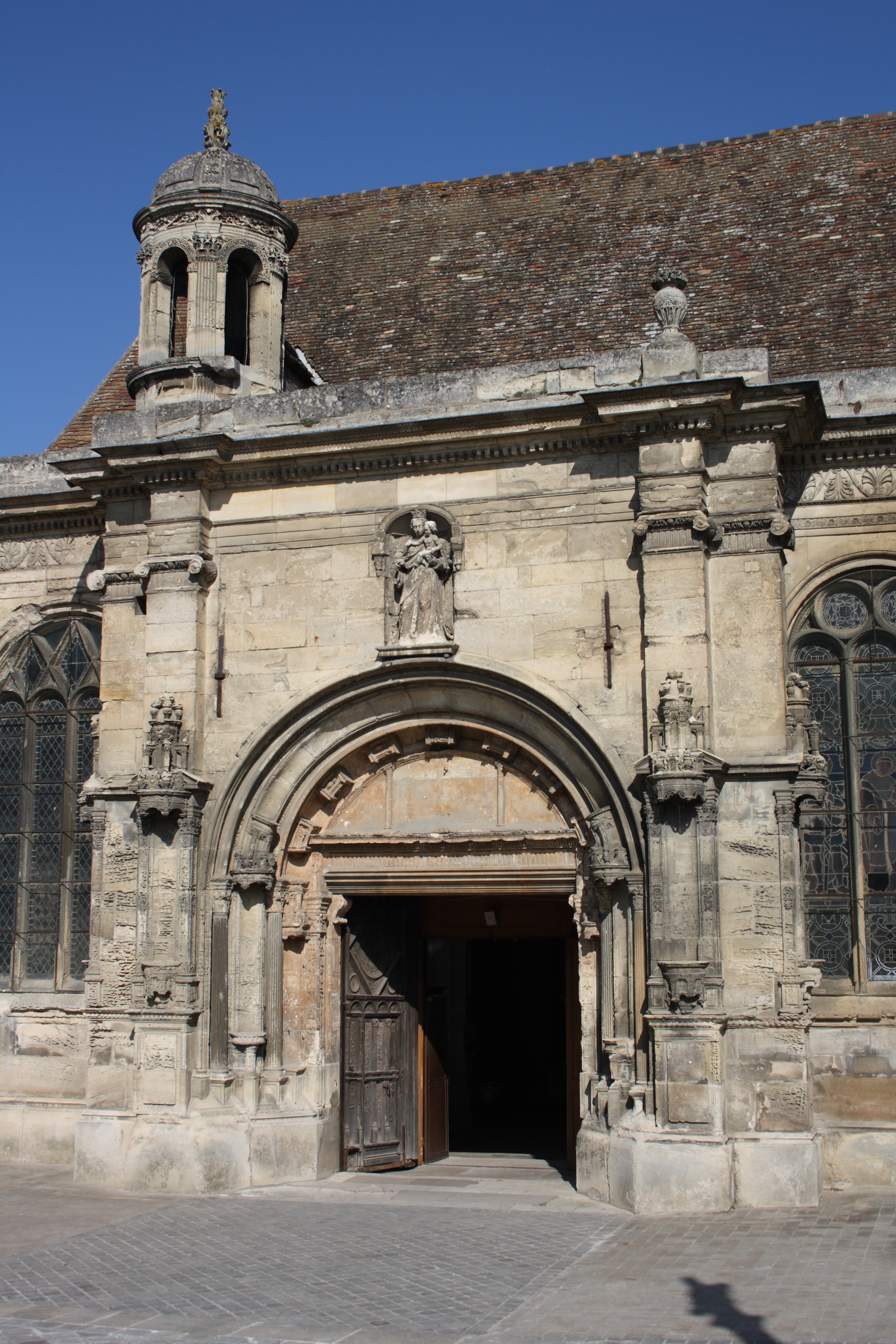
Portail méridional.

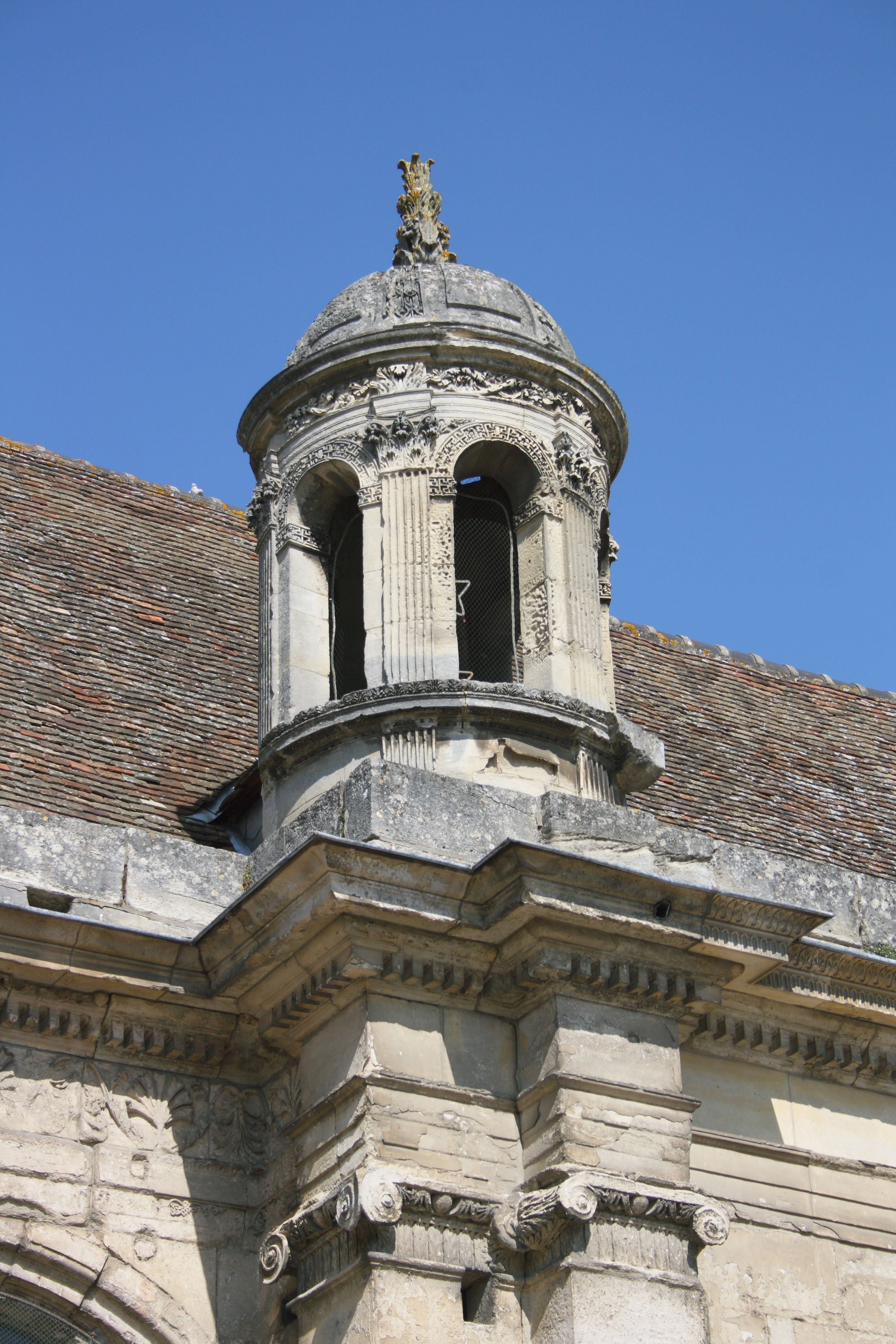
Lanternon.

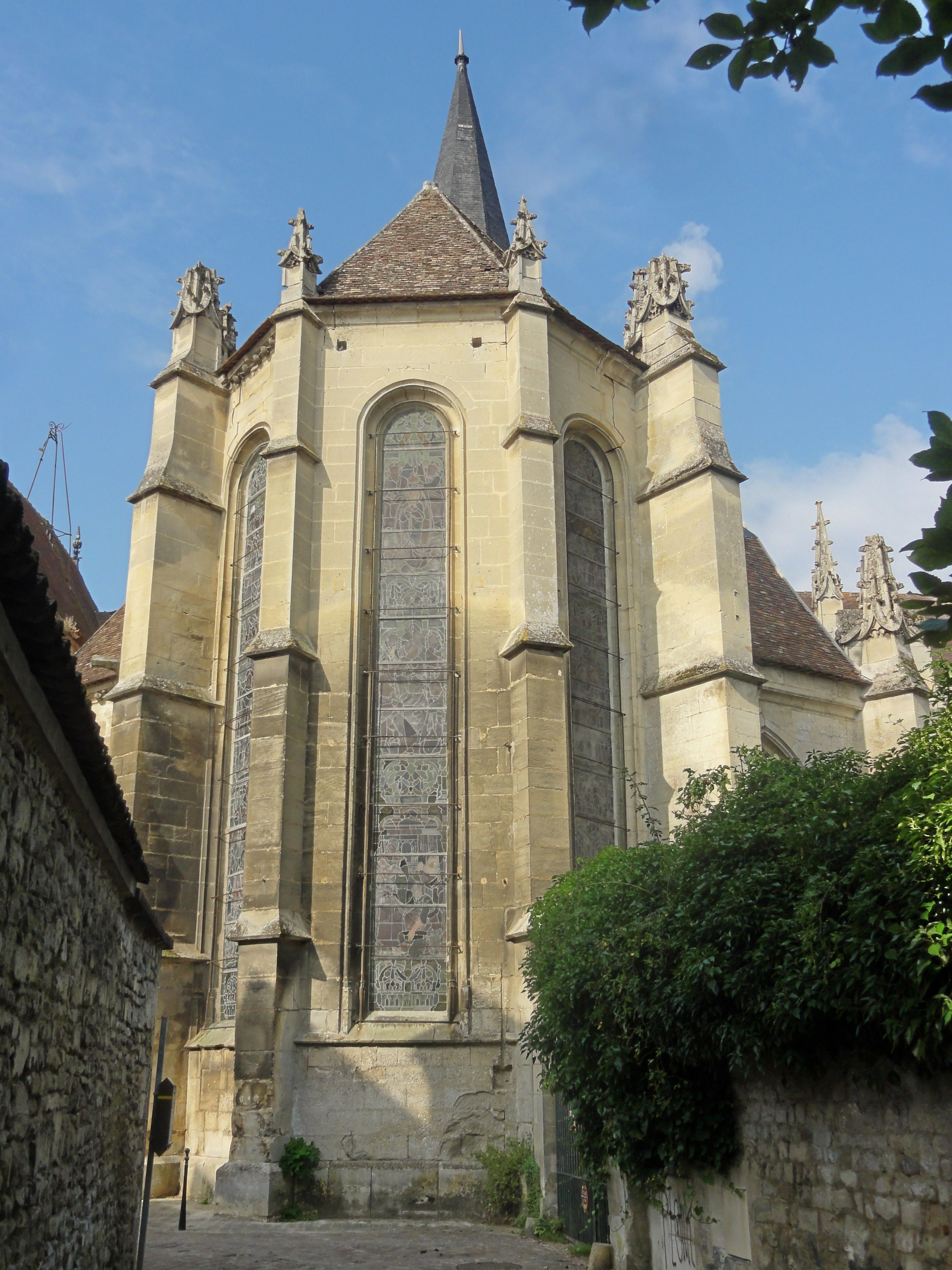
Chevet.

L'extérieur de la plupart des églises permet de deviner l'organisation spatiale intérieure, notamment quand l'économie des moyens a limité les fantaisies architecturales. Il en va autrement de la façade méridionale de l'église Notre-Dame-de-la-Nativité, qui est la seule à être exposée aux regards, car orientée vers la ville. Le modeste clocher recule à l'arrière-plan. Son unique étage n'atteint même pas la hauteur du toit en pavillon du croisillon nord et de la chapelle de la Vierge. Seule l'élégante flèche octogonale en charpente et couverte d'ardoise reste bien visible. Le chœur, autre signe distinctif d'une église, n'est pas non plus perceptible depuis le parvis de l'église. Sa première travée est dissimulée derrière la chapelle de la Vierge, et le parvis s'arrête peu après son chevet et se transforme en une étroite ruelle passant devant l'abside. Ainsi, la silhouette de l'église Notre-Dame paraît assez atypique. L'on distingue deux principales parties : le bas-côté sud du chœur avec ses chapelles à gauche, et la seconde travée du croisillon sud et la chapelle de la Vierge à droite, qui forment une entité nettement plus élevée. Le style de la Renaissance règne sur toute l'élévation.
Du côté du bas-côté sud, le portail méridional est l'élément déterminant. Il occupe la seconde travée, mais son décor déborde sur les travées voisines. Comme il n'y a que quatre travées, le portail ne peut être centré, ce qui crée une certaine tension qui évite la monotonie. La première travée est un peu plus large que les autres et est pourvue d'une large fenêtre à quatre arcatures plein cintre, surmontées par des losanges. Les fenêtres de la troisième et quatrième travée comptent trois arcatures, qui sont surmontées par des oculi ou des losanges. Un avant-corps légèrement saillant et cantonné de deux paires de pilastres ioniques accentue le portail. Chaque pilastre comporte une niche à statue à mi-hauteur, dont les dais prennent la forme de petits édicules. Les niches des pilastres extérieurs sont orientées respectivement vers l'ouest et l'est, et non vers le spectateur. Les pilastres supportent un entablement d'ordre toscan, qui est aussi présent à l'intérieur, contrairement à l'ordre ionique. Entre l'entablement et les voussures de la quadruple archivolte du portail, reste suffisamment de place pour une niche à statue assez simple, qui est trop petite pour la Vierge à l'Enfant qu'elle abrite, et qui est une pièce rapportée. Deux des archivoltes retombent sur les chapiteaux de colonnettes cannelées, alors que des niches à statues supplémentaires trouvent leur place sous la retombée des deux autres archivoltes. L'archivolte inférieure est agrémentée d'une série de petits édicules à colonnettes, entre lesquels des statuettes trouvaient sans doute leur place avant la Révolution. La même disposition se trouve sur l'église Saint-Eustache de Paris. Le tympan est presque nu et seulement subdivisé par deux colonnettes en bas-relief ; c'est le principe de la baie thermale qui s'accommode mal avec l'esthétique du portail. Les deux vantaux en bois taillé datent d'origine. Celui de gauche illustre la Nativité de la Vierge, et celui de droite montre une Pietà, mais les têtes des personnages ont malheureusement été bûchées à la Révolution.
Tout à gauche, un appendice fait saillie devant la façade sud. Roland Vasseur suppose que cet élément d'un plan triangulaire devait donner le départ à une extension de la nef et des collatéraux vers l'ouest, qui a définitivement été projeté comme l'indique le mur occidental à caractère provisoire. Des pierres d'attente, l'absence de décoration et l'absence de portail reflètent assez ce caractère provisoire. Le pignon est toutefois garni de crochets dans le goût de la période flamboyante, ce qui montre que les projets ont évolué avec le temps. Reste que l'appendice est homogène avec la façade méridionale du bas-côté ; l'on y voit le même entablement qui, comme sur la première, la troisième et la quatrième travée, est garni de palmettes, alors qu'il reste nu au-dessus du portail. La seule différence est la cannelure du pilastre à l'extrême gauche, qui est absente ailleurs. Entre ce pilastre et le bas-côté sud, l'architecte a ménagé un renfoncement couvert par une trompe. D'autres détails de la façade sont des vases à fleurs qui couronnent le pilastre à droite du portail et le contrefort entre la troisième et la quatrième travée, et le chapiteau attique de ce contrefort. Tout à gauche, un lanternon tout à fait remarquable émerge du toit. De plan rond, il est percé de six arcatures plein cintre dont les intrados sont décorés de grecques, et qui reposent sur des pilastres corinthiens. L'entablement est richement orné de rinceaux, et un épi de pierre couronne le dôme. Ce lanternon éclaire une tourelle d'escalier donnant accès aux combles. D'inspiration assurément italienne, il n'a pas son pareil dans le Vexin, excepté deux lanternons pleins sur l'église de Vétheuil.
La façade commune de la seconde travée du croisillon sud et de la chapelle de la Vierge donne une image de générosité grâce aux deux vastes baies qui les éclairent. Comme déjà évoqué, il s'agit de baies à cinq formes, ce qui est assez rare. L'on peut saluer qu'une rupture de style avec le bas-côté sud, construit pourtant une quarantaine d'années plus tôt, a été évitée. Le remplage des fenêtres reprend l'esprit du bas-côté sud, où le motif des losanges se trouve déjà. La rosace est quant à elle une forme répandue à l'époque gothique, avec toutefois des réseaux plus élaborés. Deux contreforts orthogonaux se situent à chacun des deux angles de la façade, et un autre se trouve à l'intersection entre les deux travées. Ces contreforts sont agrémentés de colonnes corinthiennes, qui ne commencent qu'à mi-hauteur. Ces contreforts soutiennent un entablement, dont la corniche est agrémentée d'olives et de perles, et dont l'architrave est décorée de grecques, au-dessus d'une succession de consoles et de visages. Au-dessus des contreforts, les architraves arborent en outre des têtes de lion. La corniche supporte une balustrade aveugle, qui cède la place à des attiques avec frontons (celui de droite ayant disparu) au milieu de chacune des deux travées. Les attiques sont amortis par des ailerons et scandés verticalement par des pilastres corinthiens, qui encadrent respectivement une horloge et un cadran solaire au centre, ainsi que des niches à statues aux extrémités. Un vase se dresse au-dessus de chacun des pilastres corinthiens. À en juger par la sobriété de l'abside, la façade gothique flamboyant qui a été démolie pour laisser la place à ces deux travées du début du XVIe siècle devait être sans grand intérêt. L'abside ne se remarque que par ses pinacles à crochets qui amortissent ses contreforts à quatre larmiers intermédiaires, ainsi que par une corniche assez intéressante qui se limite toutefois au mur sud du chœur et au pan sud-est de l'abside. Elle comporte des monstres, des personnages et des éléments végétaux dans le style de l'art flamboyant. Les mêmes pinacles que sur l'abside terminent les contreforts du collatéral nord du chœur. Bien que non visible depuis le domaine public, l'élévation nord n'est pas dépourvue d'ornementation, mais elle reste plus sommaire et évoque ainsi la froideur du style classique à venir.

## Mobilier
Parmi le très riche mobilier, le baptistère de 1534 et les priants de la famille de Villeroy attirent particulièrement l'attention, et dix-sept éléments au total sont classés monuments historiques au titre objet.

### Baptistère

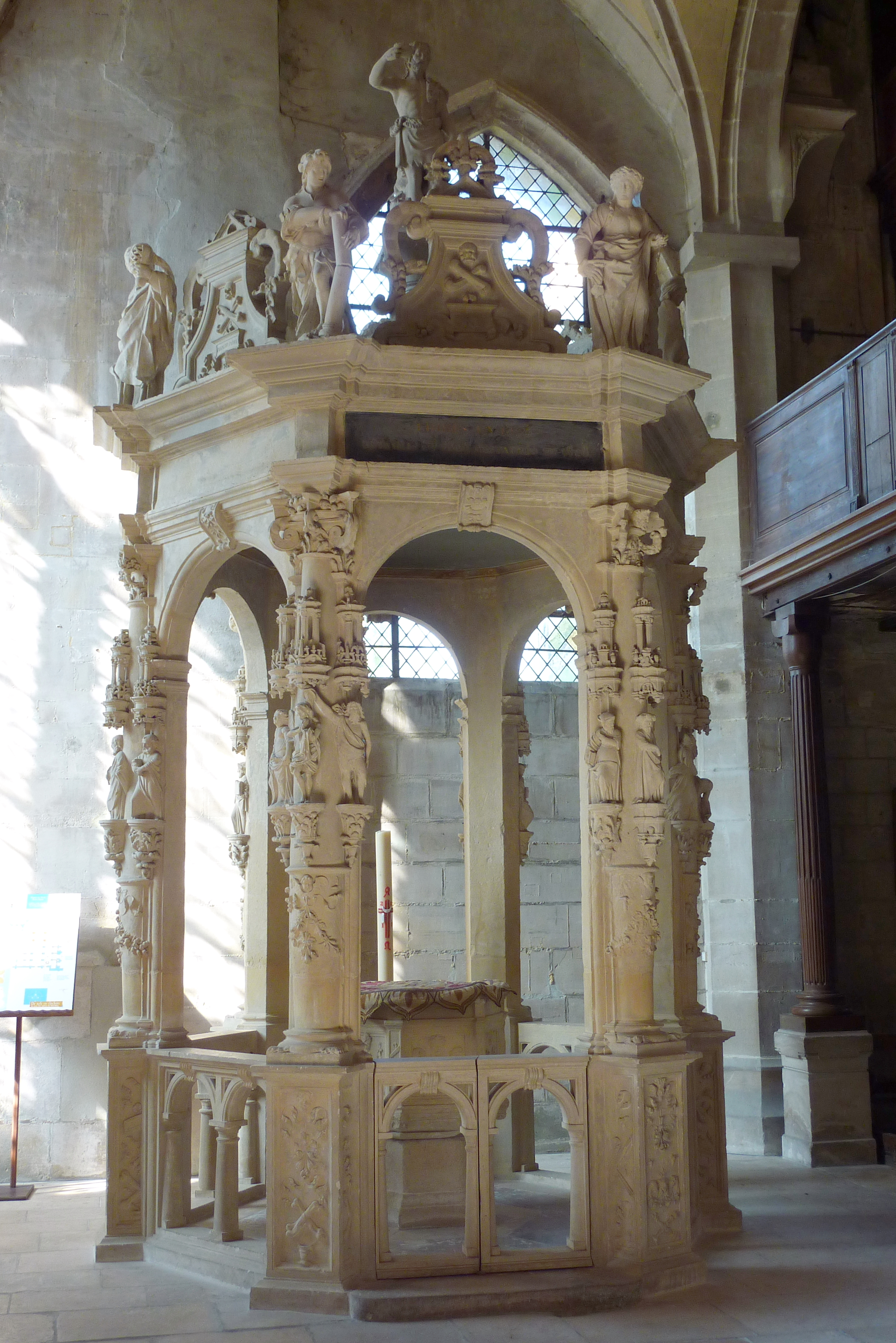
Baptistère.

Le baptistère est un édicule de style Renaissance dans la première chapelle du bas-côté sud, en même temps chapelle Sainte-Thérèse. Jusqu'à une restauration en 1838, son emplacement était au début du bas-côté nord. Ce n'est non seulement la principale curiosité artistique de l'église, mais pour la qualité de son décor, le symbolisme de son iconographie et son caractère unique, c'est même l'une des œuvres majeures de la Renaissance dans toute l'Île-de-France. Les baptistères à dôme ou à baldaquin sont devenus très rares depuis la Révolution, et la plupart sont exécutés en bois. On compare souvent le baptistère de Magny à celui de l'église Notre-Dame de Lampaul-Guimiliau (Finistère), qui est cependant en bois. En Bretagne, l'on ne trouve en pierre que celui de l'église Notre-Dame de Bodilis, exécuté en granit. Mais ce baptistère ainsi que tous les autres que compte la Bretagne ne datent que du XVIIe siècle, sauf celui de l'église Notre-Dame de Trédrez, à Trédrez-Locquémeau. Il date de 1540 et est de style flamboyant. Daté de 1534 sur un pilastre, celui de Magny représente donc probablement le plus ancien baptistère Renaissance de France. Par ailleurs, dans le Vexin français, l'église Saint-Josse de Parnes est la seule à posséder également un baptistère,.
L'édicule est de plan hexagonal, qui est donc logiquement adopté également pour la cuve baptismale. Les fonts baptismaux hexagonaux sont également rares. Le décor est ici constitué d'emblèmes funèbres en référence à l'Épître aux Romains, 6, 3-4 : le baptême est lié à la mort. — Sur cinq des six faces de l'édicule, des stylobates supportent six fins piliers carrés contre lesquels des pilastres sont adossés. Leurs chapiteaux affichent un décor qui mêle de petites figures à un décor végétal comme dans le double collatéral nord de la cathédrale Saint-Maclou de Pontoise. Ils supportent des arcades en plein cintre et des entablements, qui ressautent au-dessus des piliers. Chaque entablement est agrémenté d'un petit fronton incurvé à volutes latérales. Derrière les entablements, se dissimule le baldaquin qui n'est pas visible en regardant le baptistère de face. Il symbolise la voûte céleste. Mais ce contexte architecturé ne forme que le cadre pour les nombreuses sculptures qui font la richesse du baptistère. Chacun des six piliers porte trois niches à statues, formées par des socles et des dais. Le plus important des groupes à trois personnages représente le Baptême du Christ dans le Jourdain par saint Jean-Baptiste, le troisième personnage étant un ange. Le Christ n'est pas authentique, car en 1878, sa place était provisoirement occupée par une sainte Véronique en bois. La Décollation de saint Jean-Baptiste est la scène la plus impressionnante. Un autre groupe comporte saint Pierre et saint Paul et un autre apôtre, mais les têtes ont été refaites en plâtre. Les trois autres groupes appartiennent à l'Ancien Testament. L'on reconnaît Moïse, cornu et tenant les Tables de la Loi, à côté de David jouant de la Harpe. Le troisième personnage du groupe ainsi que ceux des deux derniers groupes sont des Prophètes, mais les attributs faisant défaut, il est difficile d'établir leur identité,.
Des statues autrement grandes que celles des niches occupent aussi la corniche autour du dôme. Sur chacun des six angles, l'on trouve une Vertu incarnée par une personne féminine accompagnée d'un ou plusieurs attributs. La statue de saint Jean-Baptiste qui occupe le sommet du dôme n'y a été placée qu'en 1838 et ne fait donc pas partie de l'œuvre. La Prudence est représentée avec une sphère armillaire qui résulte peut-être d'une mauvaise interprétation du miroir rond habituel. Roland Vasseur qualifie cet attribut d'aberrant et n'exclut pas qu'il s'agisse en réalité de l'Espérance. Des représentations semblables de la Prudence n'existent qu'en l'église Notre-Dame de Vétheuil et sur l'un des panneaux du buffet d'orgue, accompagnée d'une légende. — La Force est coiffée d'un casque à tête de lion et brise une colonne censée être celle de Samson. La Justice tient une épée et une balance qui sont brisées. La Charité accueille des enfants, et la Foi élève ostensiblement un calice. Ainsi, deux des trois Vertus théologales sont symbolisées, voir toutes les trois, et trois des quatre Vertus cardinales : manque la Tempérance. Ce ne sont donc plus que cinq Vertus, la sixième s'étant perdue, et l'on ignore si c'était l'Espérance ou la Tempérance. Elle a été remplacée par une statue de saint Joseph.
Le baptistère est classé monument historique au titre objet depuis 1907. Il est généralement attribué à Jean Grappin en raison de la proximité du style avec les niches du portail sud, daté de 1548 et qui est également susceptible d'être une œuvre de cet architecte de Gisors. Roland Vasseur donne cependant à réfléchir que Jean Grappin n'avait que vingt-quatre ans en 1534, ce qui pourrait faire douter qu'il réalise déjà une œuvre aussi accomplie en cette année,,.

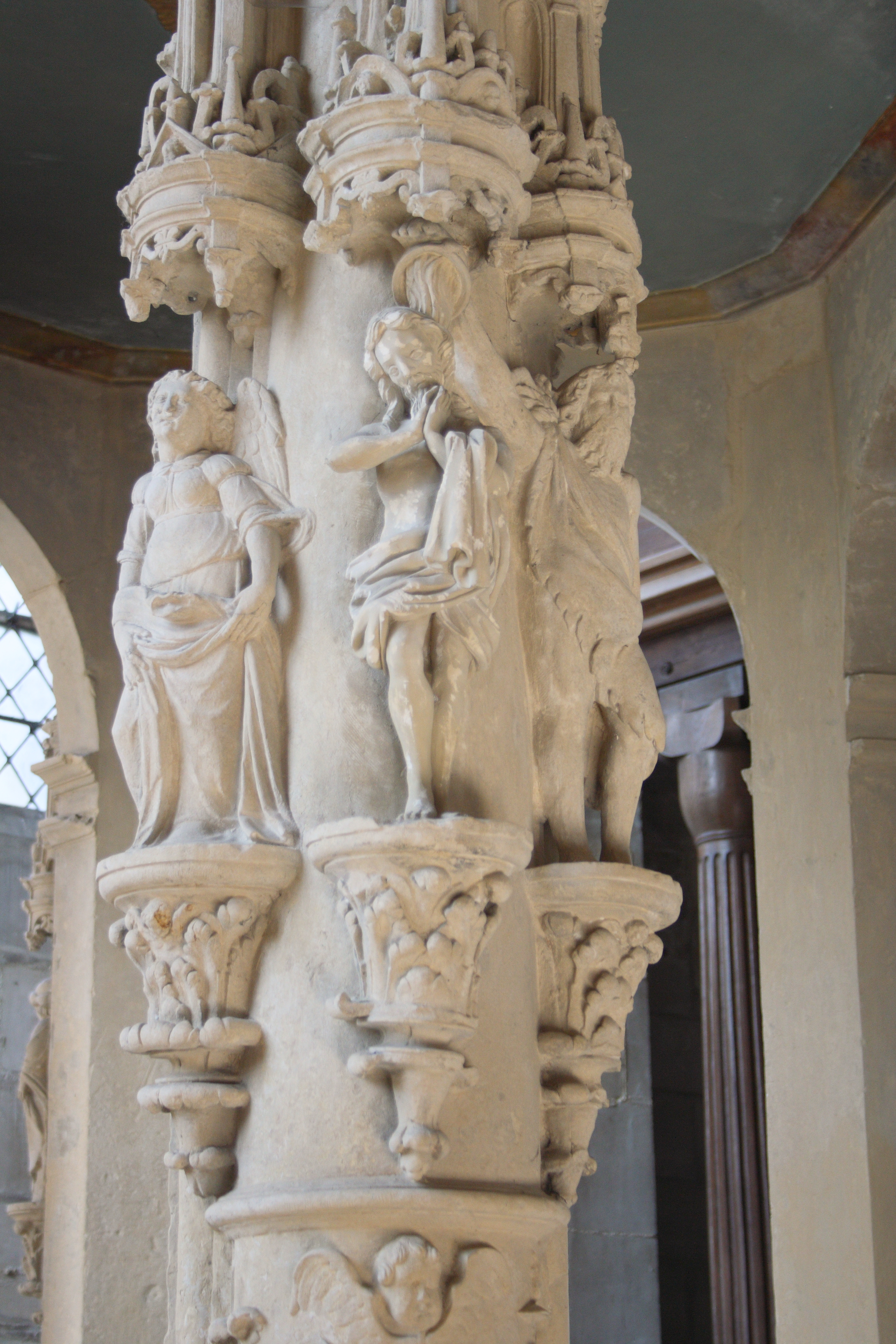
Baptême du Christ par saint Jean-Baptiste.
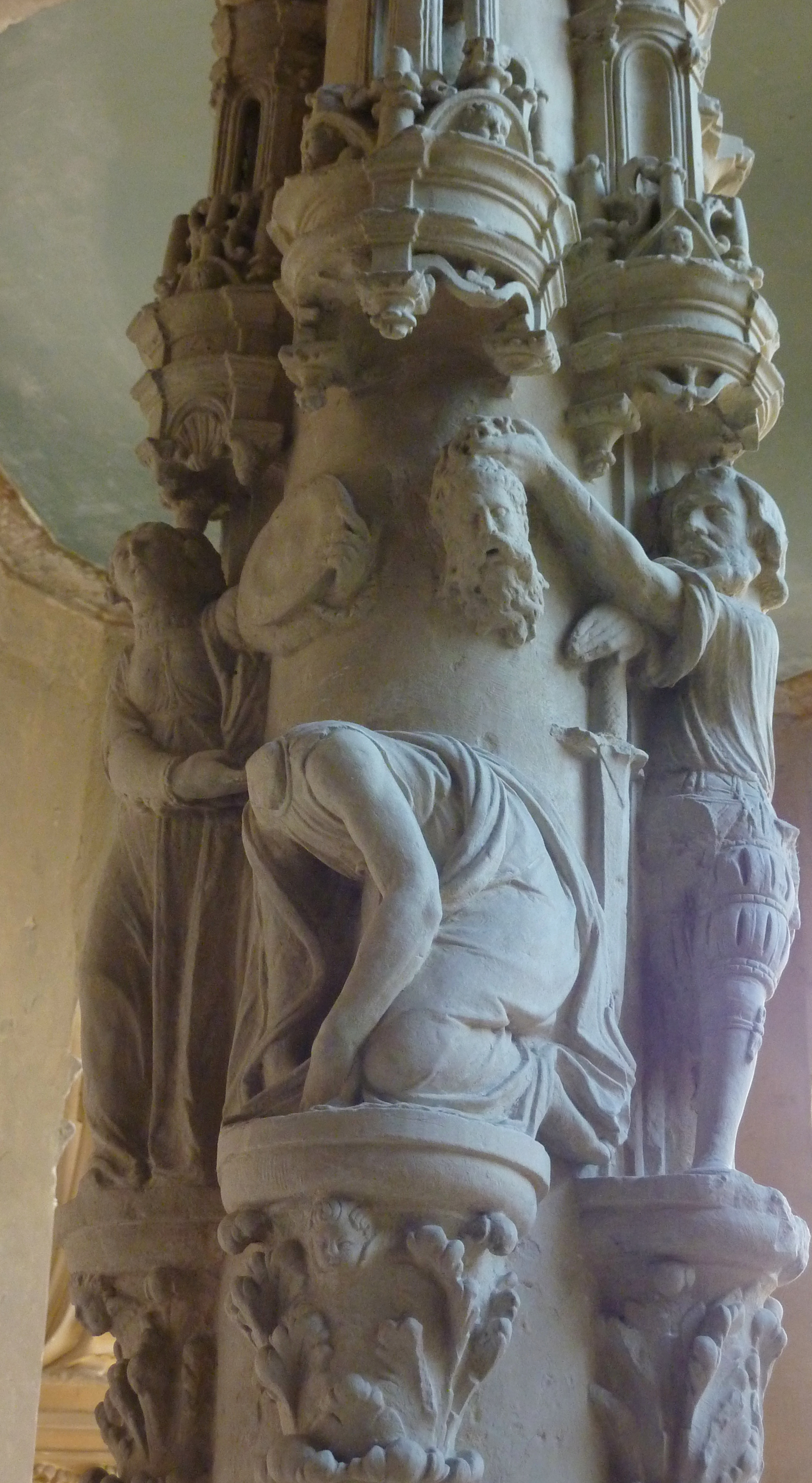
Décollation de saint Jean-Baptiste.
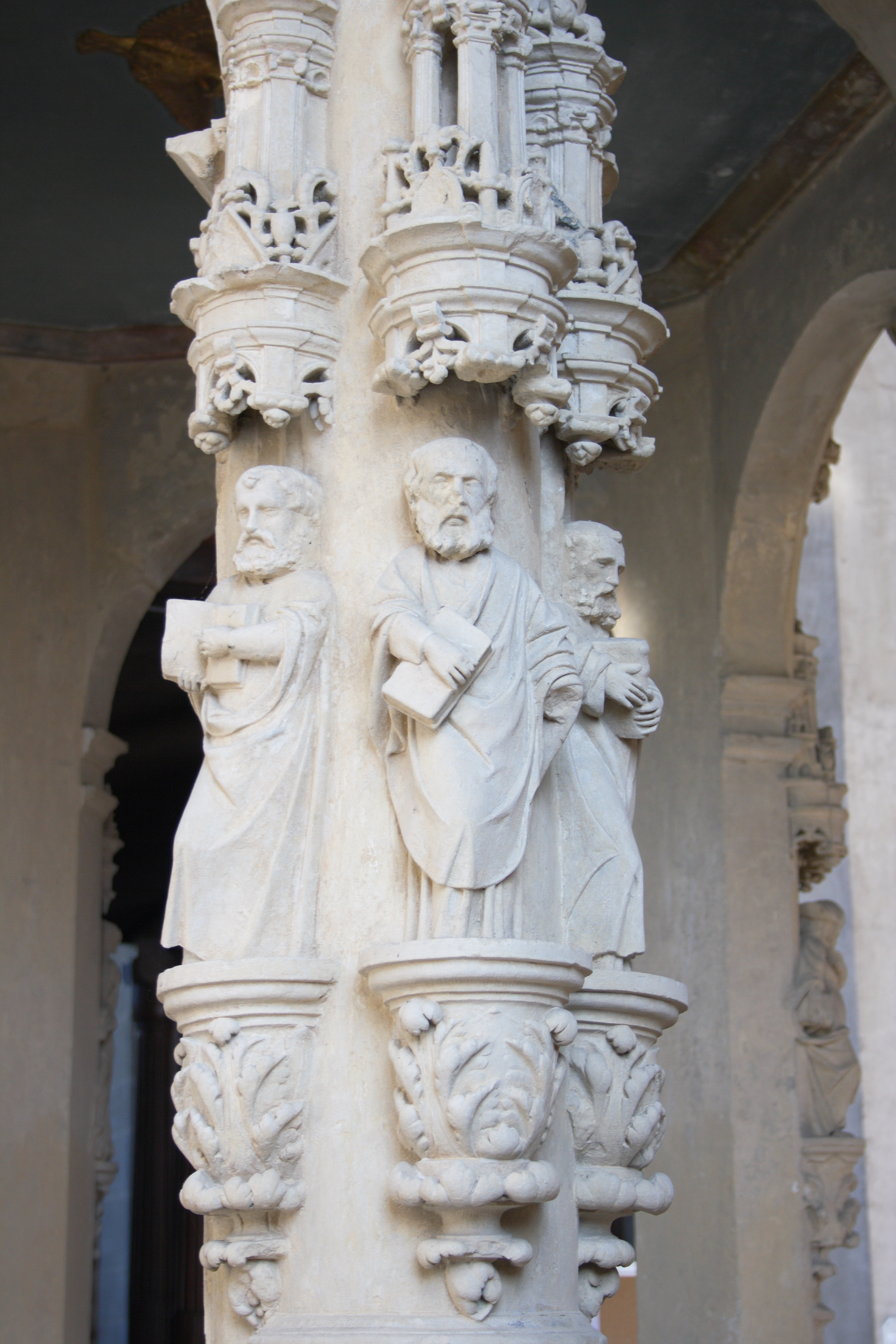
Saint Pierre et saint Paul.
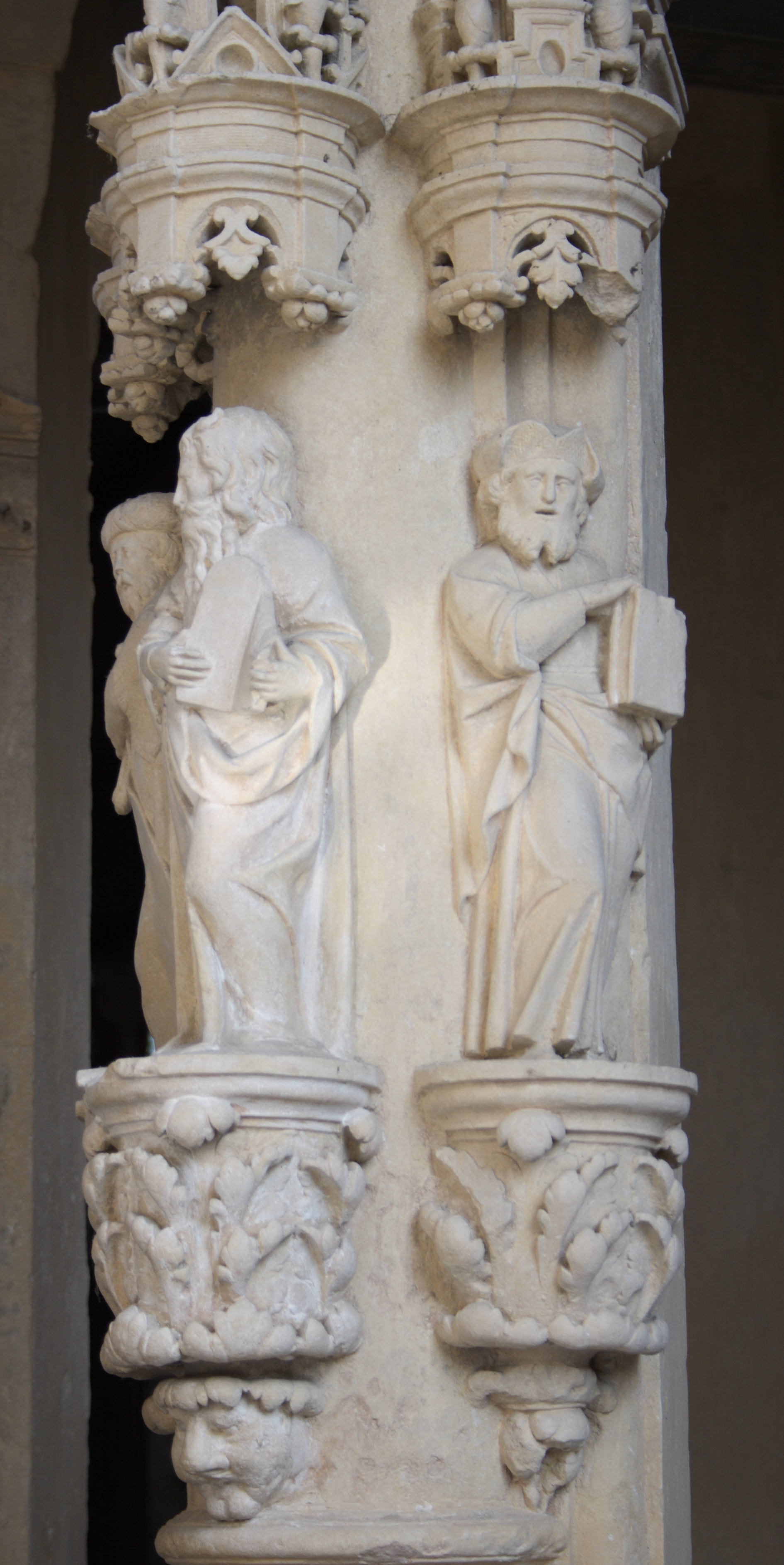
Moïse (à gauche) et un prophète.
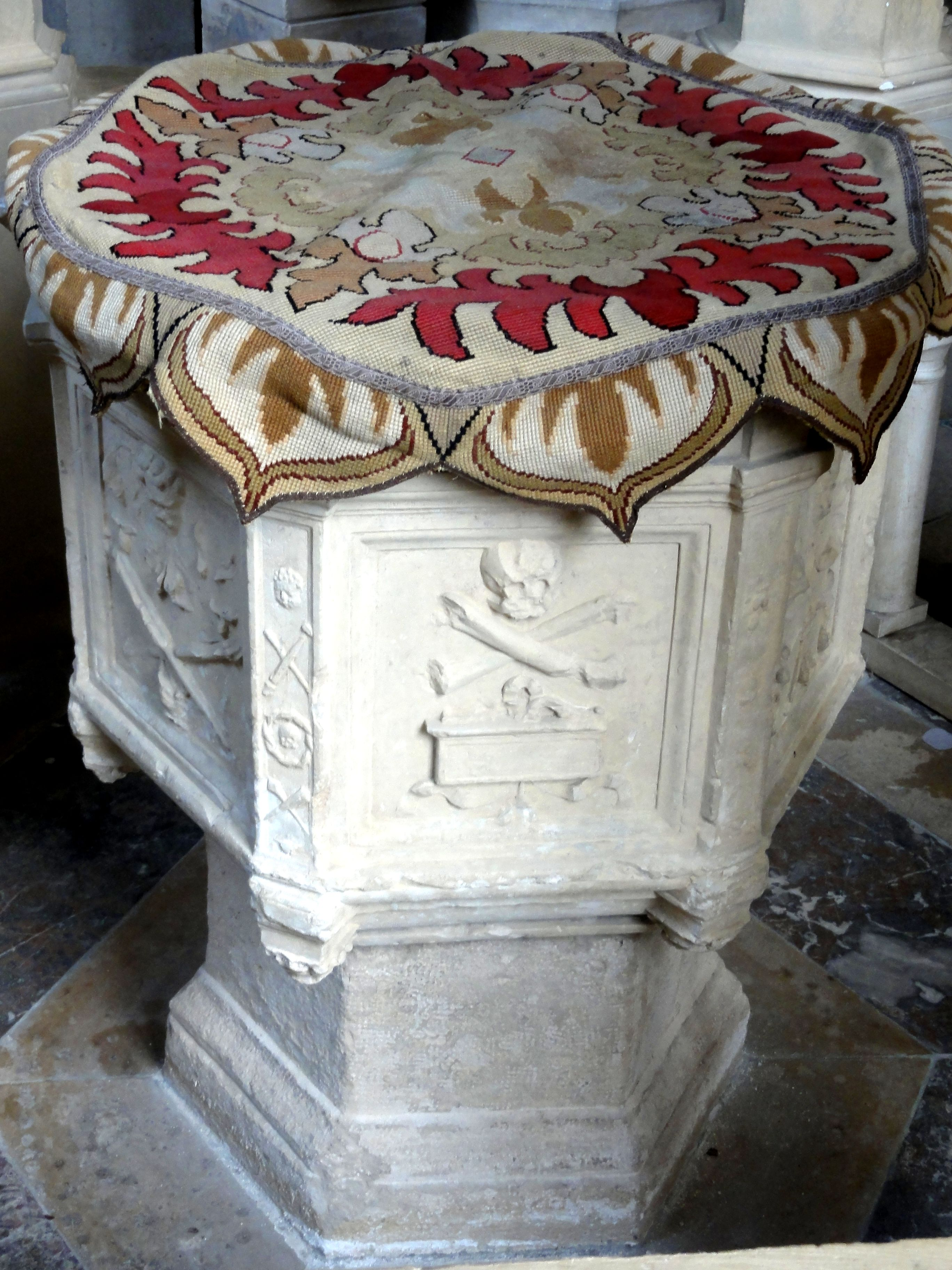
Fonts baptismaux.
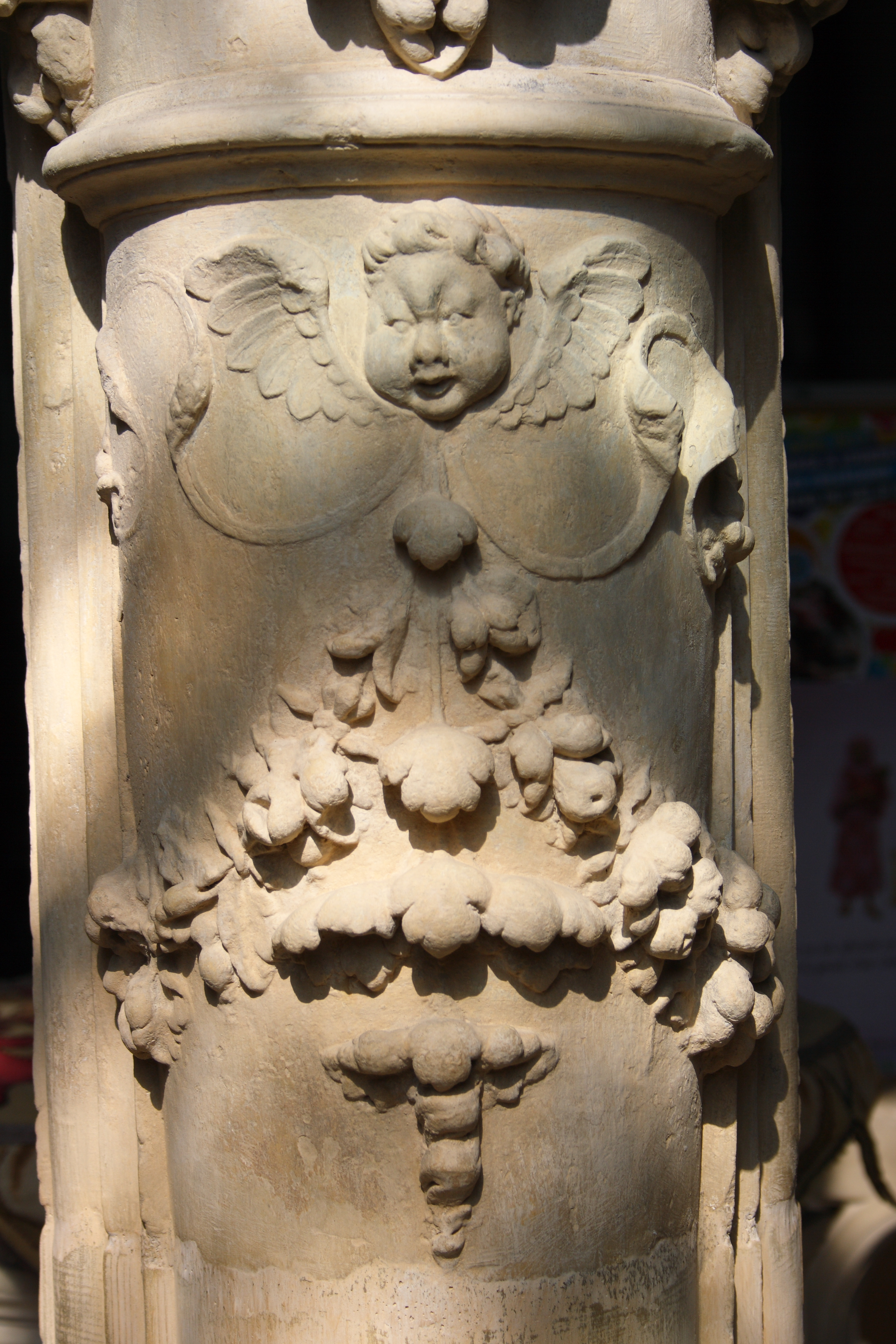
Décor en dessous des niches.

### Tombeaux des Villeroy

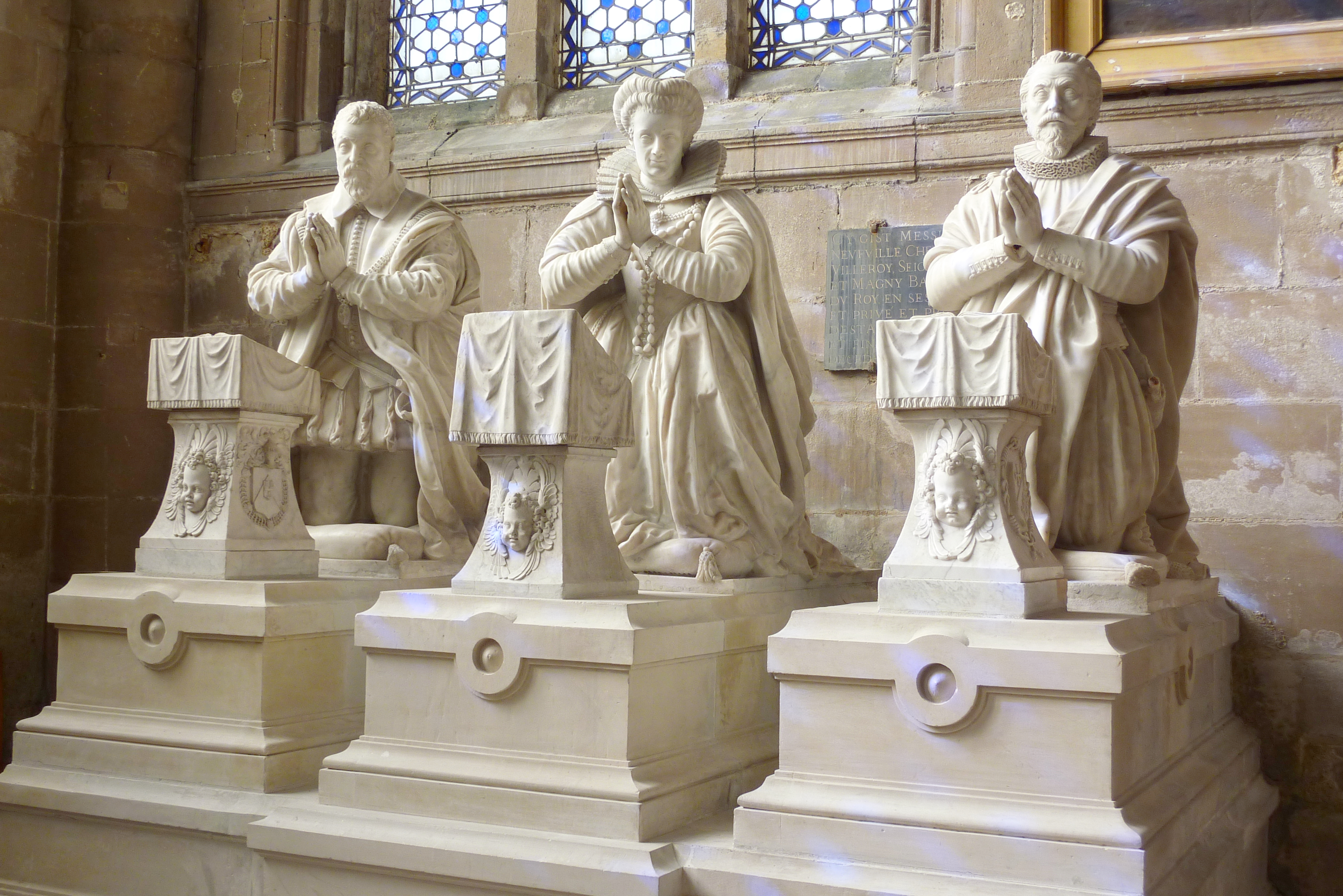
Statues funéraires de Nicolas III, Madeleine de l'Aubespine et son époux Nicolas IV.

Dans le croisillon nord, trois priants en marbre blanc de la fin du XVIe siècle et du début du XVIIe siècle sont les vestiges des monuments funéraires de Nicolas III de Neufville de Villeroy, sa belle-fille Madeleine de L'Aubespine, et son fils Nicolas IV sont représentés dans des priants. Les deux premiers sont dus à Mathieu Jacquet dit Grenoble ; le dernier a été réalisé par Germain Jacquet, son fils. Ce sont des chefs-d'œuvre de l'art funéraire classique en Île-de-France. Leur survie aux troubles révolutionnaires est due à Alexandre Lenoir qui les abrite dans son Musée des monuments français dans le Couvent des Petits-Augustins. Lenoir récupère l'ensemble des monuments funéraires, mais compose dans le musée un mausolée unique pour les trois défunts, selon ses propres idées. Il cède les colonnes en surnombre au château de Malmaison en 1801. Dès 1814, le conseil de fabrique de Magny-en-Vexin entame des négociations pour obtenir la restitution des œuvres d'art enlevées à la Révolution. Il faut quatre ans de tractations et l'intervention de plusieurs personnalités avant que les priants et le mausolée en pièces détachées ne puissent quitter le musée en octobre 1818. La Vierge à l'Enfant dite Notre-Dame-la-Blanche arrive à Magny avec l'une des deux voitures parties du musée. En 1819, le conseil municipal vote les fonds nécessaires à la reconstruction, et un marché est passé avec Jean-Baptiste Devesly, entrepreneur en bâtiment à Saint-Gervais. En 1821, le mausolée se présente à peu près sous la même forme qu'auparavant au musée. Mais en 1860, le mausolée est détruit pour confectionner un autel pour la Vierge dans la chapelle en face, rétablie en 1854 après avoir servi de sacristie depuis 1792. Deux colonnes et le fronton avec les deux pleureuses sont employés dans l'autel, alors que la sculpture d'un ange trouve sa place dans la chapelle Saint-Roch. Les priants des Villeroy sont simplement posés par terre, contre le mur du croisillon nord, sans la moindre protection. Ce n'est qu'en 1877 que le curé Rouillon les fait placer sur un piédestal commun. Le réalisme des priants est saisissant et leurs vêtements donnent un aperçu fidèle des usages vestimentaires de l'époque. Le roi Louis-Philippe remarque la qualité de ces statues et en fait faire des moulages pour sa galerie historique de Versailles. Nicolas III de Neufville-Villeroy (1512-1598) est le petit-neveu de Pierre Le Gendre, celui qui commença la construction de l'église de Magny vers 1490. Il porte à son cou le collier de l'ordre de Saint-Michel. Madeleine de L'Aubespine (1546-1596) est sa belle-fille et l'une des dames les plus en vue de la cour de Charles IX grâce à ses traductions des œuvres d'Ovide en français. C'est l'épouse de Nicolas IV de Neufville de Villeroy (1542-1617), successeur de son père Nicolas III comme seigneur de Magny, Villeroy (à Mennecy) et Alincourt (commune de Parnes) et d'autres lieux, mais surtout ministre et secrétaire d'État,.

### Sculpture

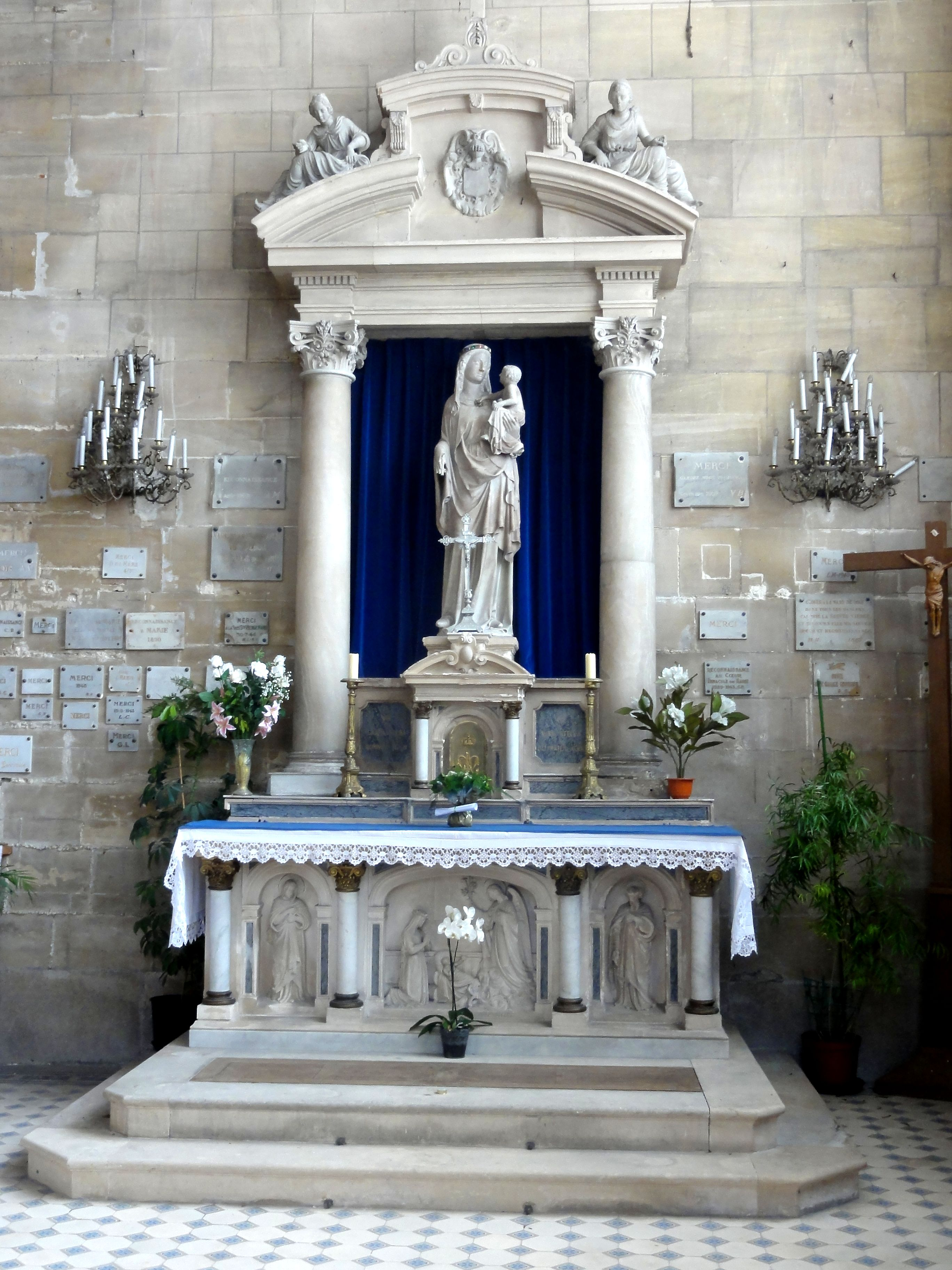
Autel de la Vierge.

Dans la chapelle de la Vierge face au croisillon sud et aux priants des Villeroy, la Vierge à l'Enfant dite Notre-Dame la Blanche trône devant un retable édifié avec les débris des monuments funéraires des Villeroy. Notre-Dame la Blanche a été réalisée pendant le second quart du XIVe siècle en marbre blanc ou albâtre, et elle aurait été offerte par Jeanne d'Évreux à l'abbaye de Saint-Denis, d'où elle arrive en 1818 afin de remplacer une autre Vierge disparue à la Révolution. C'est une sculpture de grande qualité, classée monument historique depuis 1902,. Les deux pleureuses sur le fronton sont classées monument historique indépendamment. Deux autres Vierges à l'Enfant existent dans l'église, toutes les deux également classées monument historique. Celle dans le chœur est en bois peint et date du XIVe siècle. Elle provient du couvent des Ursulines de Magny, et sa particularité est que l'Enfant Jésus joue avec un oiseau. La représentation est sans doute inspirée par l'Évangile arabe de l'Enfance. L'autre Vierge est en pierre ; haute de 160 cm, elle date du XVIe siècle et provient de la commanderie des Hospitaliers de Saint-Jean de Jérusalem du Vaumion, sur l'actuelle commune d'Ambleville, et a été placée en 1820 dans la niche au-dessus du portail principal. Bien que l'église ait toujours été dédiée à la Vierge, aucune de ses statues que l'église devait jadis posséder ne s'est conservée.
Le croisillon nord renferme le tombeau de Denis David Dubuisson, curé doyen de Magny-en-Vexin mort en 1784. Le monument funéraire a été commandé par son neveu Bettencourt auprès du sculpteur Claude Dejoux (1732-1816) et réalisé en 1788. Le texte de l'inscription sur le soubassement a été rédigée par Nicolas de Condorcet. Le soubassement est en marbre gris veiné de rouge, le piédestal et le support du bas-relief sont en marbre gris, et la pyramide supporté par le piédestal est en marbre noir. Le bas-relief en marbre blanc représente la Charité jouant avec deux enfants, dont l'un tient un médaillon avec l'effigie du défunt. La Charité était la grande qualité du curé qui lui valait l'hommage des paroissiens par ce monument. Il a connu le même destin que les priants des Villeroy. M. Bettencourt obtient la restitution du monument en 1817 et le met à la disposition de l'église en 1818,. Toujours sur le plan de la sculpture, dans la chapelle consacrée à ce saint, le médaillon en bas-relief de saint Charles Borromée a déjà été mentionné. La plaque commémorative de la donation du médaillon est également classée.

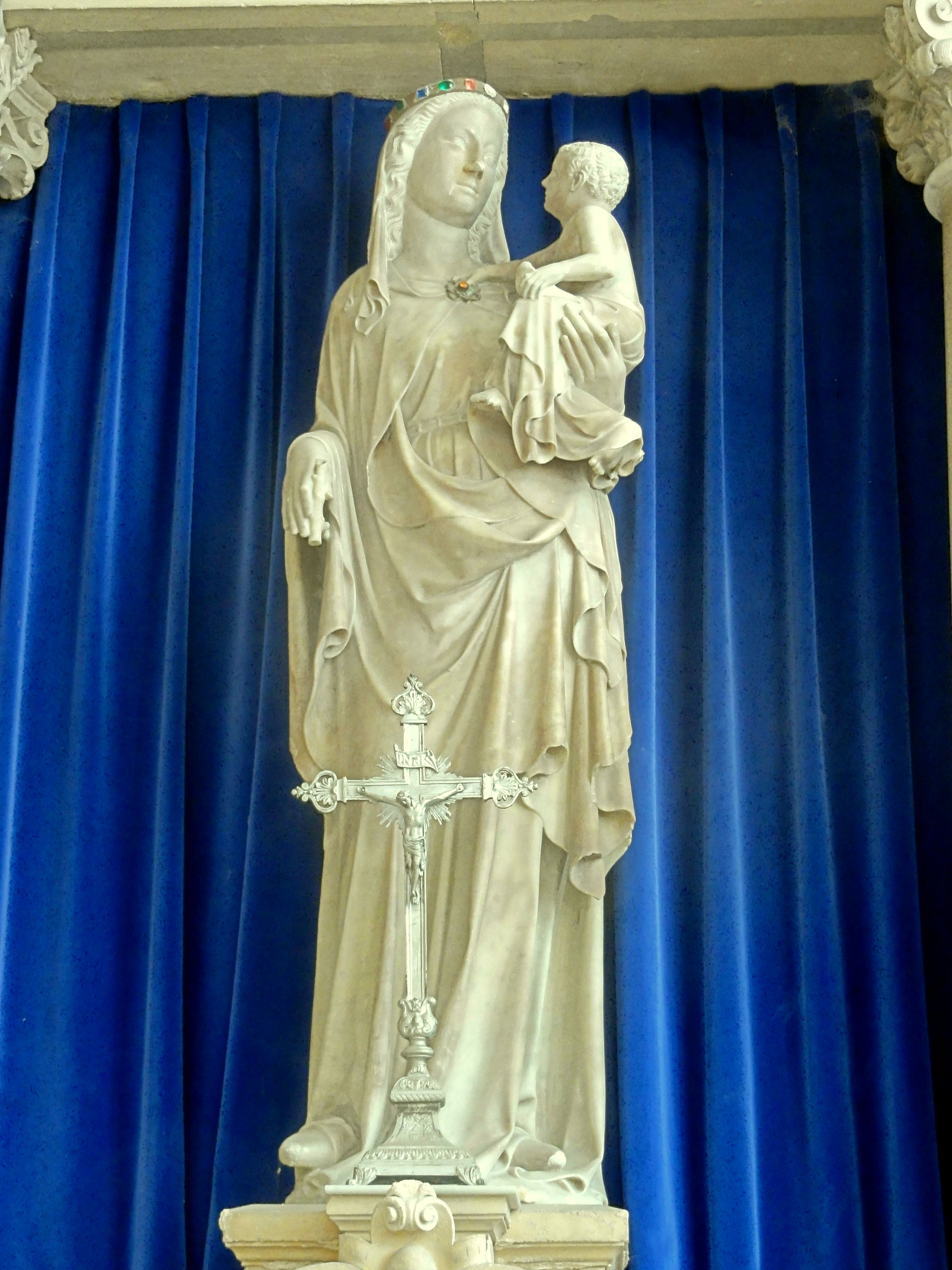
Vierge à l'Enfant dite Notre-Dame la Blanche.
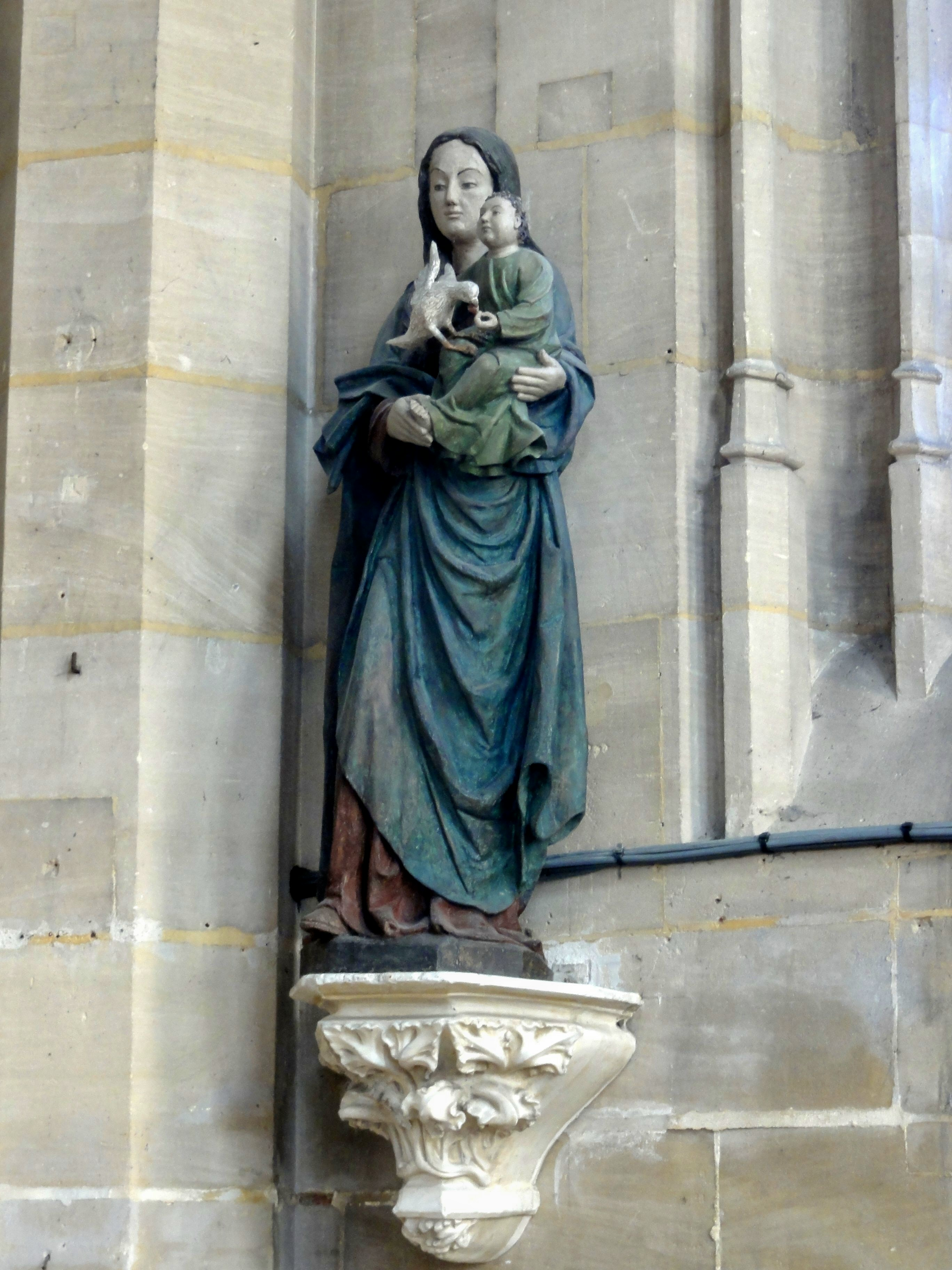
Vierge à l'Enfant avec colombe.
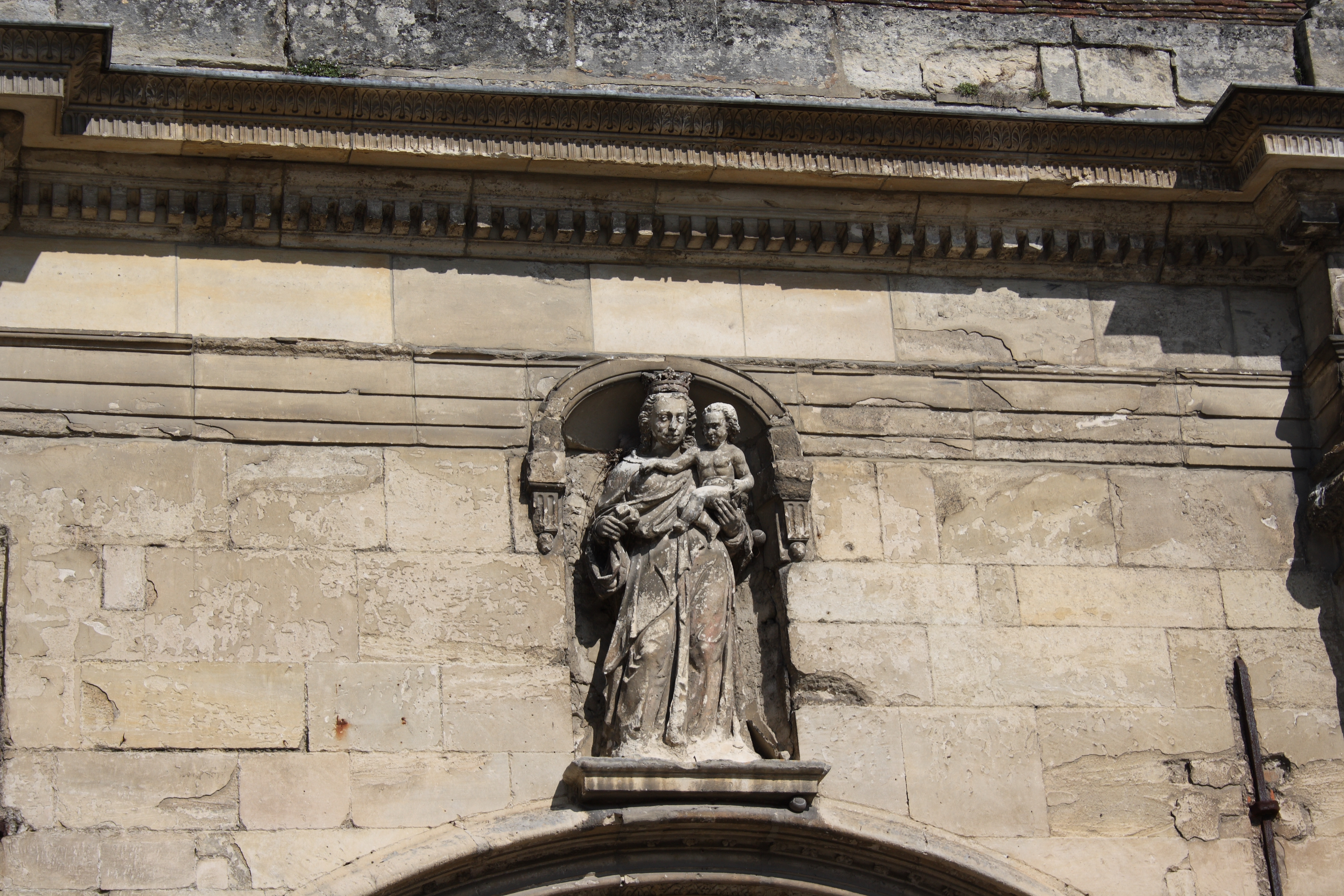
Vierge à l'Enfant du portail.
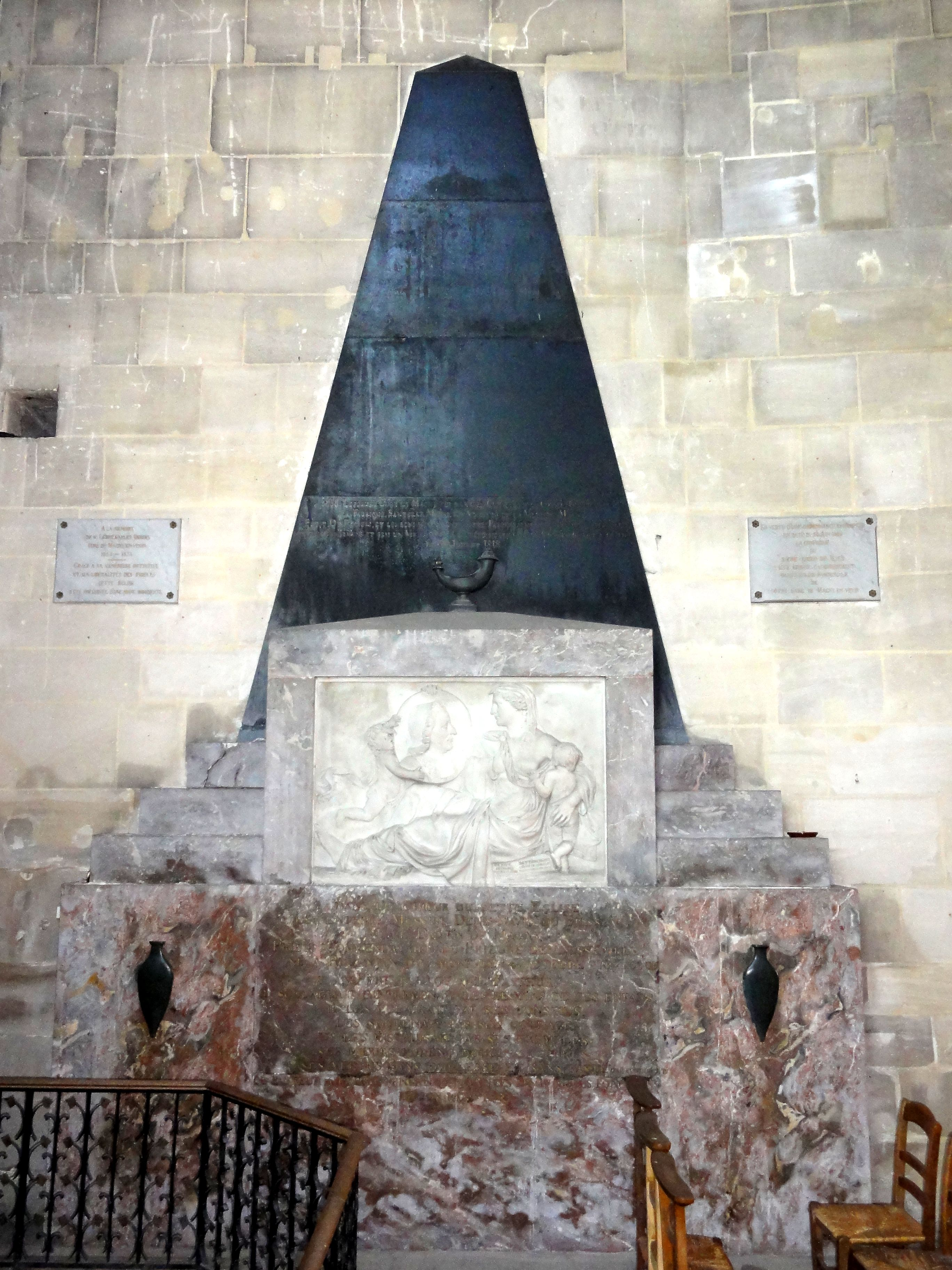
Tombeau de Denis David Dubuisson.
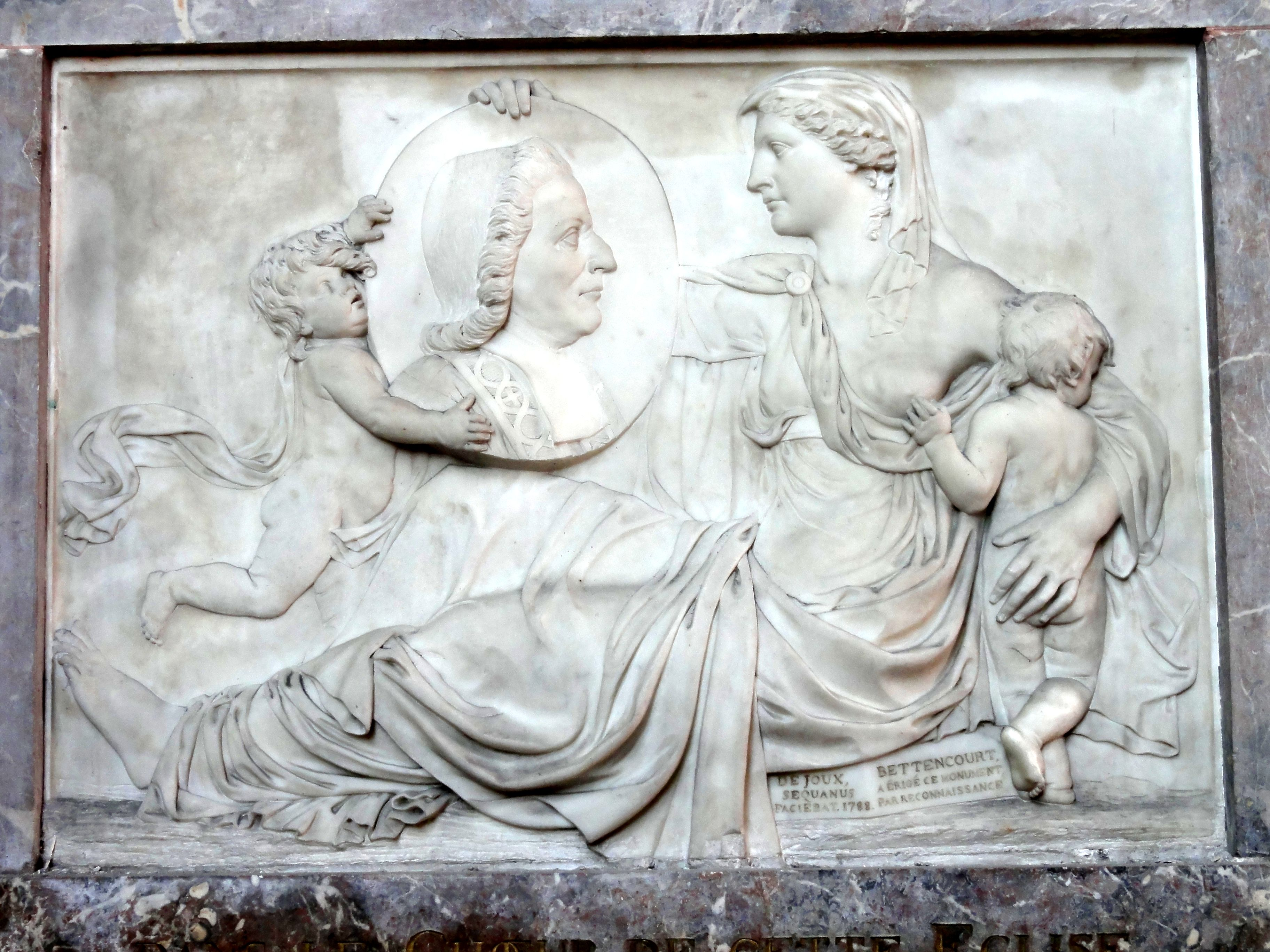
Bas-relief comportant le portrait du curé Dubuisson.
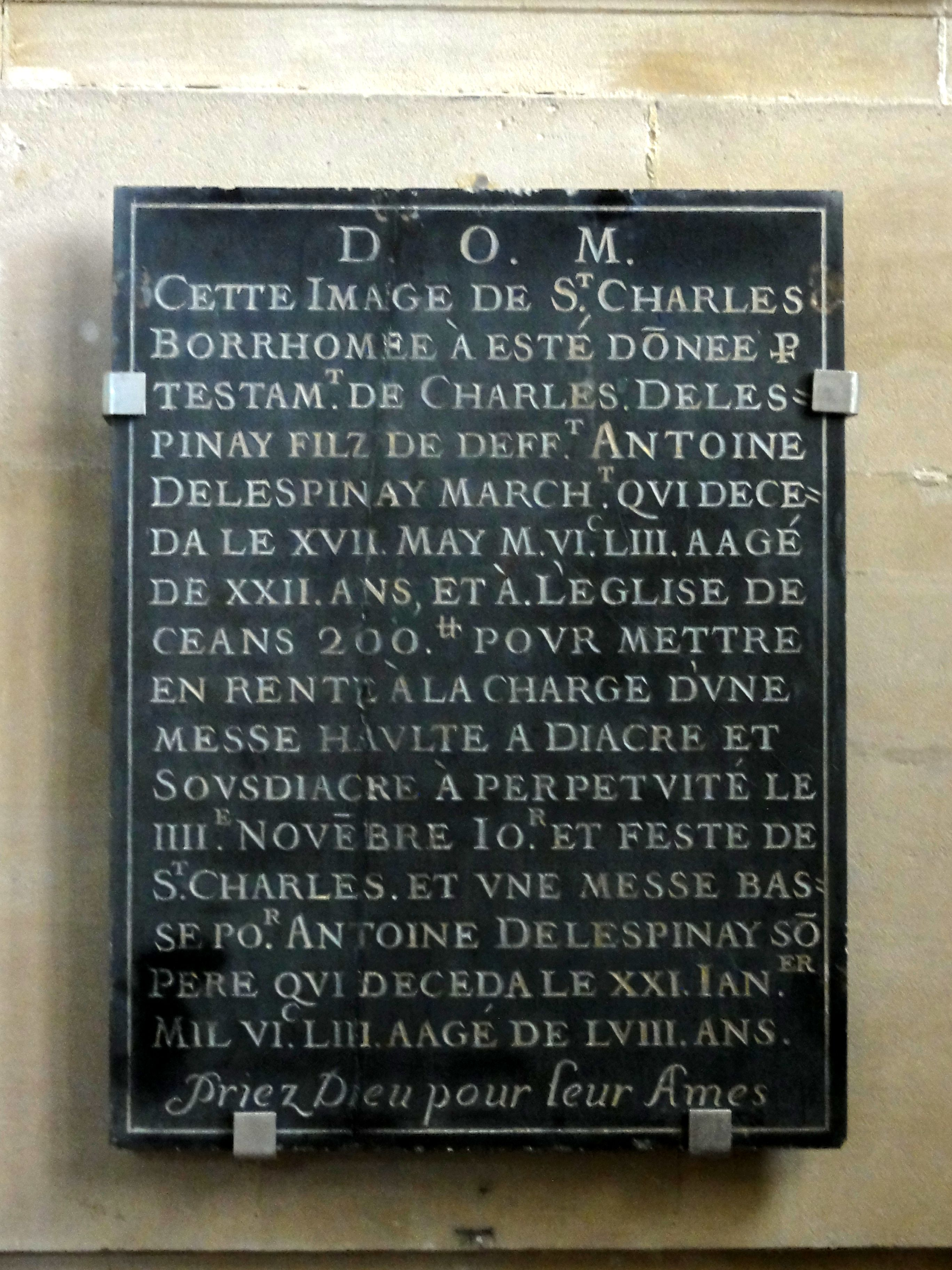
Plaque de fondation du donateur du médaillon de Charles Borromée.

### Tableaux

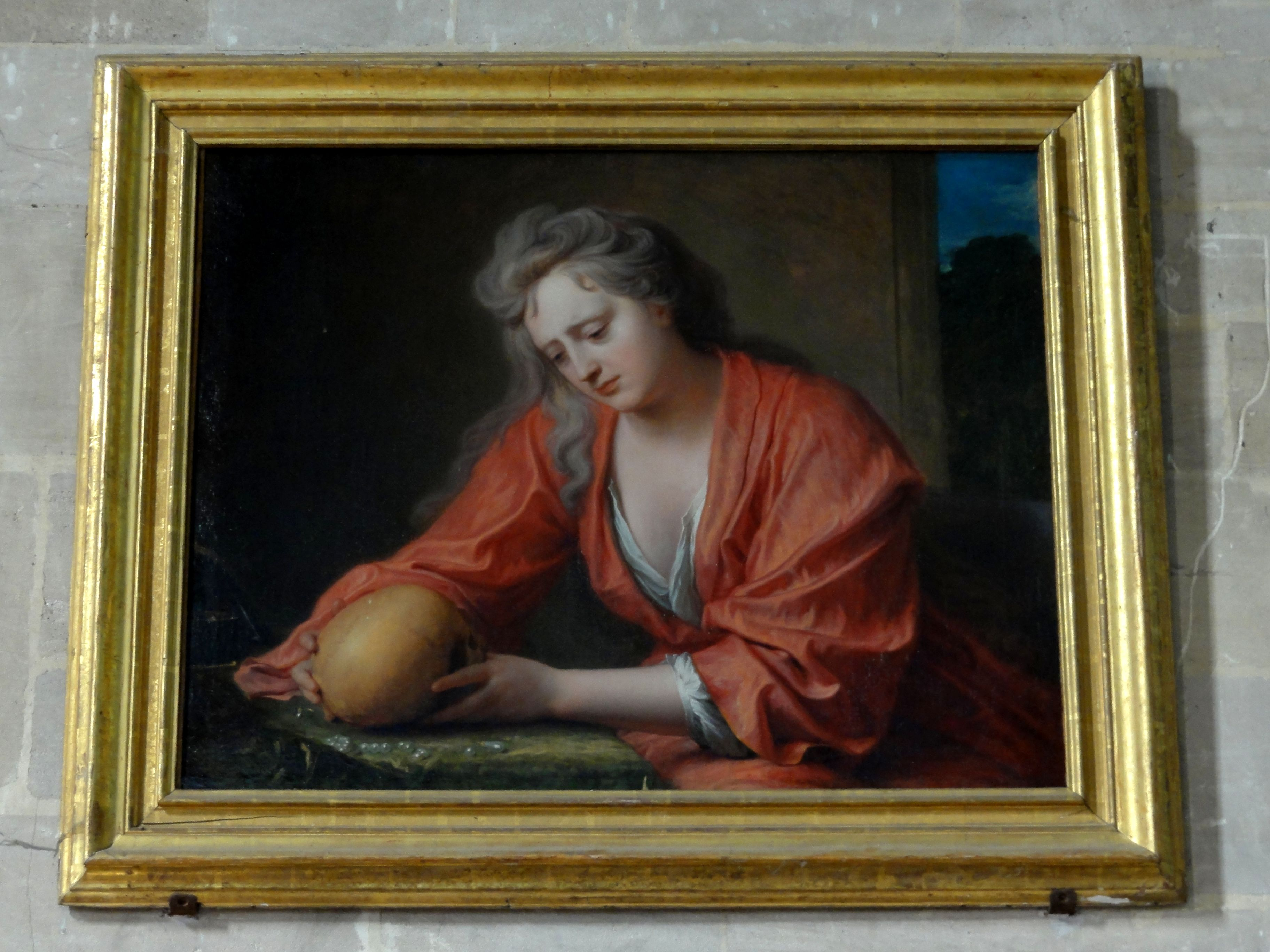
Sainte Madeleine repentante.

La Madeleine repentante, due au peintre natif de la ville Jean-Baptiste Santerre (1651-1717), est l'un des tableaux les plus réputés de l'église, accroché dans le croisillon nord. Il a longtemps fait partie des collections de Louis XIV. Non exactement daté, il a été confié à la paroisse de Magny en 1876 et est classé monument historique. Un autre tableau classé monument historique de l'église est une grande Adoration des bergers de Louis de Boullogne le jeune (1654-1733), datée de 1683. Ce tableau de grand format domine la porte de la sacristie, dans le collatéral nord du chœur. La montée au calvaire aussi appelé Portement de la croix, est le titre d'un tableau attribué à Alonso Cano (1601-1667). Il aurait été offert par le roi Louis-Philippe en 1845 et on le trouve dans le croisillon sud, (sans illustration). Roland Vasseur estime peu probable que le tableau ait réellement appartenu à Louis-Philippe, car il ne figure pas dans le catalogue de la Galerie espagnole du roi.
Les nombreux autres tableaux sont souvent des copies d'après des grands maîtres, ou bien des œuvres originales anonymes. Les Noces de Cana sont la copie d'un tableau peint par Jean-Jacques Lagrenée (1739-1821) pour la chapelle du château de Fontainebleau. L'original a été prêté à l'église Notre-Dame de Magny entre 1835 et 1855, puis a été réclamé par le musée du Louvre. On trouve la copie dans le croisillon sud. Au-dessus du tambour du portail principal dans le bas-côté sud, l'on trouve une Annonciation anonyme. Simon François de Tours (1632-1671) est l'auteur de La Fuite en Égypte dans la chapelle Sainte-Thérèse, exécuté d'après une gravure de Nicolas Pitau (1622-1671) et inversé par rapport à l'original. Ce tableau est accroché dans la chapelle Sainte-Thérèse, près du baptistère. Le tableau représentant François d'Assise, stigmatisé, priant dans la chapelle Saint-Roch est l'œuvre d'une paroissienne, Mme Boselli, non exactement daté. Dans le croisillon nord près de la Madeleine repentante, l'on trouve un tableau de grand format au sujet du Martyre de saint Sébastien, qui rappelle que cette actuelle chapelle du Sacré-Cœur fut dédiée à ce saint à partir de 1818. Le tableau est la copie d'une œuvre du XVIIe siècle offert par Adèle de Briffault, propriétaire du château des Boves.

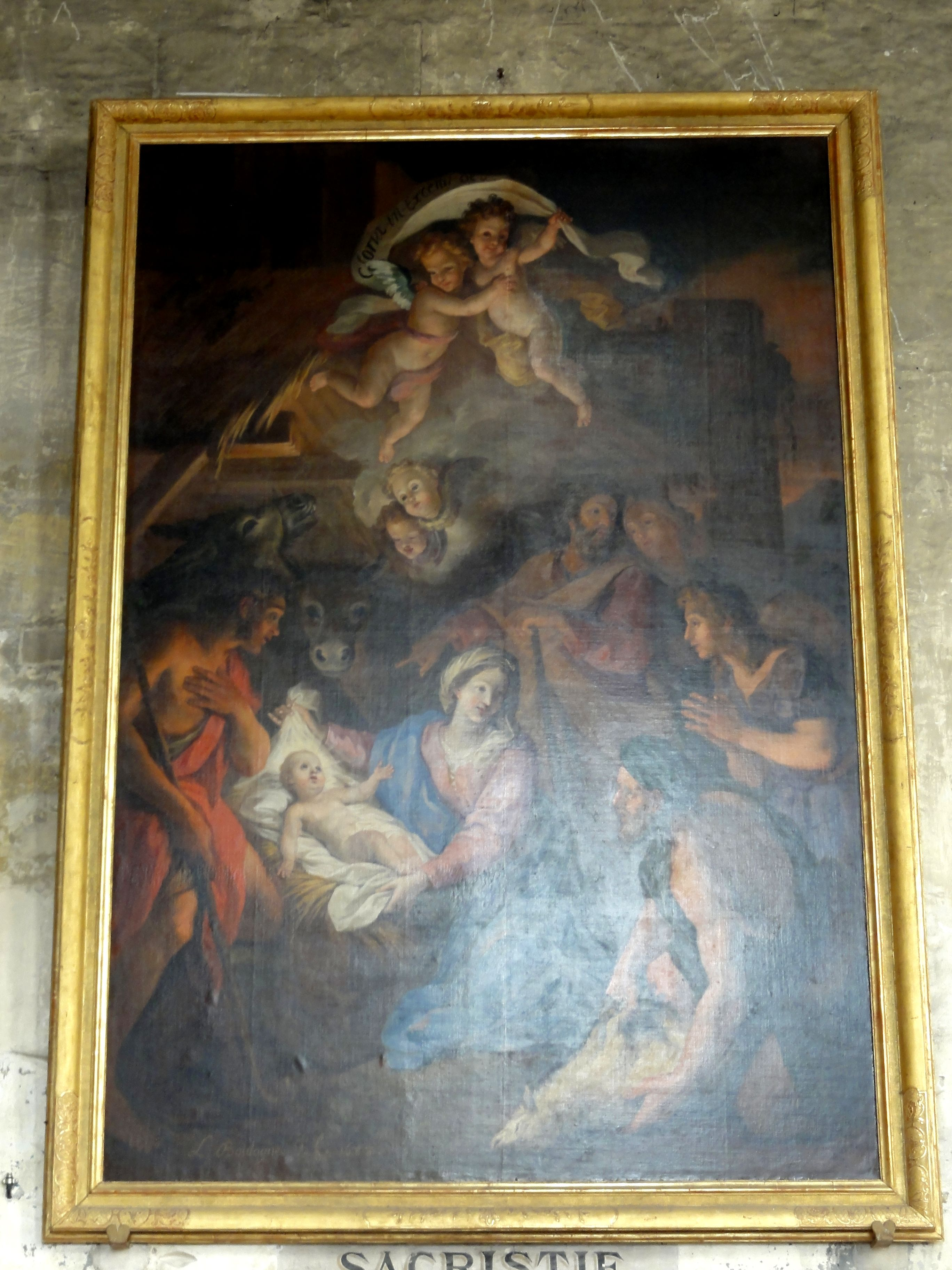
Adoration des bergers.
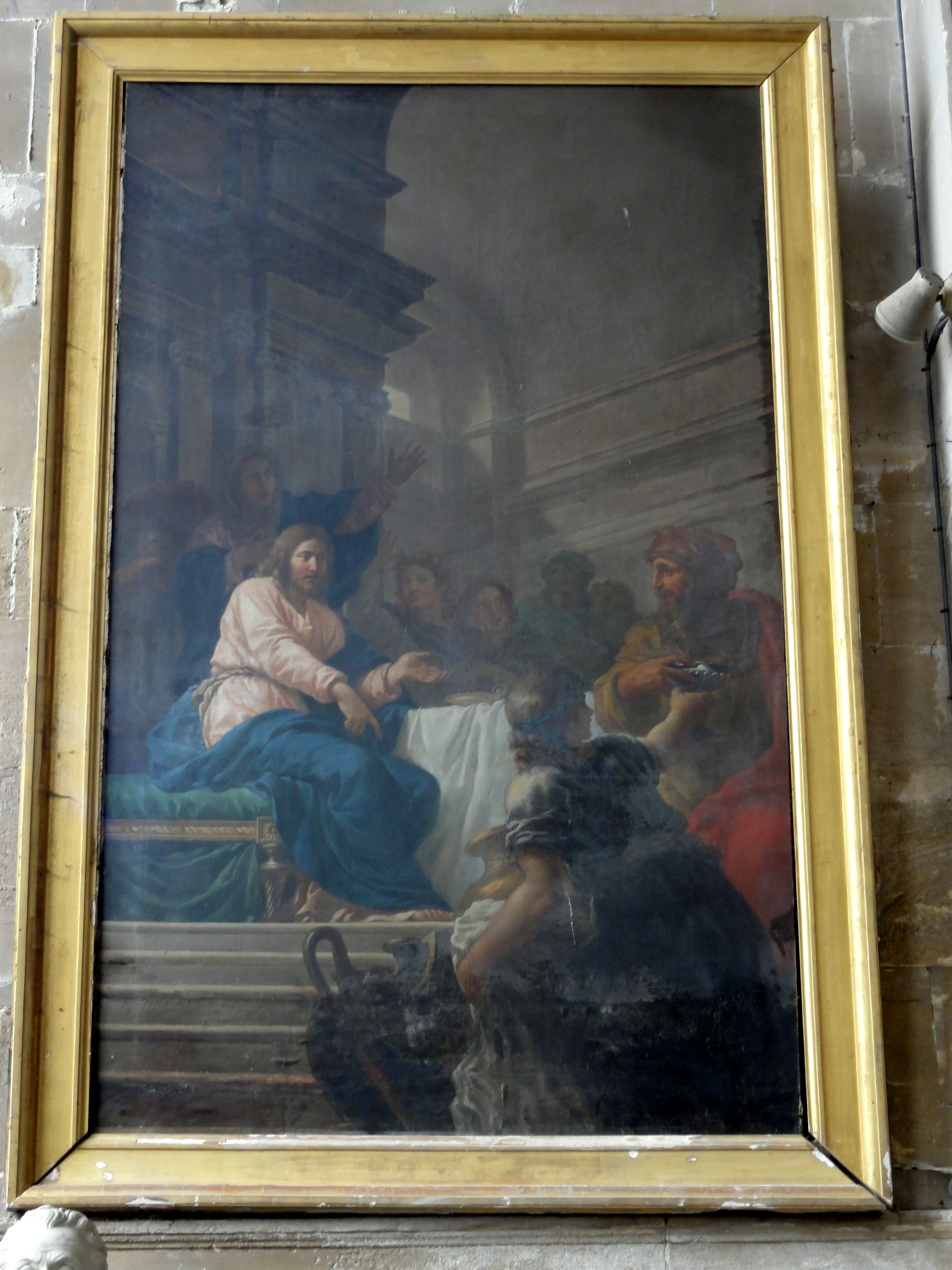
Les noces de Cana.
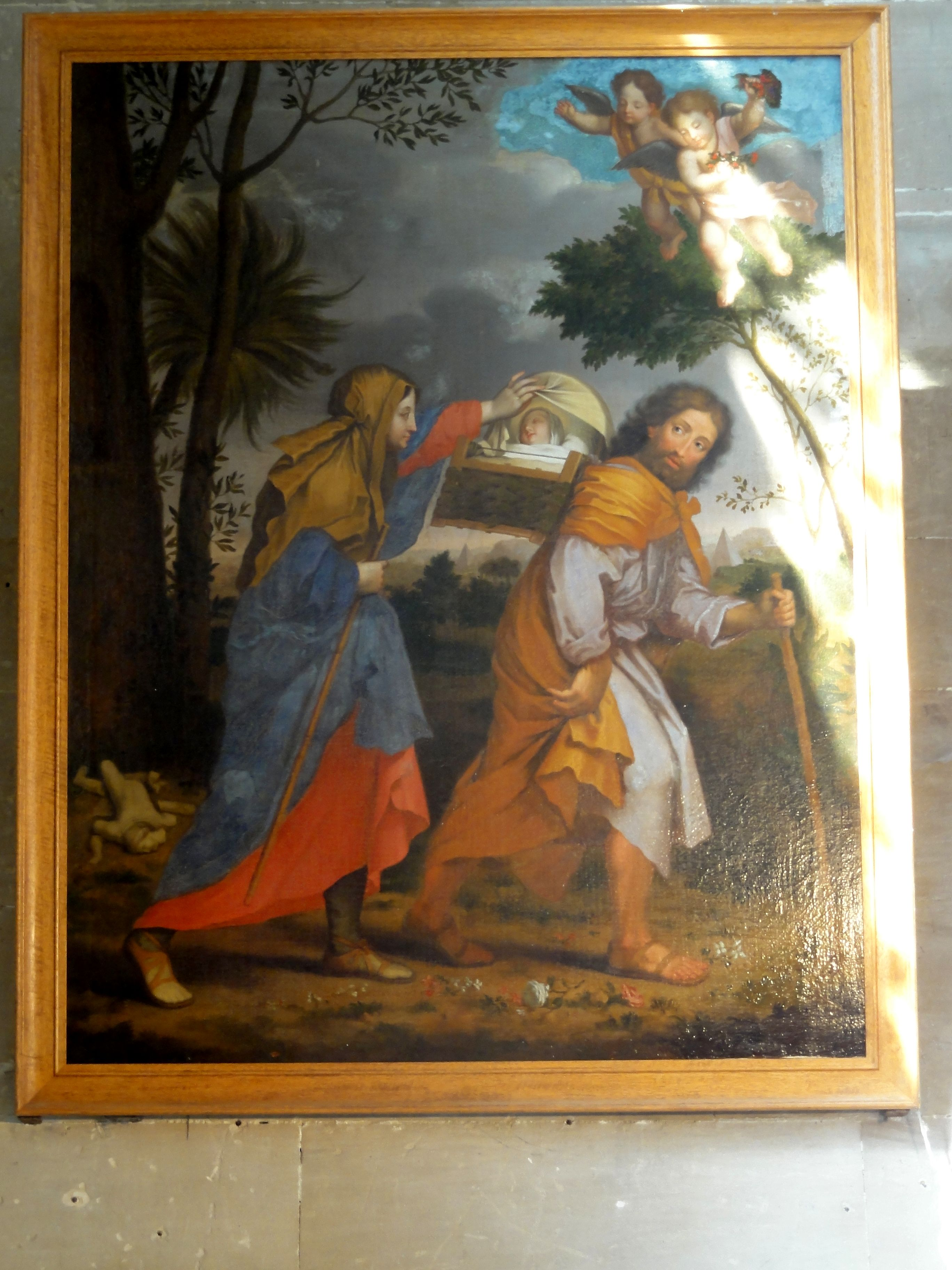
La fuite en Égypte.
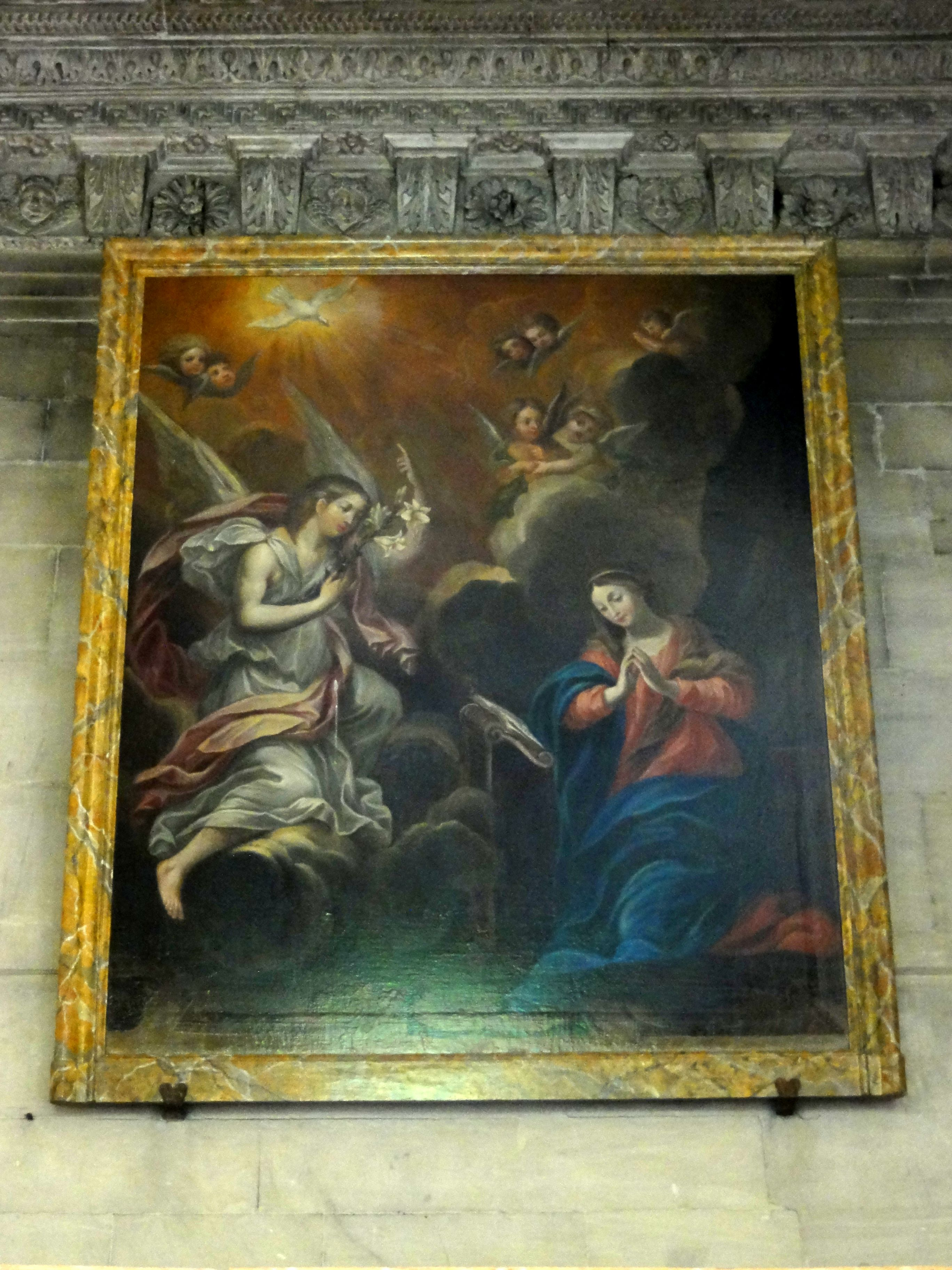
Annonciation.
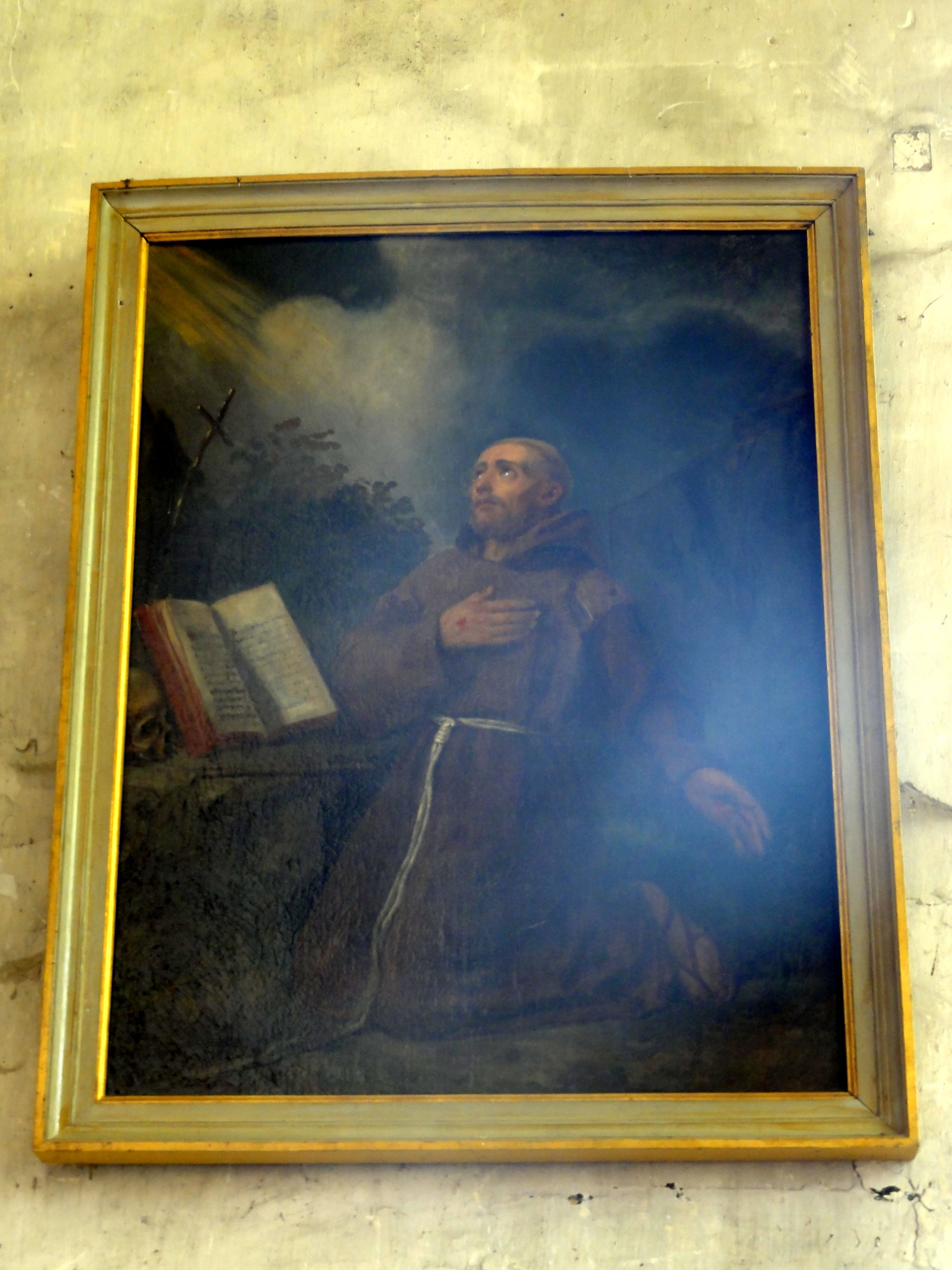
Saint François d'Assise.
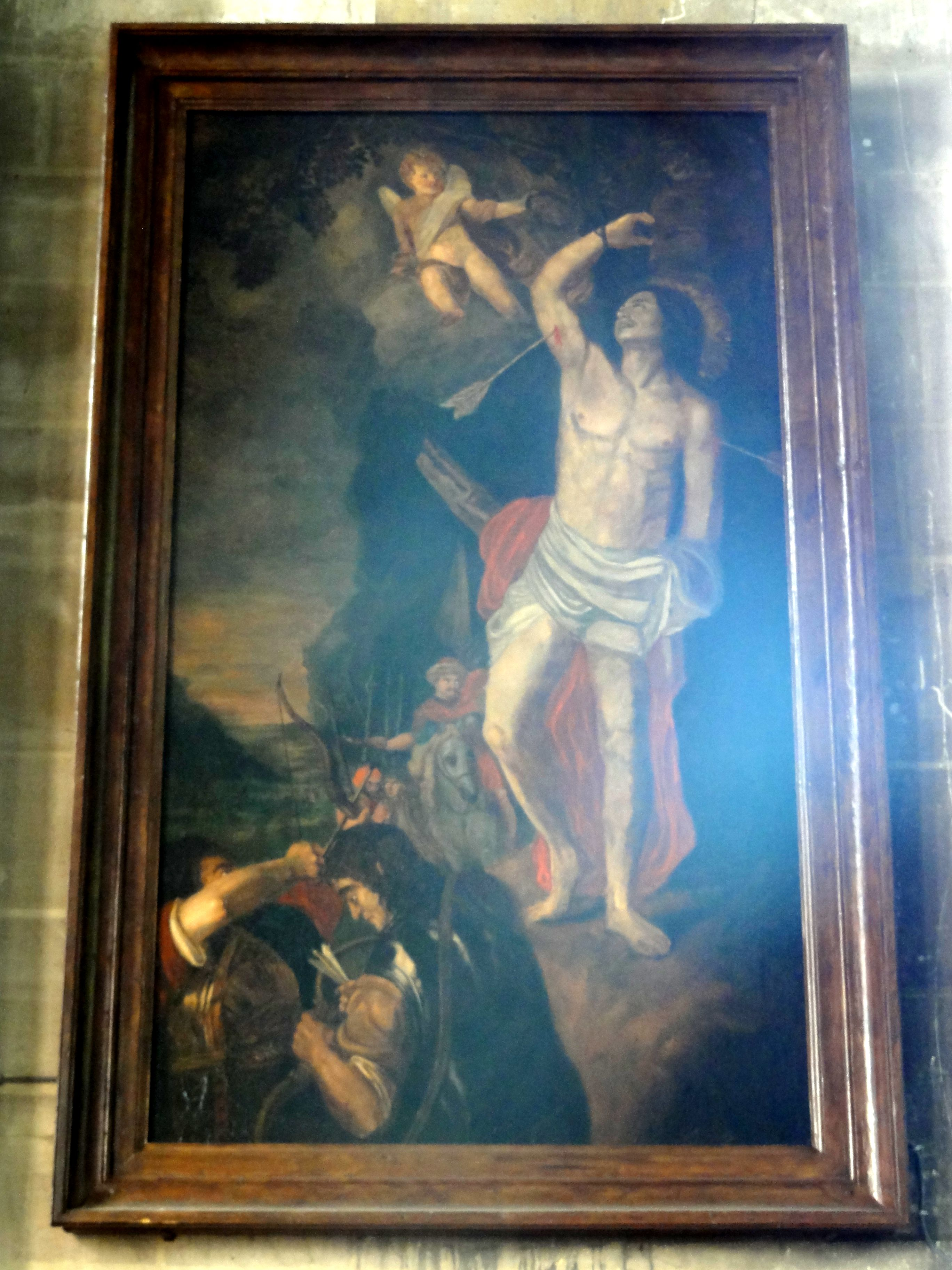
Martyre de saint Sébastien.

### Les grandes orgues

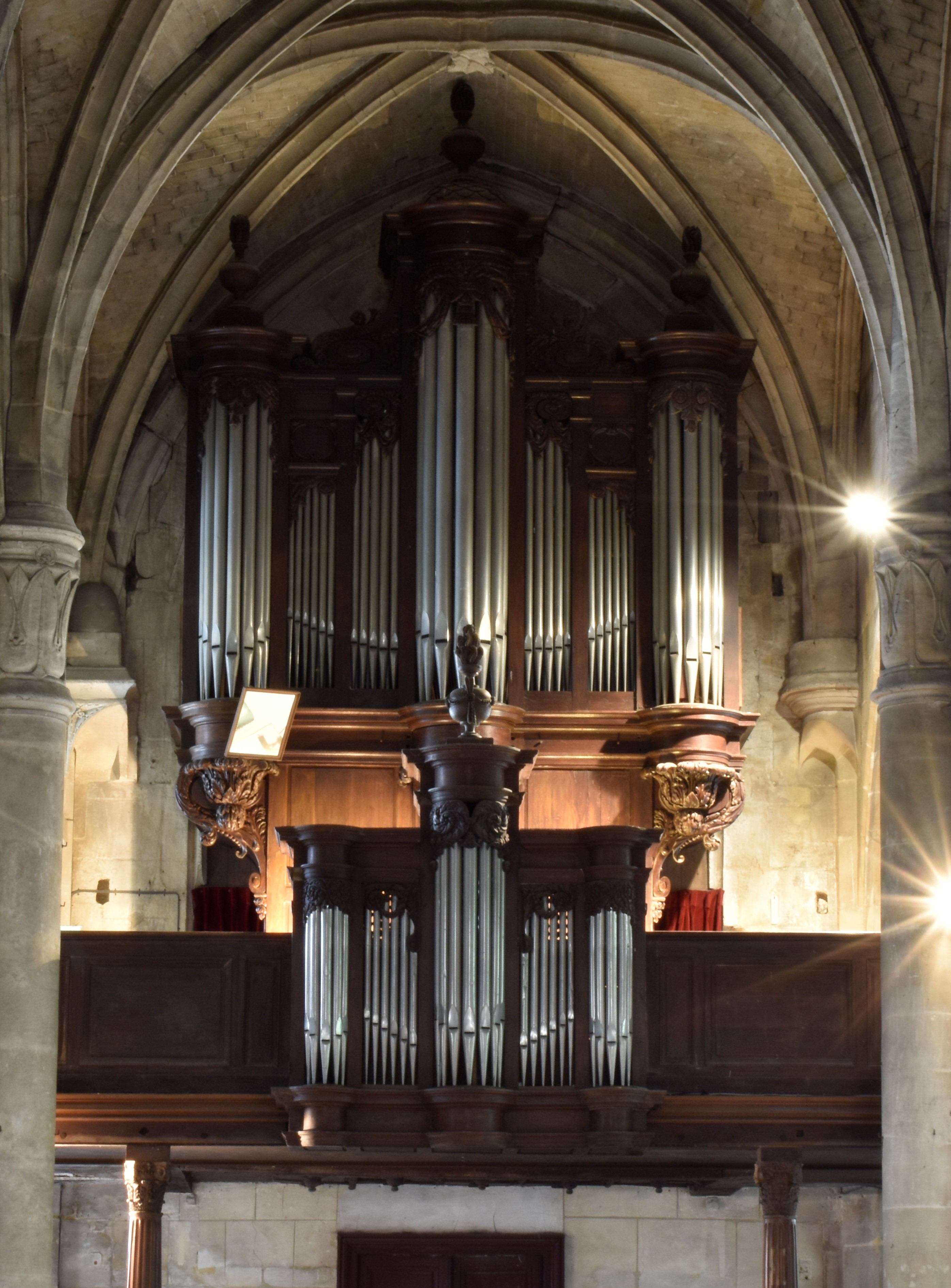
Grandes orgues de l'église Notre Dame de la Nativité de Magny-en-Vexin.

L'orgue de tribune recouvre l'extrémité occidentale de la première travée de la nef et son buffet, en chêne et en sapin, bénéficie d'un classement aux monuments historiques au titre d'objet depuis le 21 novembre 1930.

#### Historique
L'instrument est réalisé en 1662 par le facteur d'orgues parisien Guy Jolly en tant que prototype des grandes orgues de la cathédrale de Bourges. Le buffet de l'orgue est quant à lui l'œuvre d'un menuisier resté anonyme. Il est finalement refait en 1873.
Une reconstruction est entreprise en 1894 par les facteurs d'orgue Louis Béasse et Jean-Baptiste Bonneau (qui ont également travaillé sur les grandes orgues de Saint-Louis des Invalides) pour le transformer en orgue symphonique. L'instrument est alors dénaturé : l'orgue est réparti sur deux claviers et le positif dépouillé de ses tuyaux (actuellement il n'a plus qu'un usage décoratif) pour permettre l'agrandissement de la tribune. Des colonnes sont alors ajoutées et la plupart des panneaux sculptés sont dissimulés.
En 1924, une soufflerie électrique est installée par le facteur d'orgue Henri Firmin. Elle est finalement remplacée en 1979.
Entre 2001 et 2003, le facteur d'orgue Claude Jaccard se voit attribuer le relevage de l'orgue et effectue des travaux complémentaires dans le but de lui donner une composition plus classique.

#### Description

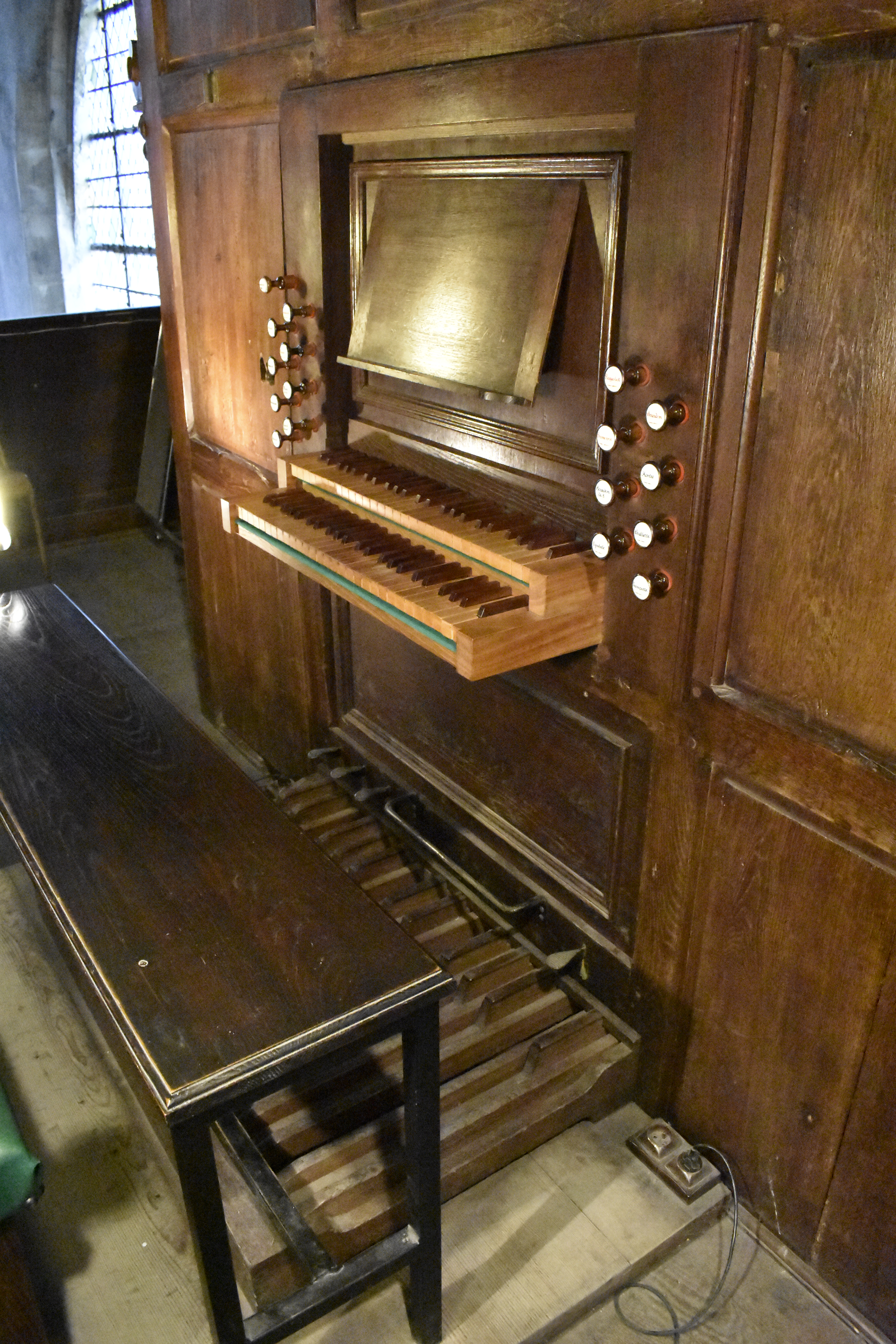
Console du Grand Orgue.

L'orgue est entièrement mécanique (transmission et tirage des jeux). Il se compose de 17 jeux répartis sur deux claviers de 51 notes (Do1 – Ré5) et un pédalier de 27 notes (Do1 – Ré3) et comptabilise en tout un millier de tuyaux. L'instrument possède également quatre pédales : une pour l'accouplement Grand-Orgue / Récit, une pour la tirasse Grand-Orgue, une pour la tirasse Récit et une pour le Tremblant.
| I Grand-Orgue    | I Grand-Orgue | II Récit  | II Récit | Pédalier | Pédalier |
| ---------------- | ------------- | --------- | -------- | -------- | -------- |
| Montre           | 8             | Bourdon   | 8        | Soubasse | 16       |
| Bourdon          | 8             | Prestant  | 4        |          |          |
| Prestant         | 4             | Nazard    | 2 ⅔      |          |          |
| Flûte            | 4             | Flageolet | 2        |          |          |
| Doublette        | 2             | Tierce    | 1 ⅗      |          |          |
| Grand Cornet III |               | Cromorne  | 8        |          |          |
| Fourniture III   |               |           |          |          |          |
| Cymbale III      |               |           |          |          |          |
| Trompette        | 8             |           |          |          |          |
| Clairon          | 4             |           |          |          |          |

### Autres objets classés
Parmi le mobilier de base de l'église, un confessionnal du dernier quart du XVIIe siècle est classé. Les deux vantaux en bois du portail sud sont également classés, bien que les bas-reliefs de leurs panneaux supérieurs aient été endommagés sous la Révolution. Les panneaux inférieurs sont décorés d'arabesques.

### Vitraux
Les vitraux sont tous du XIXe siècle ou postérieurs ; aucun n'est classé. Les trois hauts et étroits vitraux de l'abside se rapportent à la sainte patronne de l'église et racontent donc les scènes de la vie de la Vierge. Ils imitent le style du XVIe siècle et se lisent donc du bas vers le haut, selon l'usage à l'époque. Au centre, l'on voit la naissance de la Vierge, sa mort, son Assomption et son couronnement. À gauche, le vitrail figure l'Annonciation, la Visitation et la Nativité. Le vitrail de droite montre une Pietà, l'apparition du Christ ressuscité à sa mère, rarement représentée, et la Pentecôte. Toujours dans le chœur, un vitrail à côté de l'abside représente les deux Évangélistes saint Matthieu et saint Marc, mais leurs attributs ont malheureusement été inversés pendant la confection du vitrail. Saint Marc se trouve donc avec le lion qui accompagne traditionnellement saint Matthieu, et ce dernier se retrouve avec l'homme ailé qui caractérise habituellement saint Marc. — La grande rosace du croisillon nord comporte dans chacune des extrémités de ses douze lobes l'un des instruments de la Passion du Christ ou Arma Christi. — Sur le vitrail de la chapelle Saint-Vincent-de-Paul, la dernière chapelle du bas-côté sud, le Christ pose sa main sur l'épaule de saint Vincent de Paul à genoux (en haut de la lancette médiane). Sept anges présentent les titres des Œuvres de miséricorde sur des phylactères, et ces œuvres sont illustrées par des scènes situées en bas. Les trois médaillons tout en bas sont dédiées aux trois Vertus théologales, facilement identifiables grâce aux inscriptions Spero, Amo, Credo - j'espère, j'aime, je crois, soit l'Espérance, la Charité et la Foi. La Charité ou Amour est placée au milieu pour souligner son importance. Le vitrail sort des ateliers de Noël Lavergne, Paris.

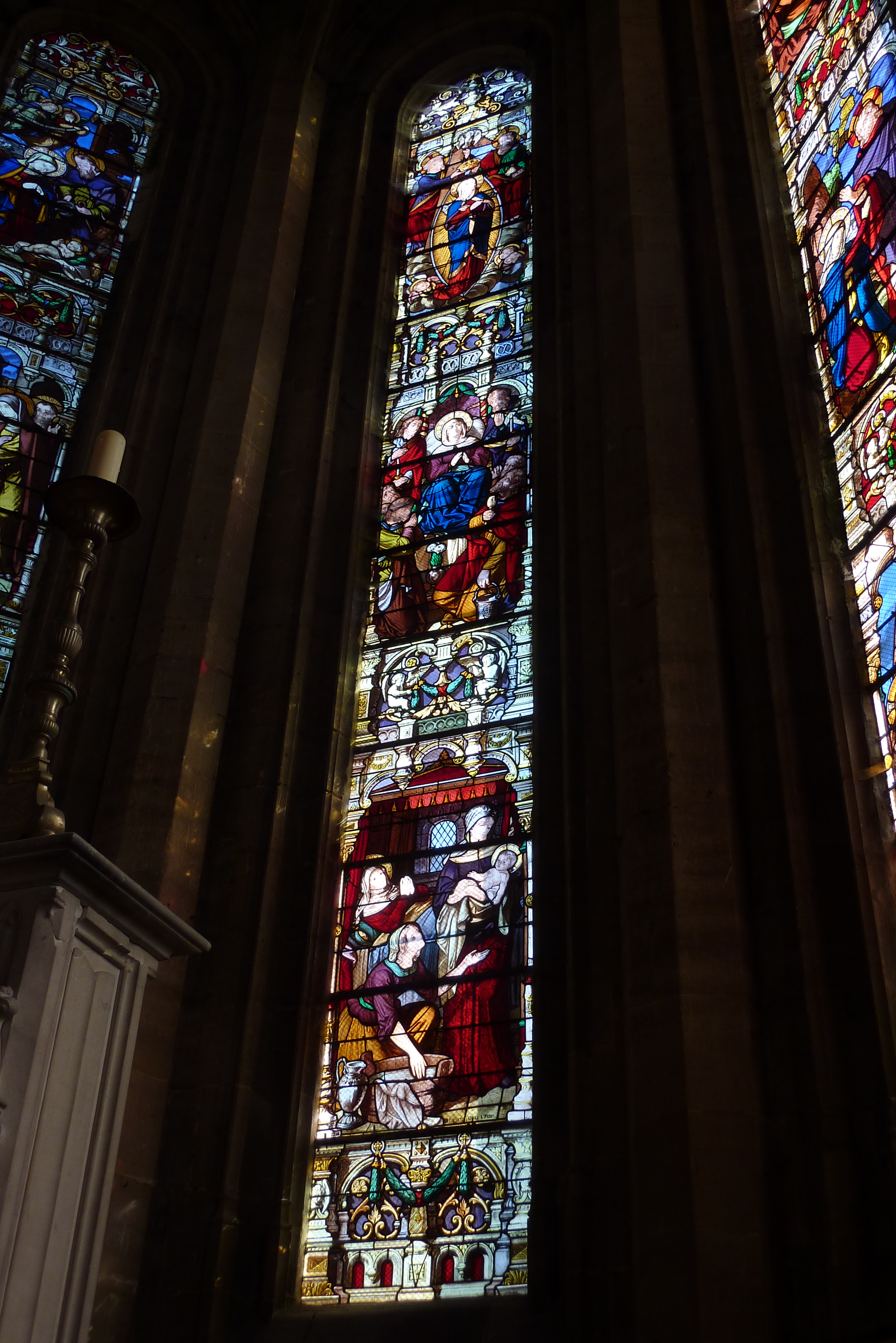
Vie de la Vierge (1).
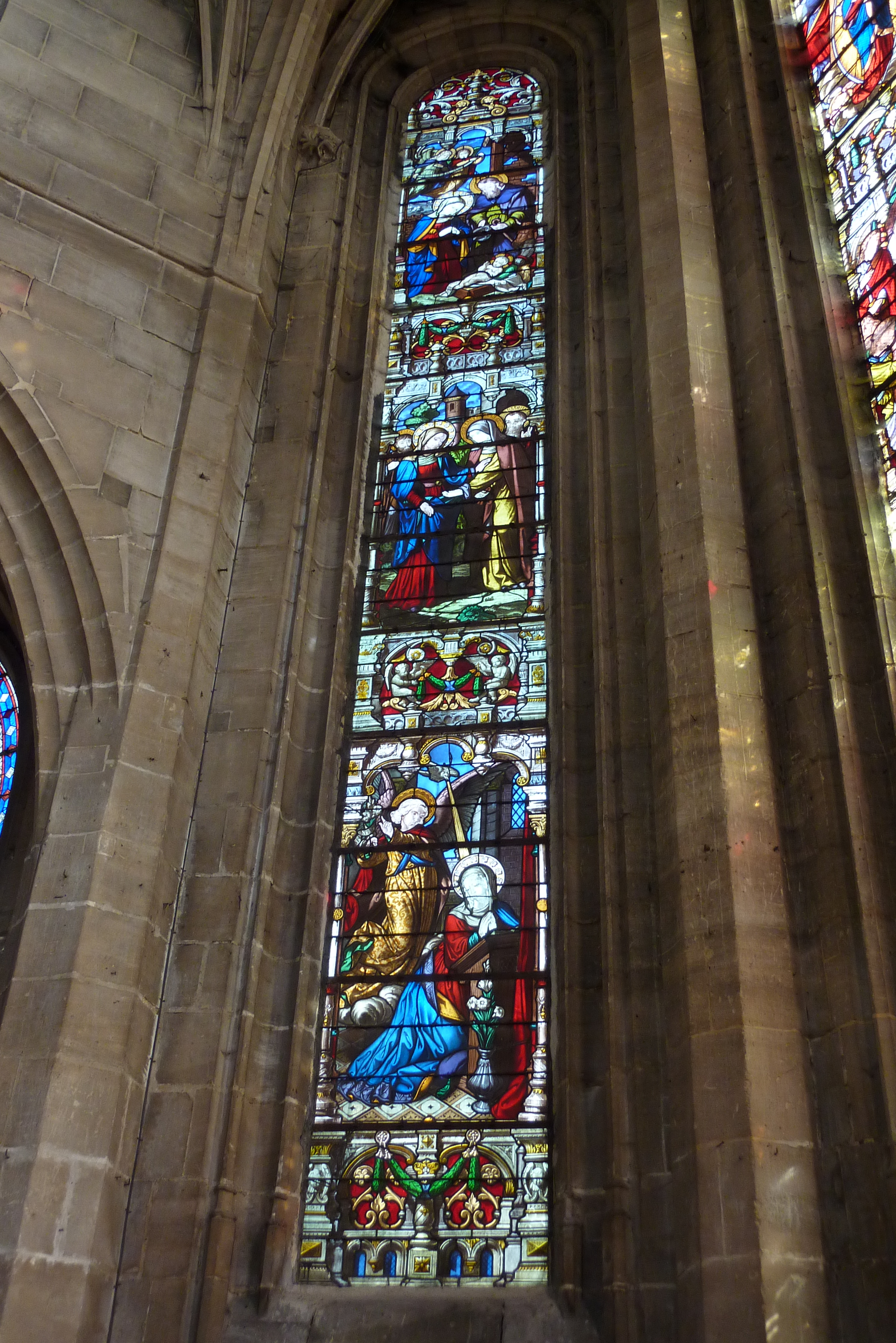
Vie de la Vierge (2).
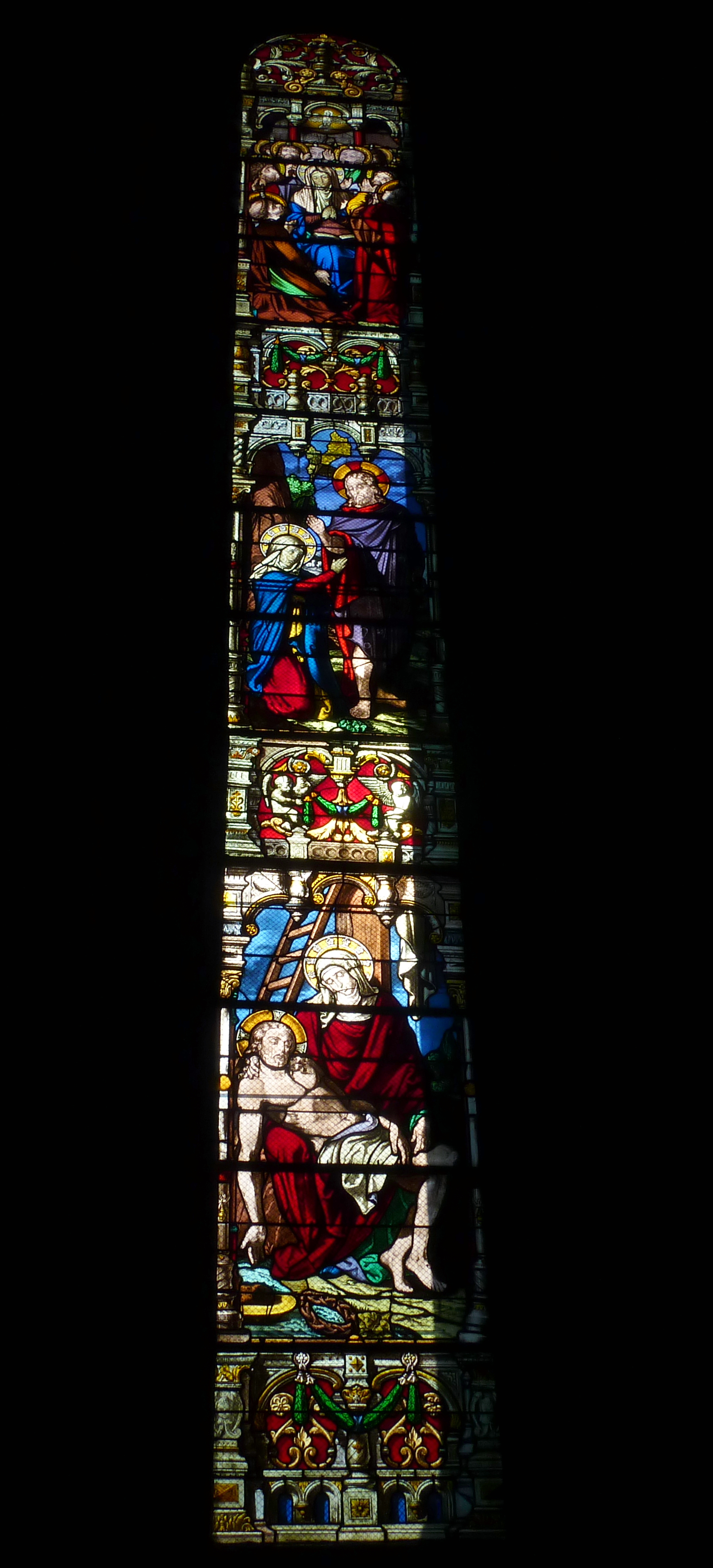
Vie de la Vierge (3).
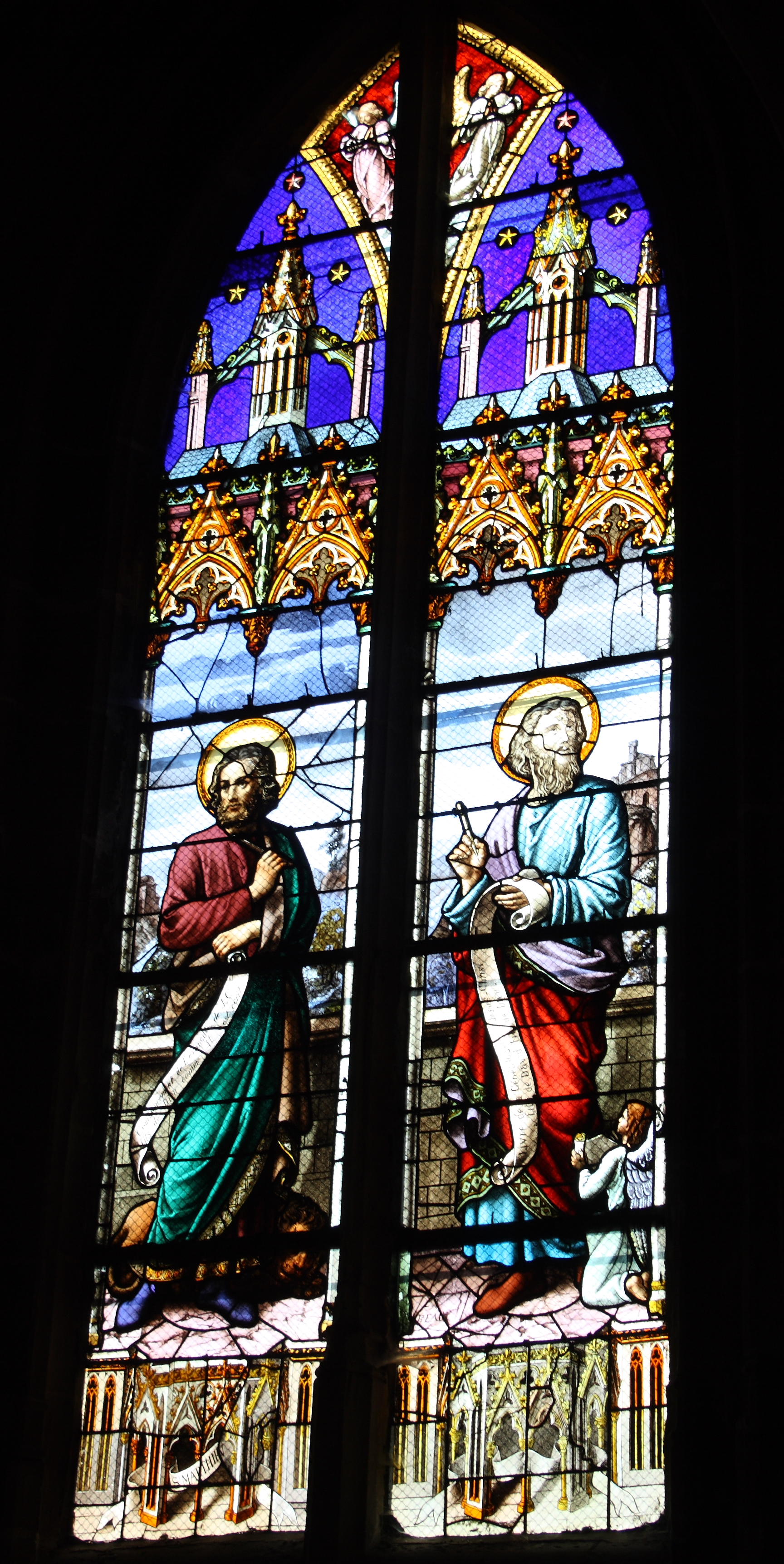
Saint Matthieu et saint Marc.
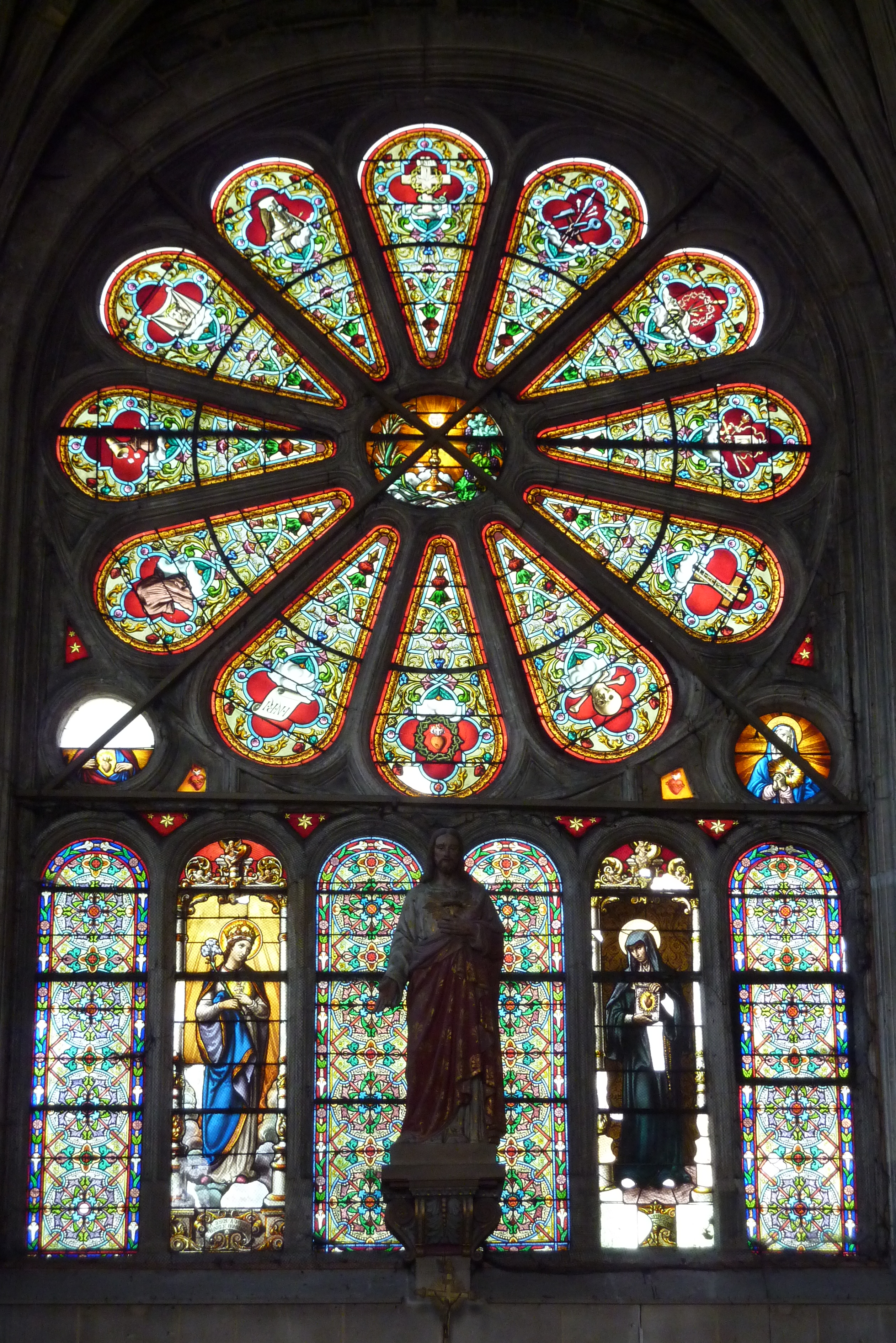
Passion du Christ.
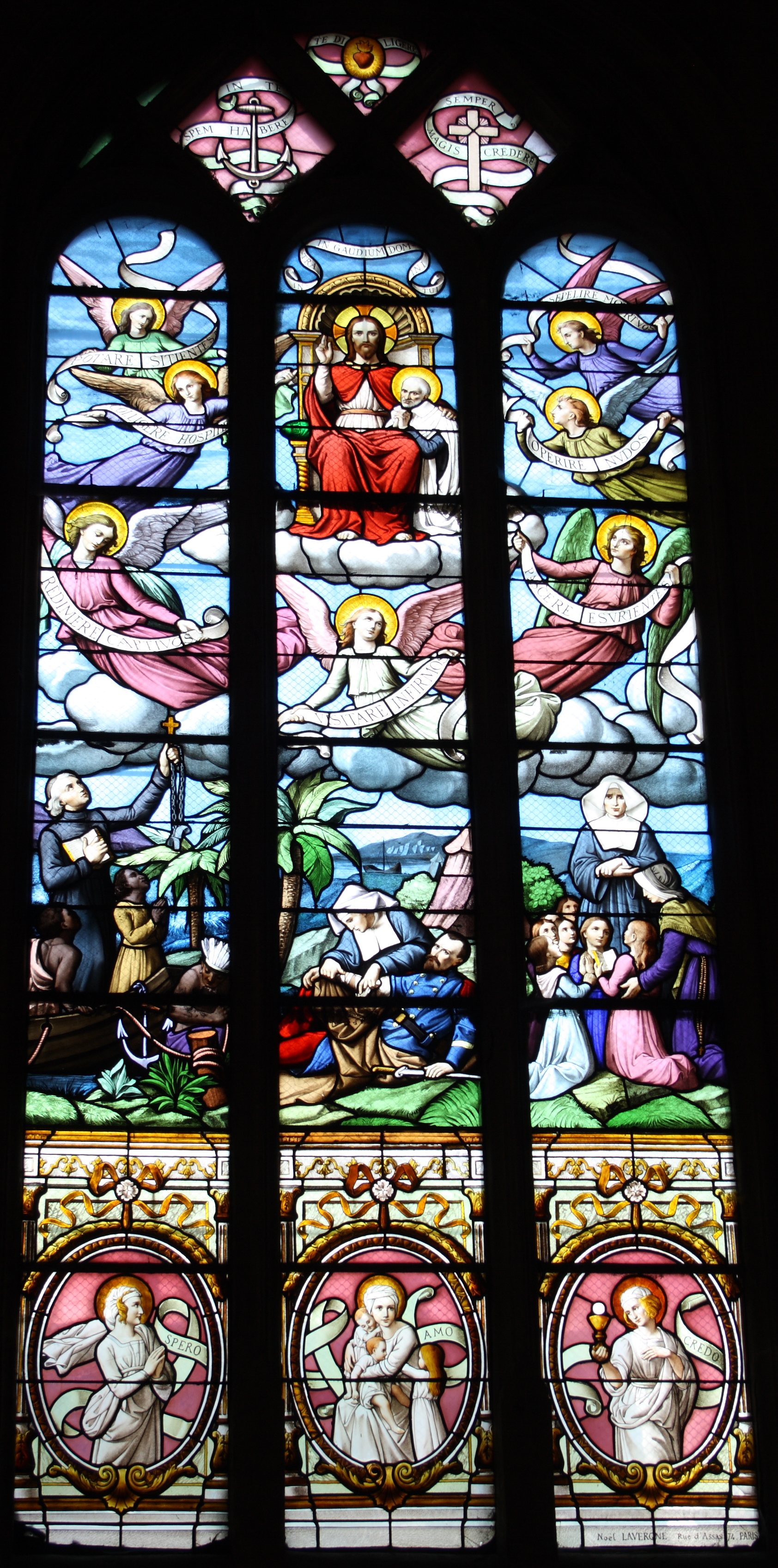
Œuvres de miséricorde.